# Flugzeuge der Nebenmächte im Zweiten Weltkrieg
Dies ist eine Liste von Flugzeugen, die in der Zeit des Zweiten Weltkriegs von kriegführenden Nebenmächten oder neutralen Staaten entwickelt, gebaut und eingesetzt wurden.
In den meisten europäischen Mittelstaaten wurden zu dieser Zeit Flugzeuge entwickelt und gebaut, insbesondere verfügten die Niederlande, Polen, die Tschechoslowakei und im weiteren Verlauf des Zweiten Weltkriegs auch Schweden über eine leistungsfähige Luftfahrtindustrie. Außerhalb Europas fand Flugzeugbau in nennenswertem Maßstab nur in den britischen Dominien Australien und Kanada sowie in den südamerikanischen Staaten Argentinien und Brasilien statt.
Der Zeitrahmen ist weit gefasst. Die Liste enthält sowohl ältere Flugzeugtypen, die bei Kriegsbeginn 1939 nurmehr in minderen Diensten (z. B. als Schulflugzeuge) aufgebraucht wurden, als auch Baumuster, die während des Kriegs entwickelt wurden, aber erst nach Kriegsende 1945 ihren Erstflug absolvierten. Zur besseren zeitlichen Einordnung ist für jeden Flugzeugtyp das Jahr des Erstflugs angegeben; Einsatzreife war in der Regel ein bis drei Jahre nach dem Erstflug erreicht. Nicht realisierte Projekte sind in der Liste nicht enthalten.

## Jagdflugzeuge

### Einmotorige Jäger
Australien
- CAC Boomerang (1942) – auch Jagdbomber

Finnland
- VL Myrsky (1941)
- VL Mörkö-Morane (1943) – Umbau der Morane-Saulnier MS.406 auf den Motor Klimow M-105P

Jugoslawien
- Ikarus IK-2 (1935)
- Rogožarski IK-3 (1938)

Niederlande
- Fokker D.XVII (1931)
- Fokker D.XXI (1936)
- Koolhoven FK.58 (1938) – für die Armée de l’Air gebaut

Polen
- PZL P.7 (1930)
- PZL P.11 (1931)
- PZL P.24 (1933)
- PWS-10 (1930) – nurmehr als Aufklärer eingesetzt

Rumänien
- IAR-14 (1933) – nurmehr als Übungsflugzeug eingesetzt
- IAR-80 (1939)

Schweden
- Svenska Aero Jaktfalken (1929) – nurmehr in finnischem Dienst bzw. als Schulflugzeug verwendet
- FFVS J22 (1942)
- Saab 21 (1945) – mit Druckpropeller und Doppelleitwerksträger

Schweiz
- EKW D-3800, D-3801, D-3802 und D-3803 (1940) – weiterentwickelte Schweizer Lizenzbauten der Morane-Saulnier MS.406

Tschechoslowakei
- Avia BH-33 (1927)
- Letov Š-231 (1933)
- Avia B-534 (1933)
- Avia B-135 (1940)
- Avia S-99 (1946) – Weiterbau der Messerschmitt Bf 109 G mit dem Originalmotor Daimler-Benz DB 605
- Avia S-199 (1947) – Weiterbau der Messerschmitt Bf 109 G mit dem Ersatzmotor Junkers Jumo 211

Ungarn
- MÁVAG Héja I (1940) – modifizierte und remotorisierte Reggiane Re.2000
- MÁVAG Héja II (1943) – stark modifizierte Nachfolgebauart der Héja I

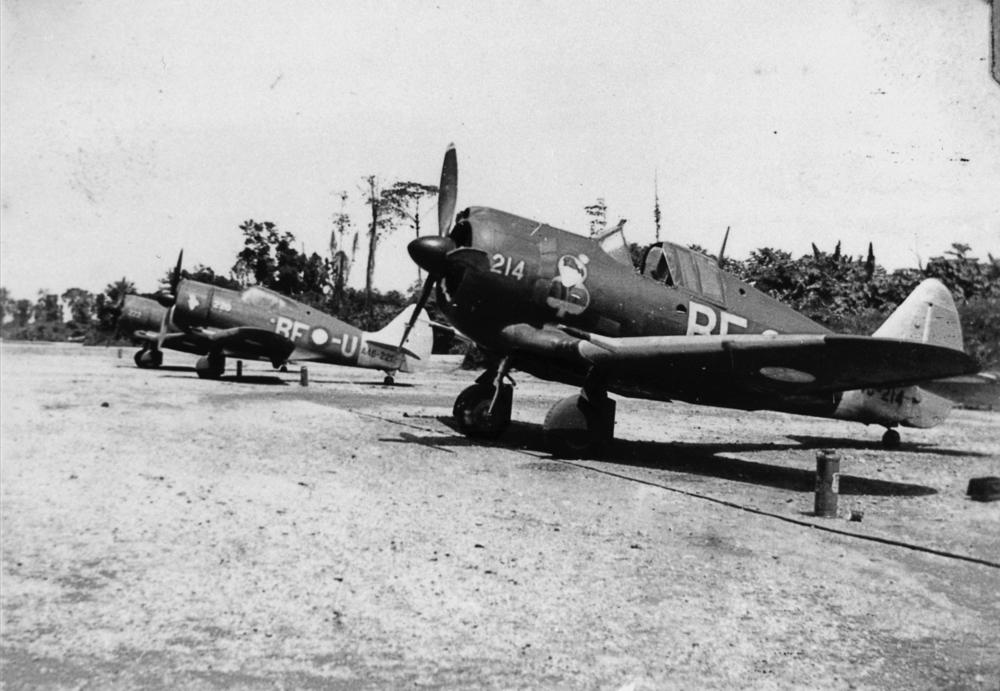
CAC Boomerang
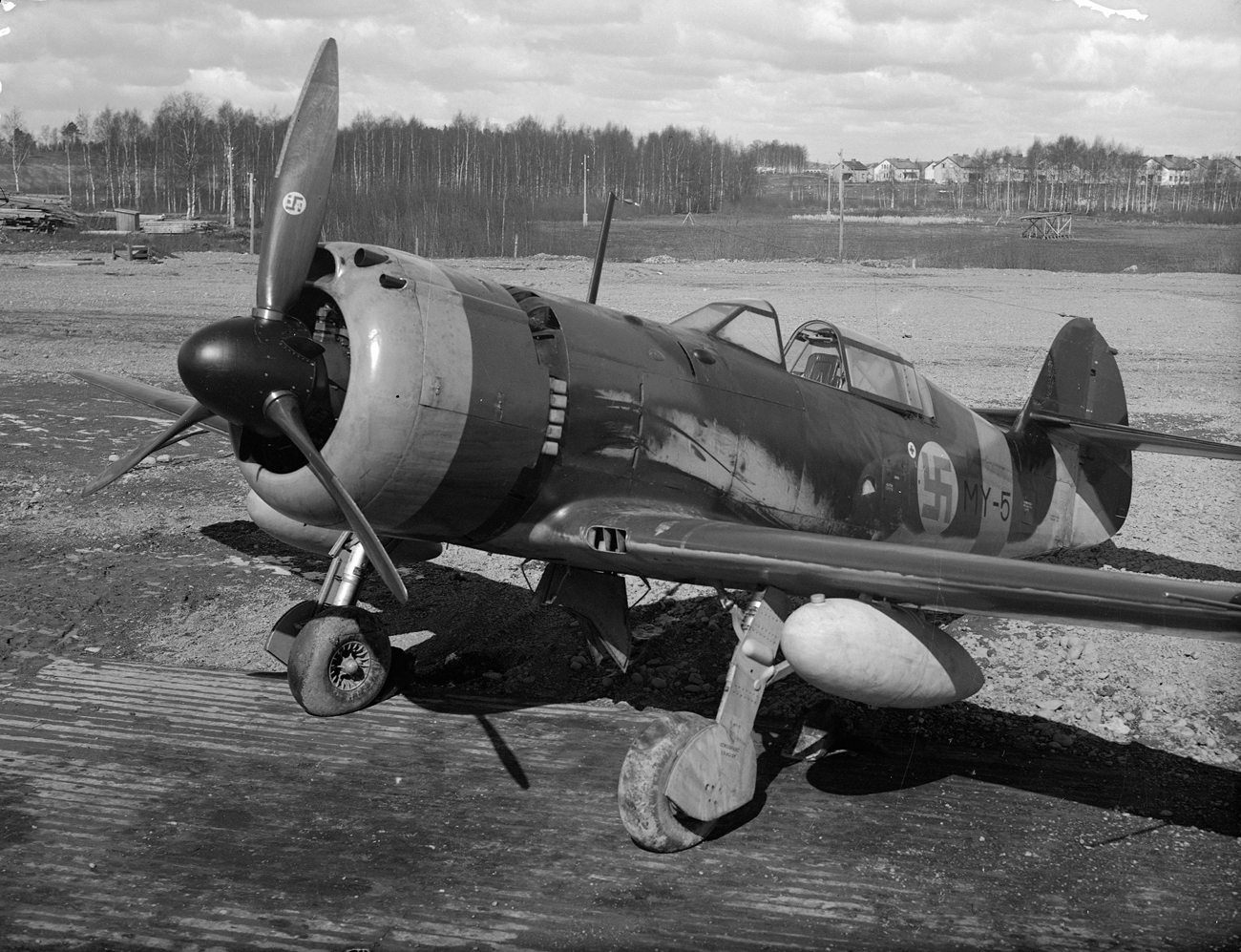
VL Myrsky
Ikarus IK-2
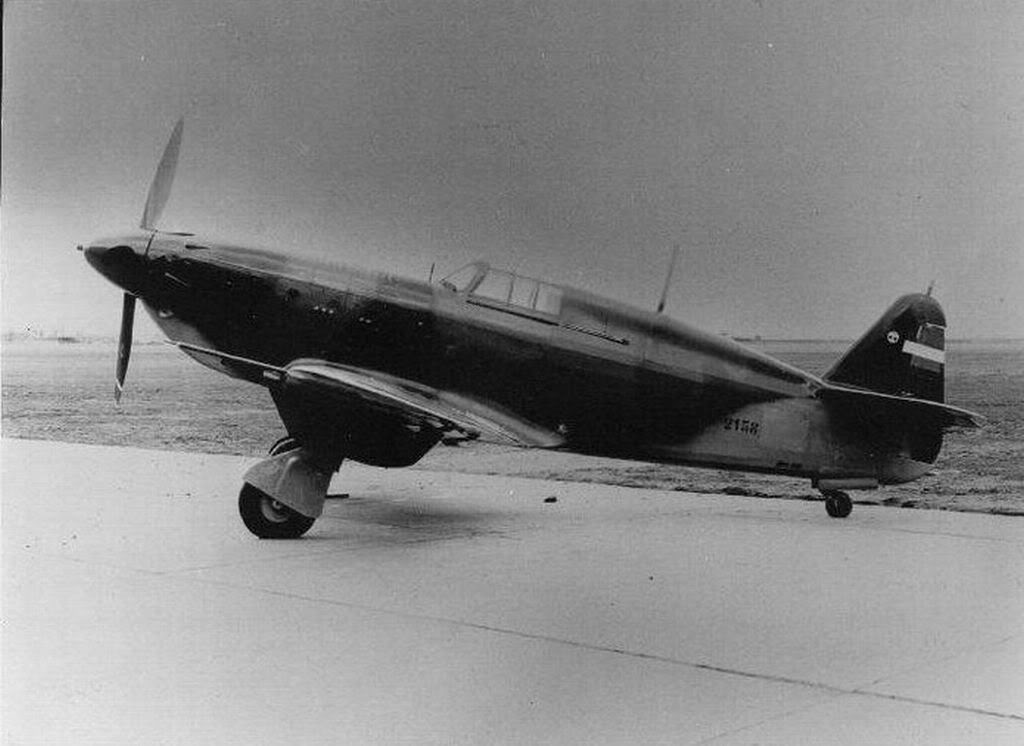
Rogožarski IK-3
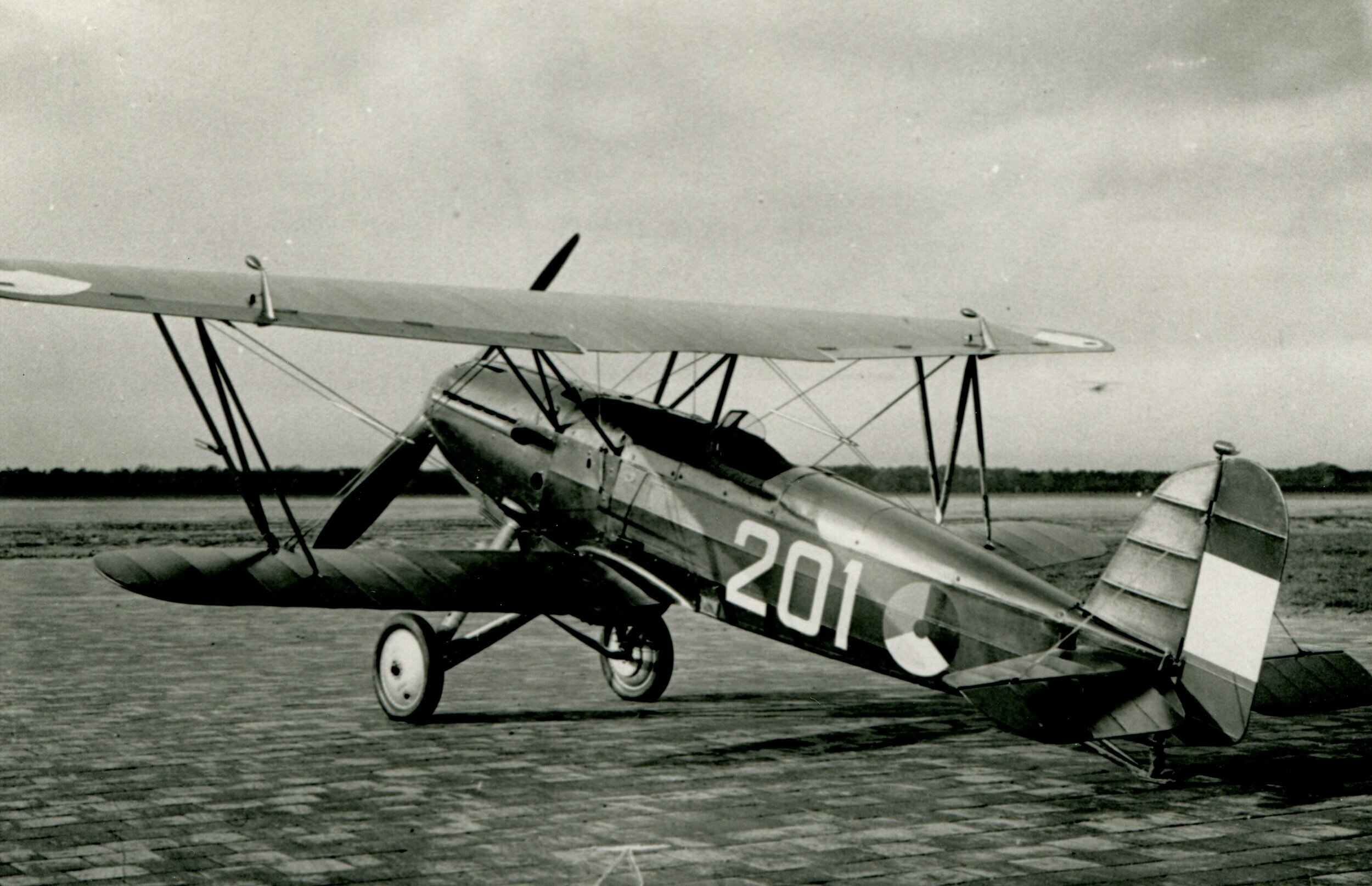
Fokker D.XVII
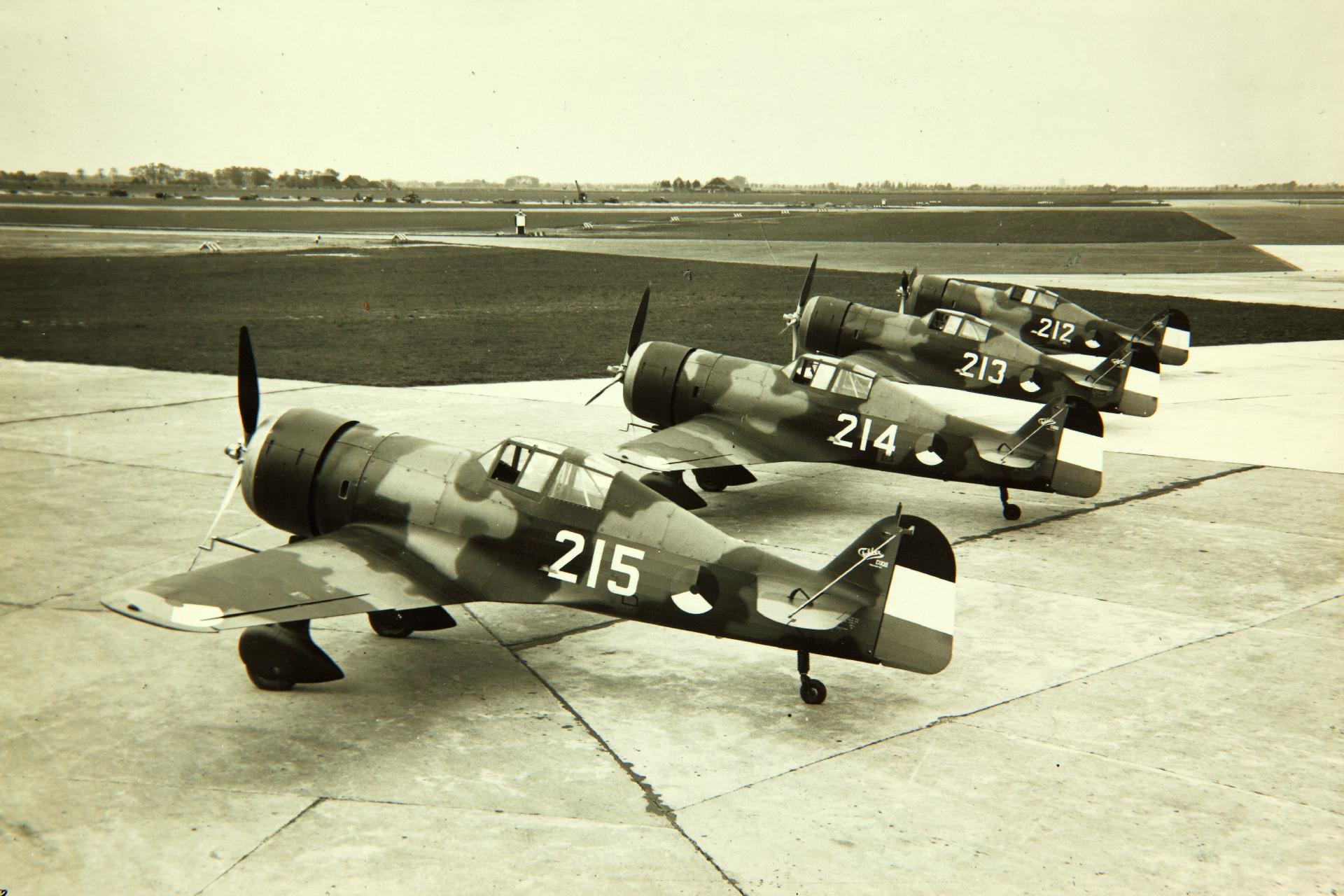
Fokker D.XXI
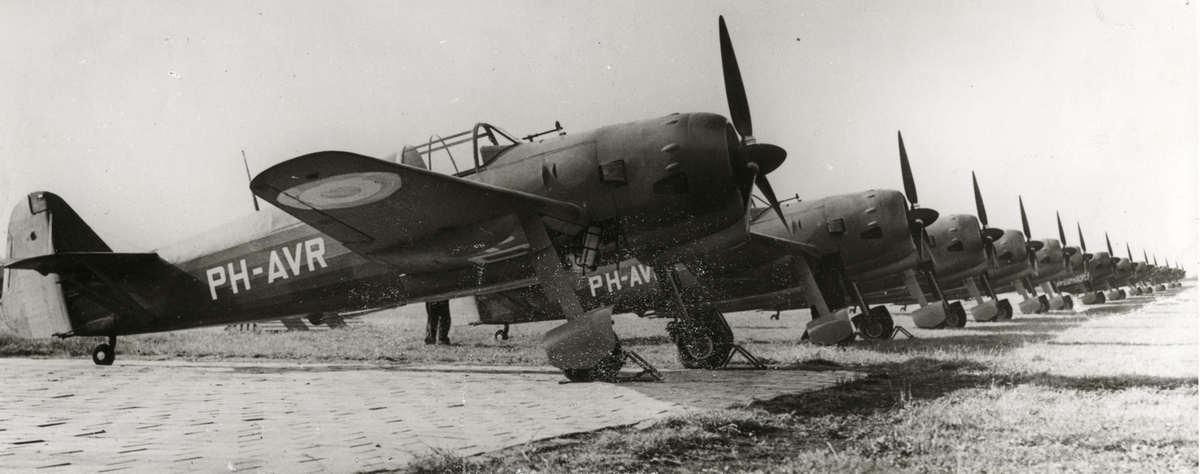
Koolhoven FK.58
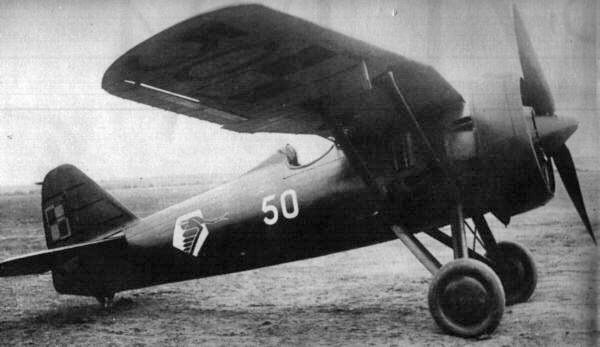
PZL P.7
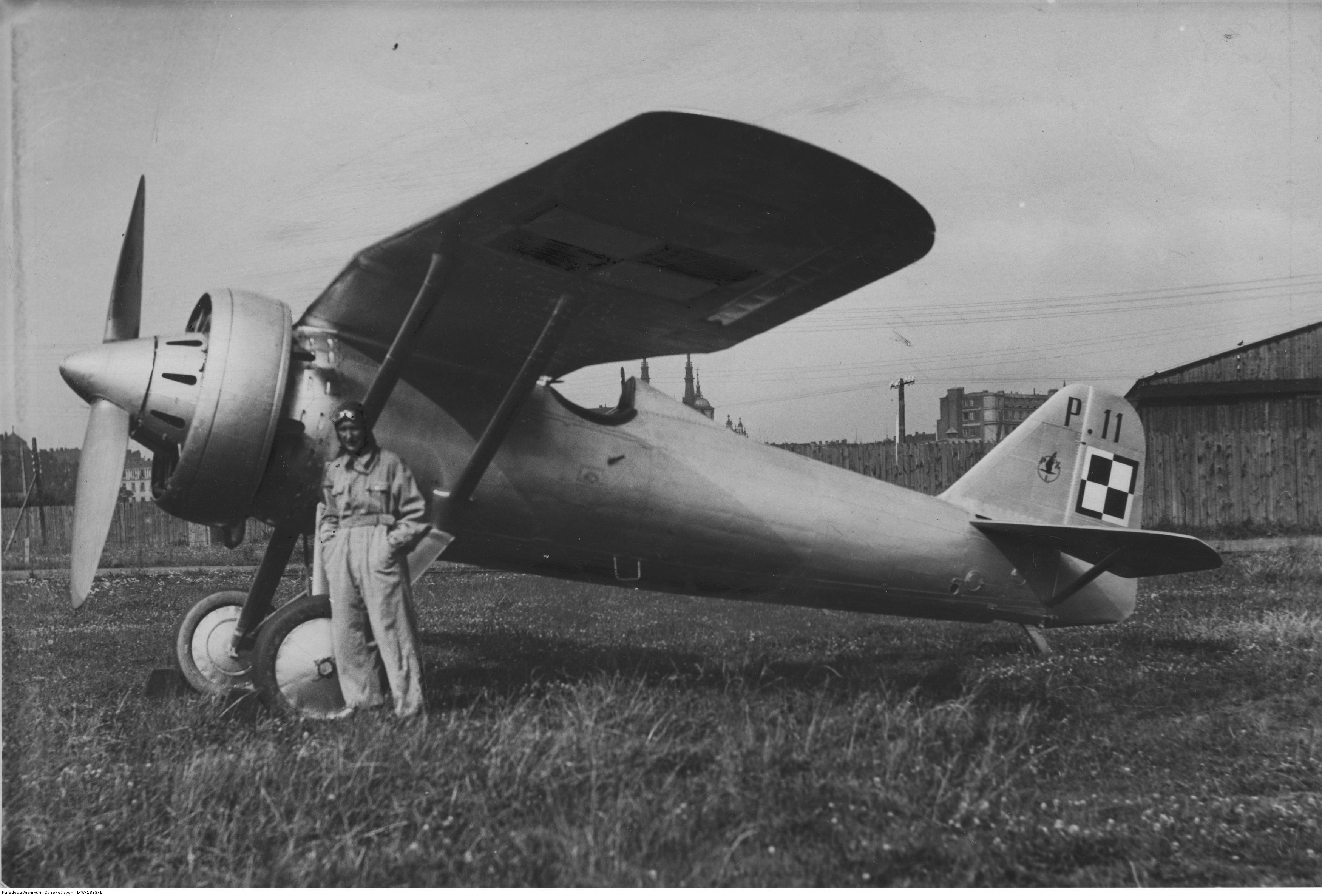
PZL P.11
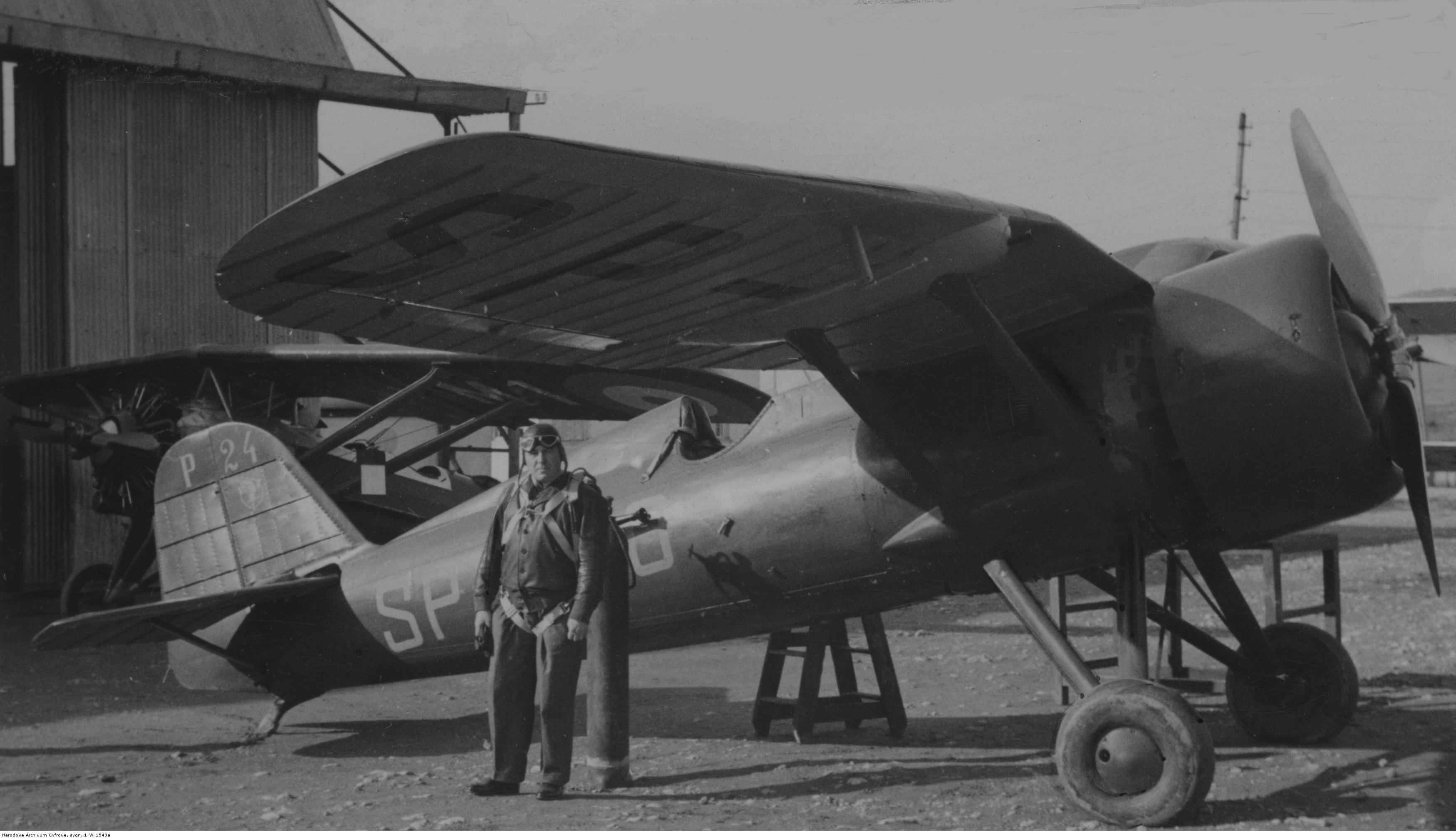
PZL P.24
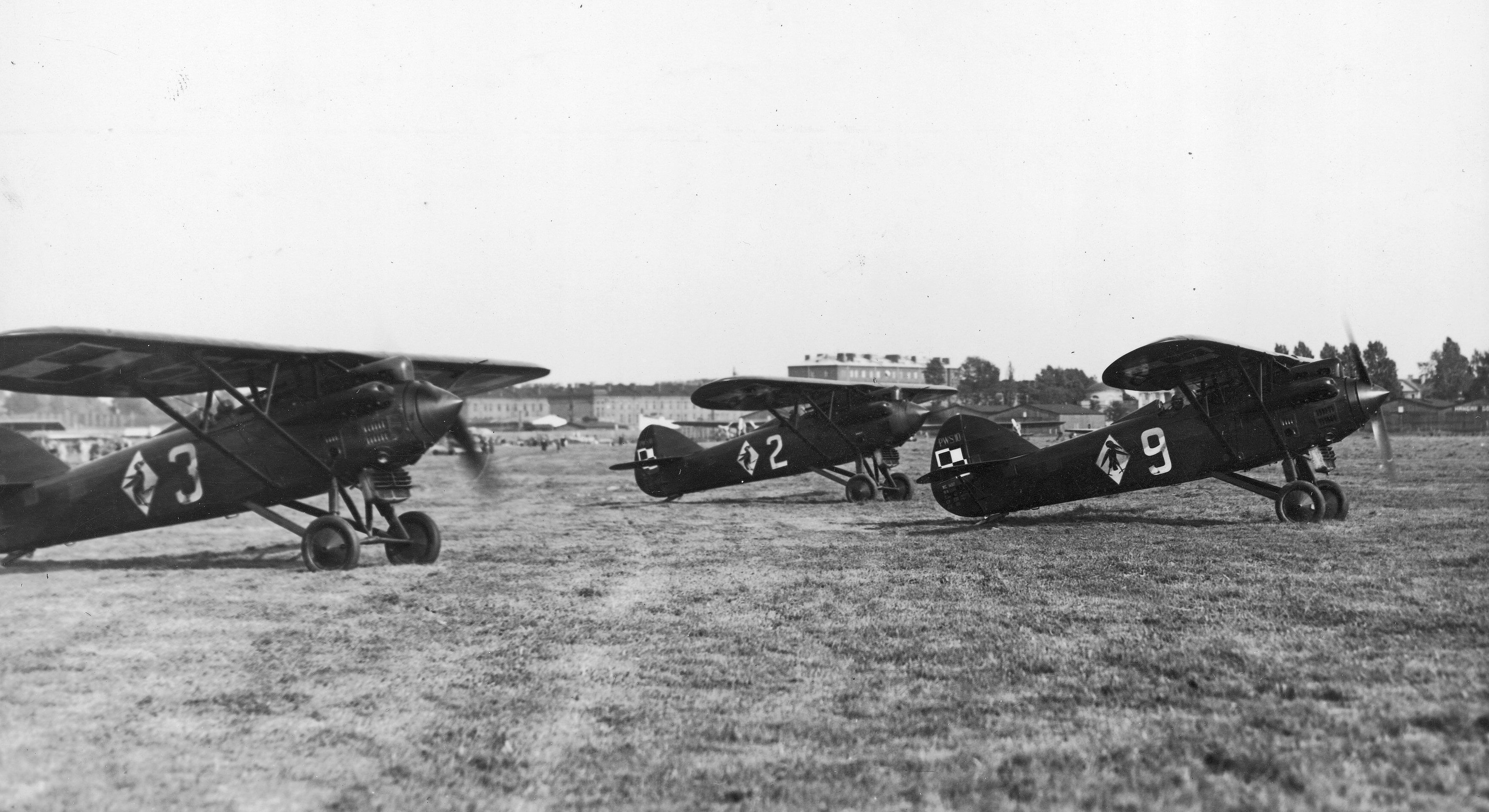
PWS-10
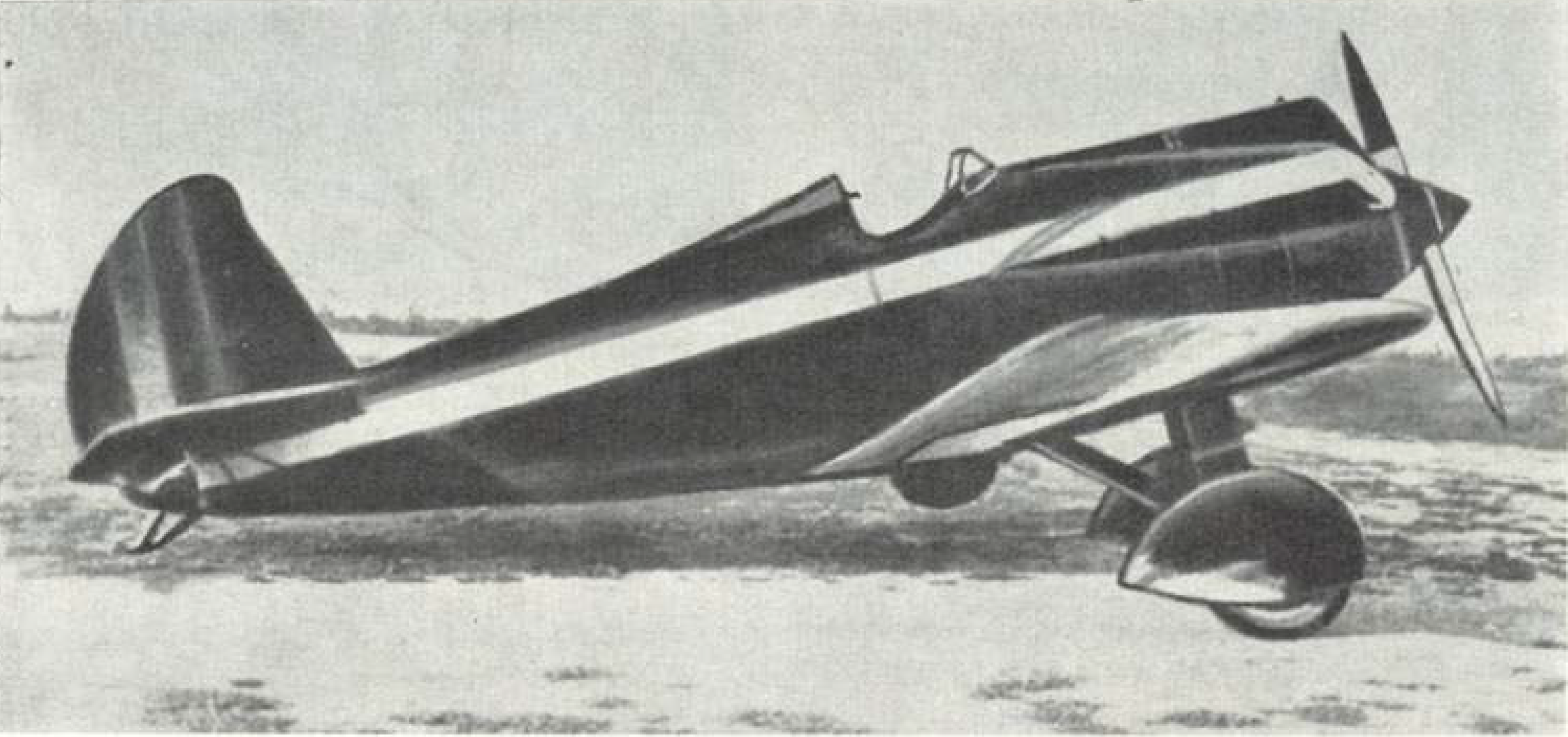
IAR-14
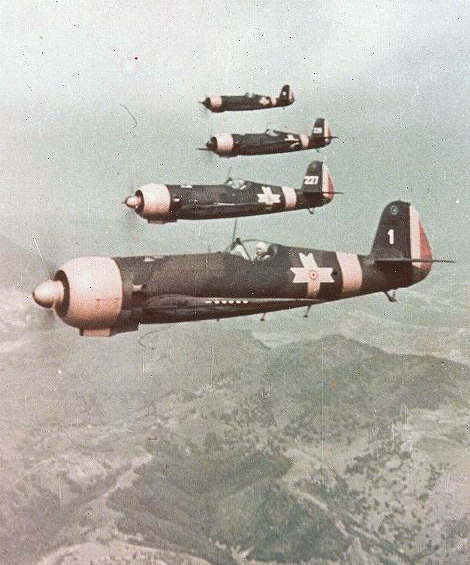
IAR-80
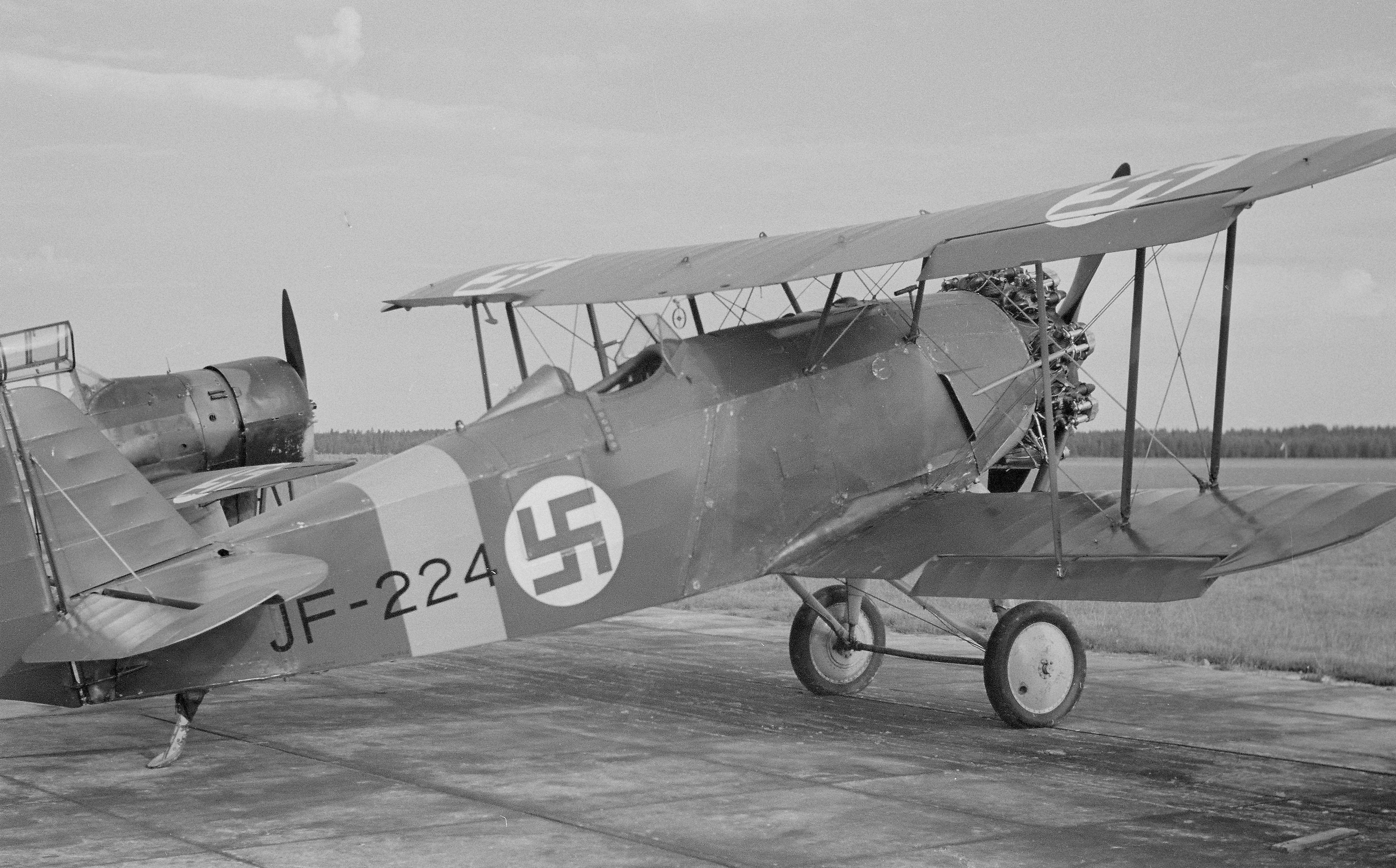
Svenska Aero Jaktfalken
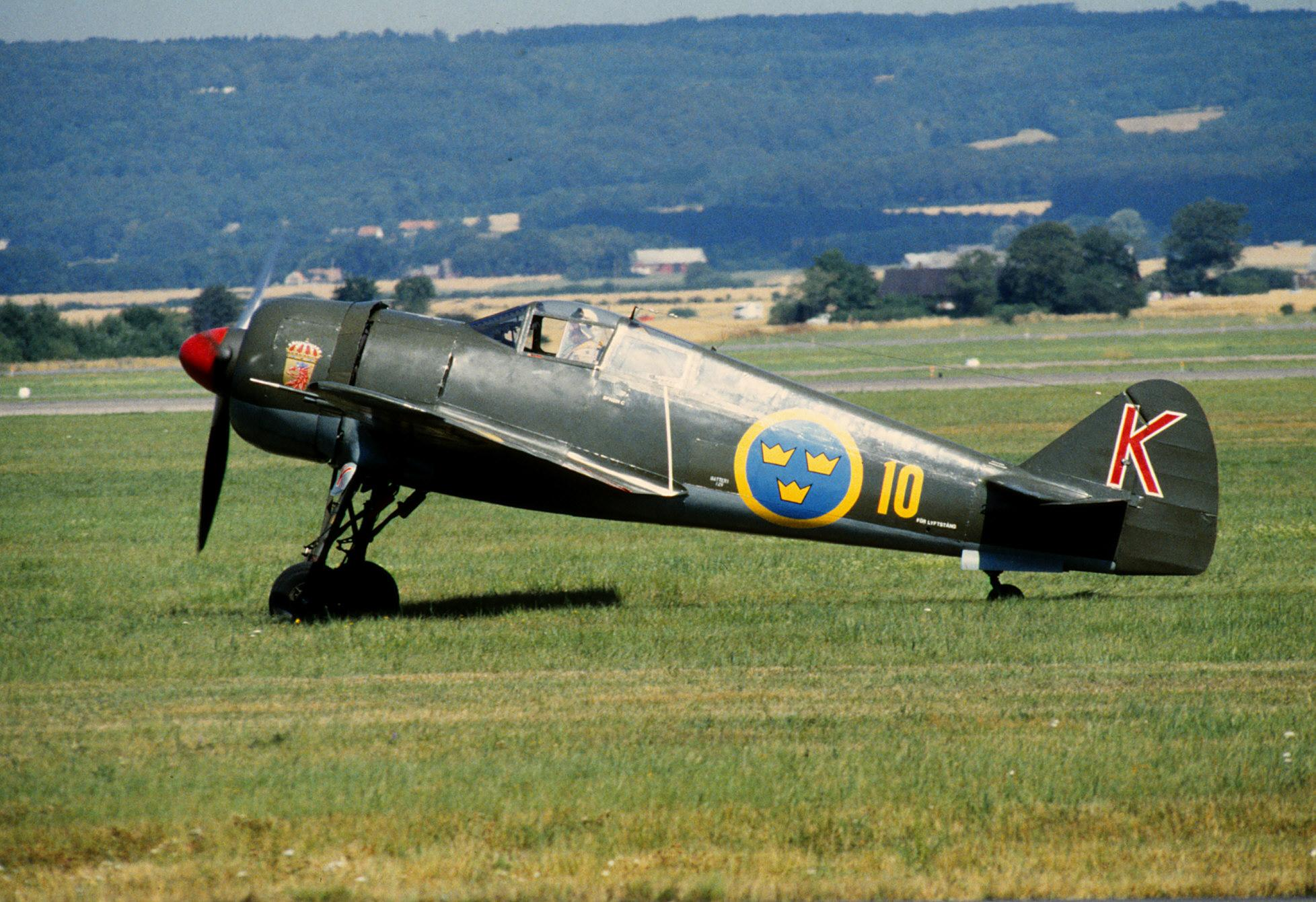
FFVS J22 (Warbird)
Saab 21
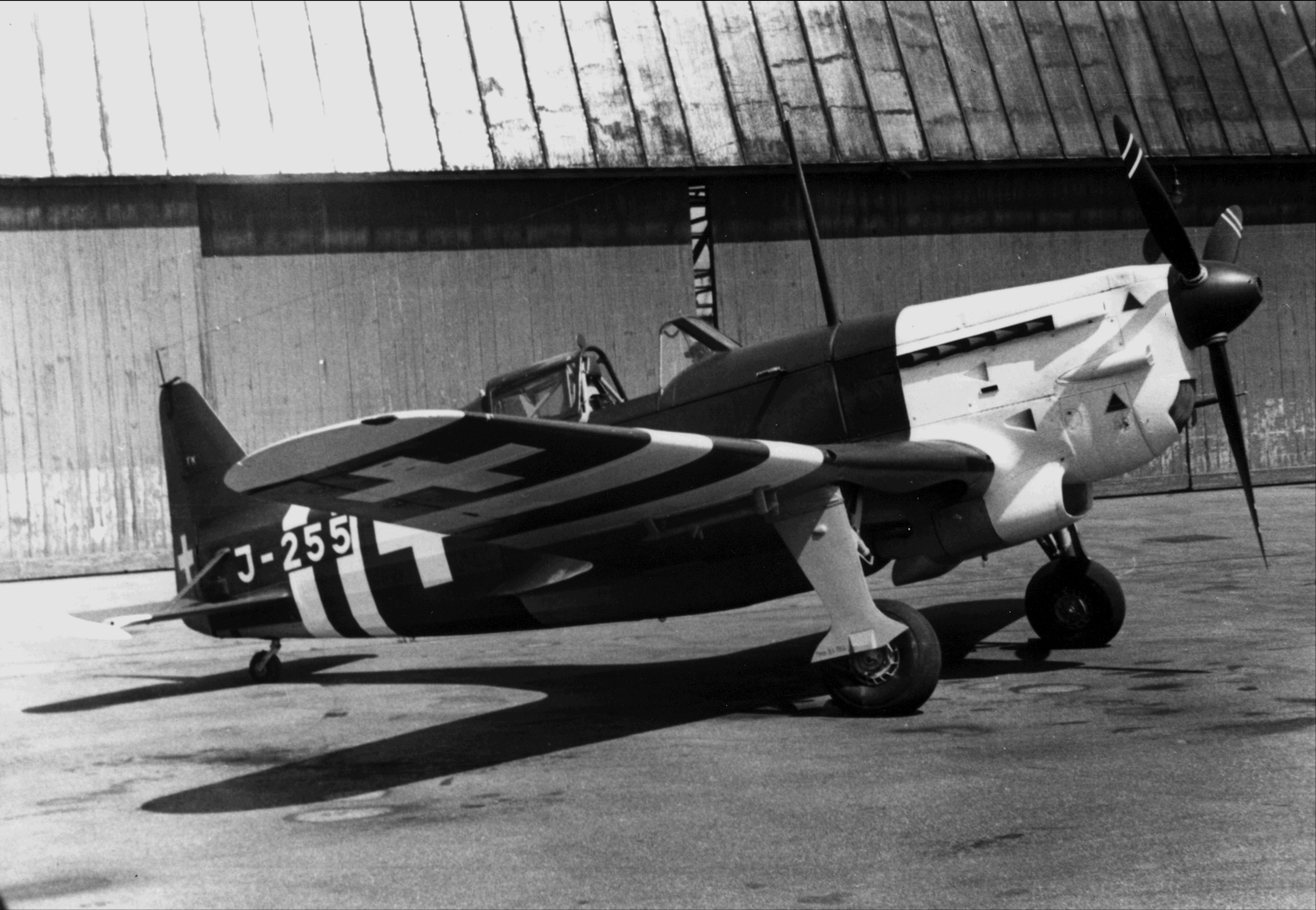
EKW D-3801
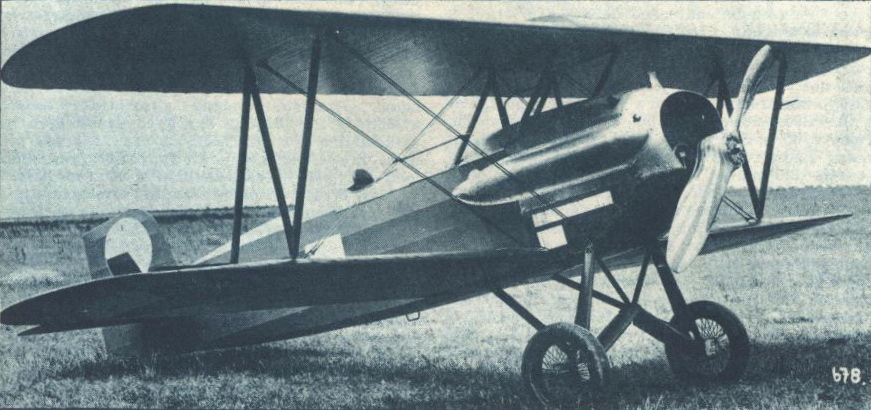
Avia BH-33
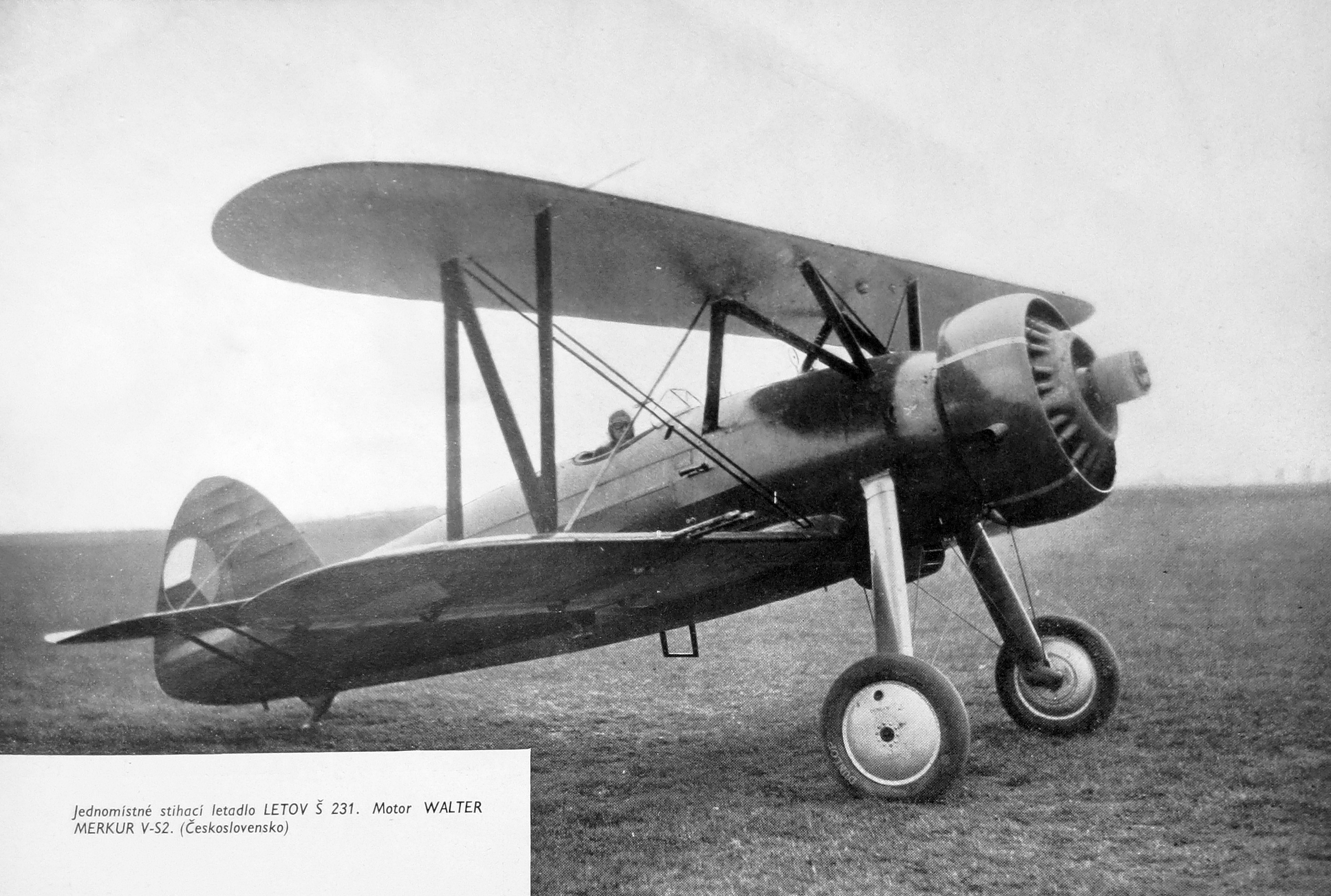
Letov Š-231
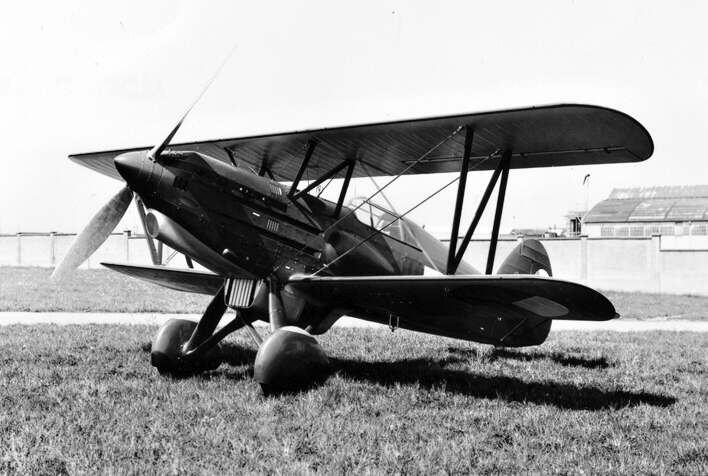
Avia B-534
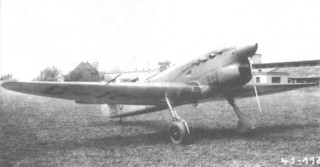
Avia B-135
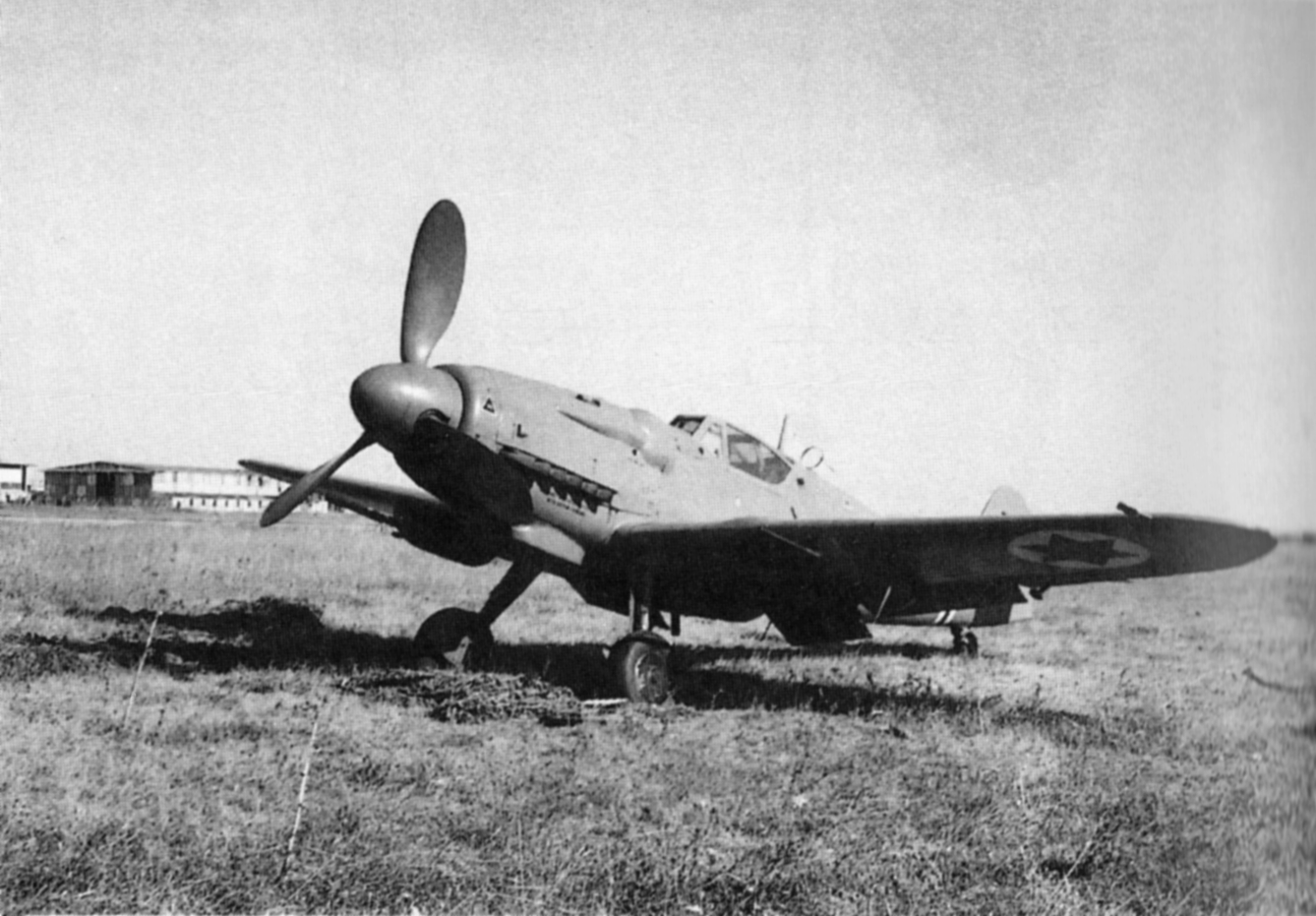
Avia S-199 der Israelischen Luftstreitkräfte
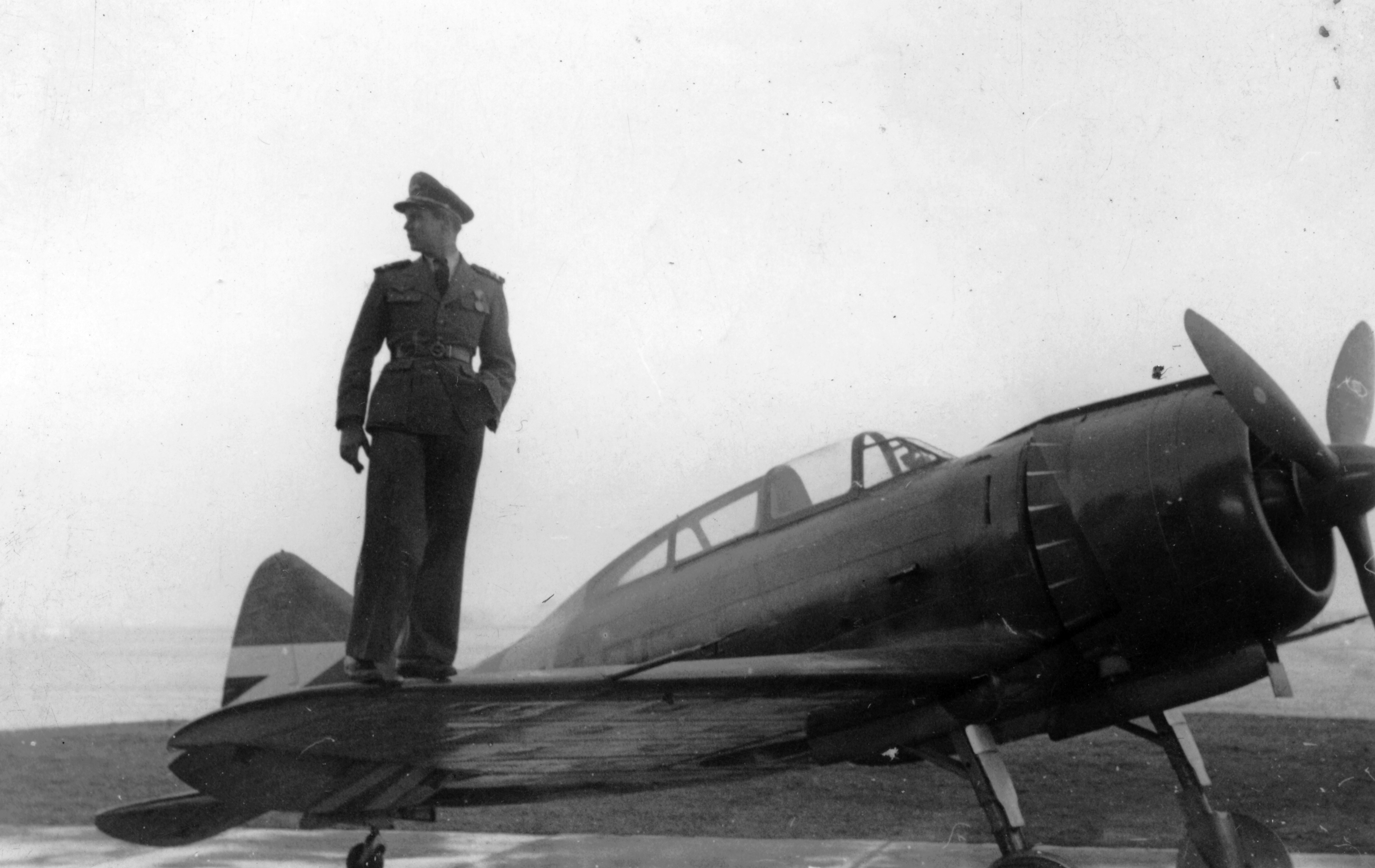
MÁVAG Héja I
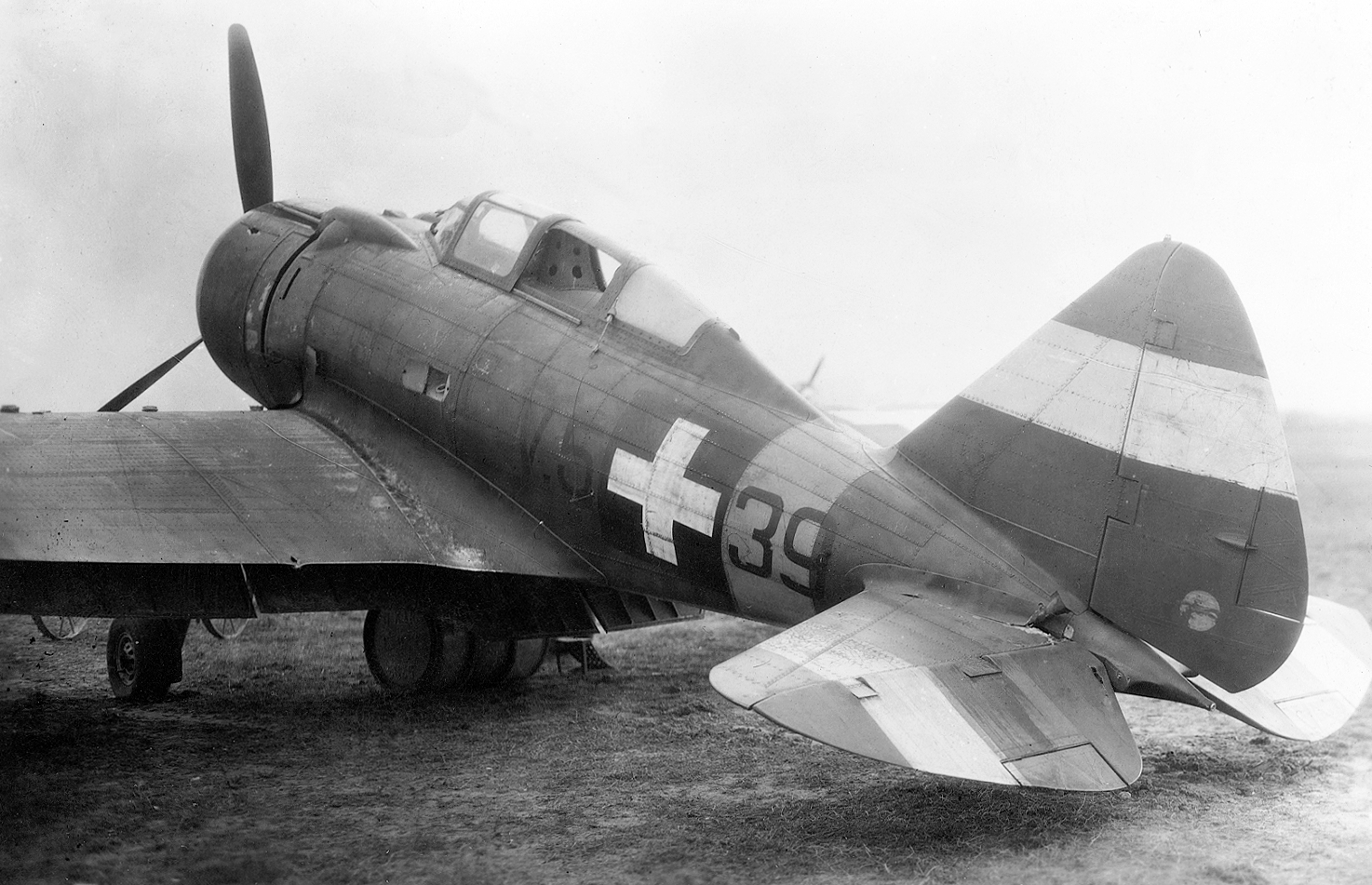
MÁVAG Héja II

### Zweimotorige schwere Jäger
Niederlande
- Fokker G.I (1937)

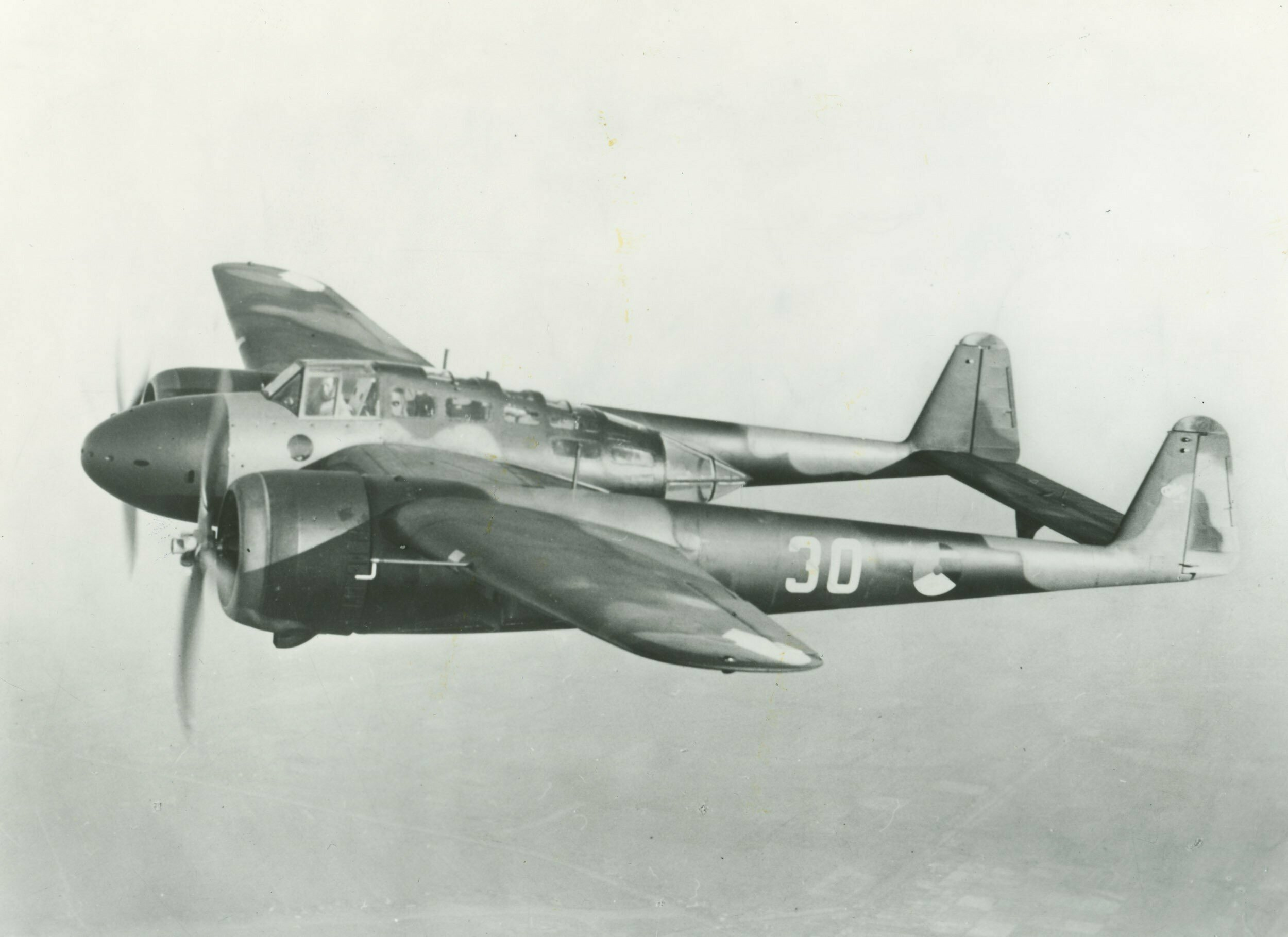
Fokker G.I

### Strahlgetriebene Jäger
Schweden
- Saab 21R (1947) – Umbau der Saab 21 auf Strahltriebwerk

Tschechoslowakei
- Avia S-92 (1946) – Weiterbau der Messerschmitt Me 262

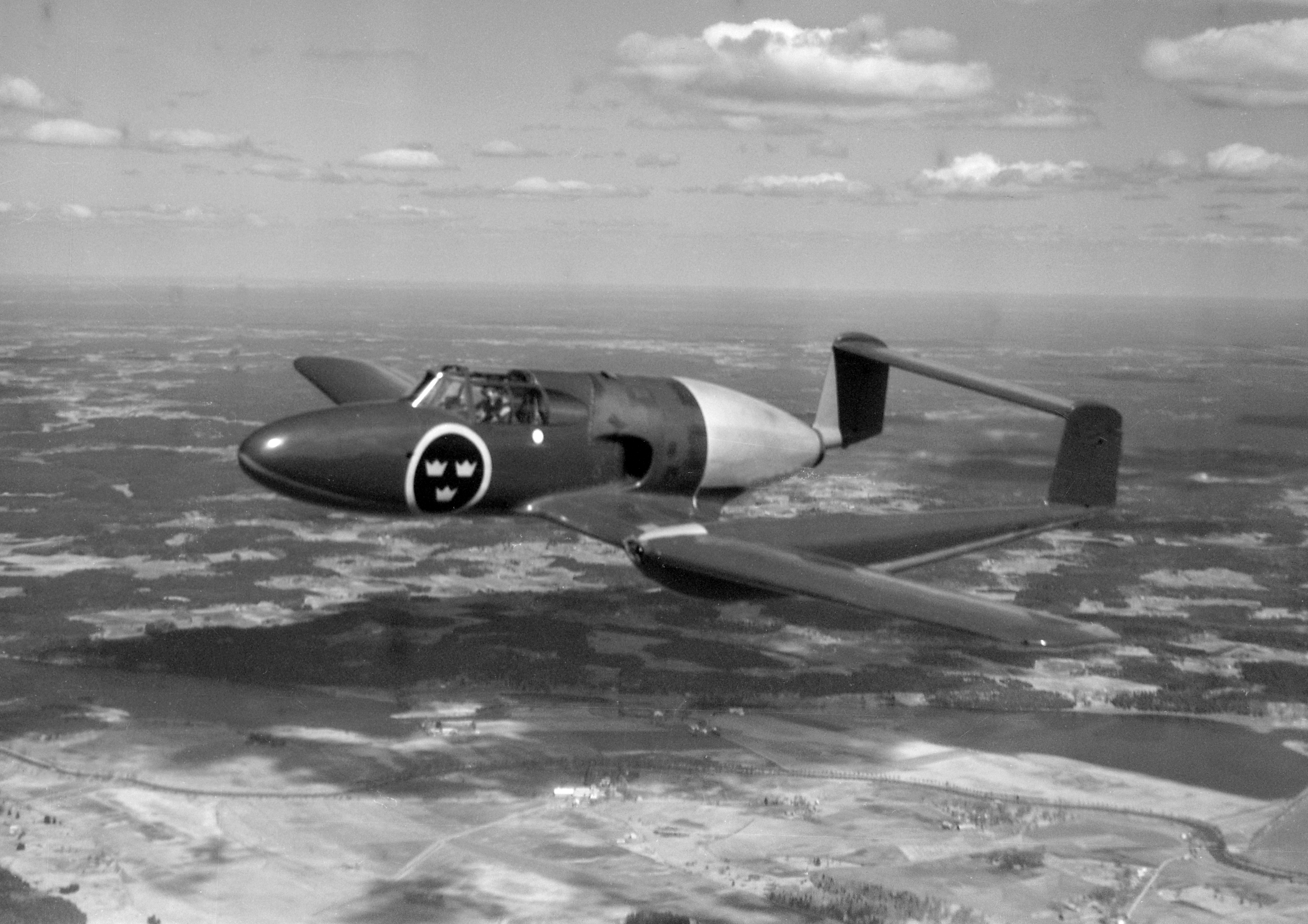
Saab 21R
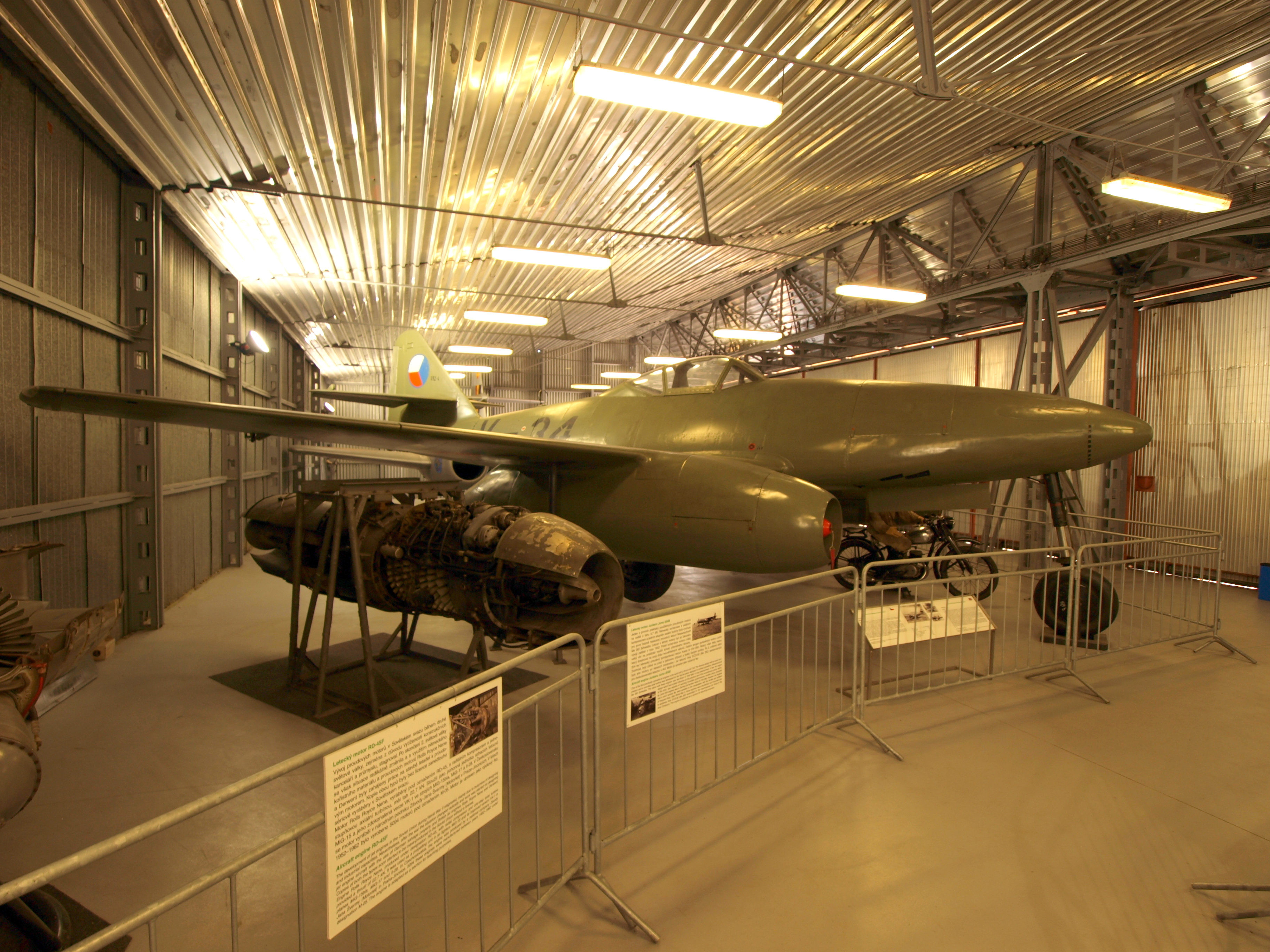
Avia S-92 (Museumsobjekt)

## Bomben- und Aufklärungsflugzeuge

### Sturzkampfbomber und Schlachtflugzeuge
Rumänien
- IAR-81 (1939) – Sturzkampfbombervariante der IAR-80

Schweden
- Saab 17 (1940)

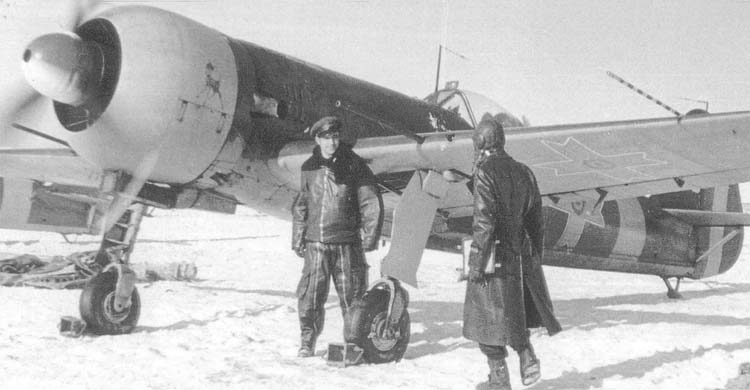
IAR-81
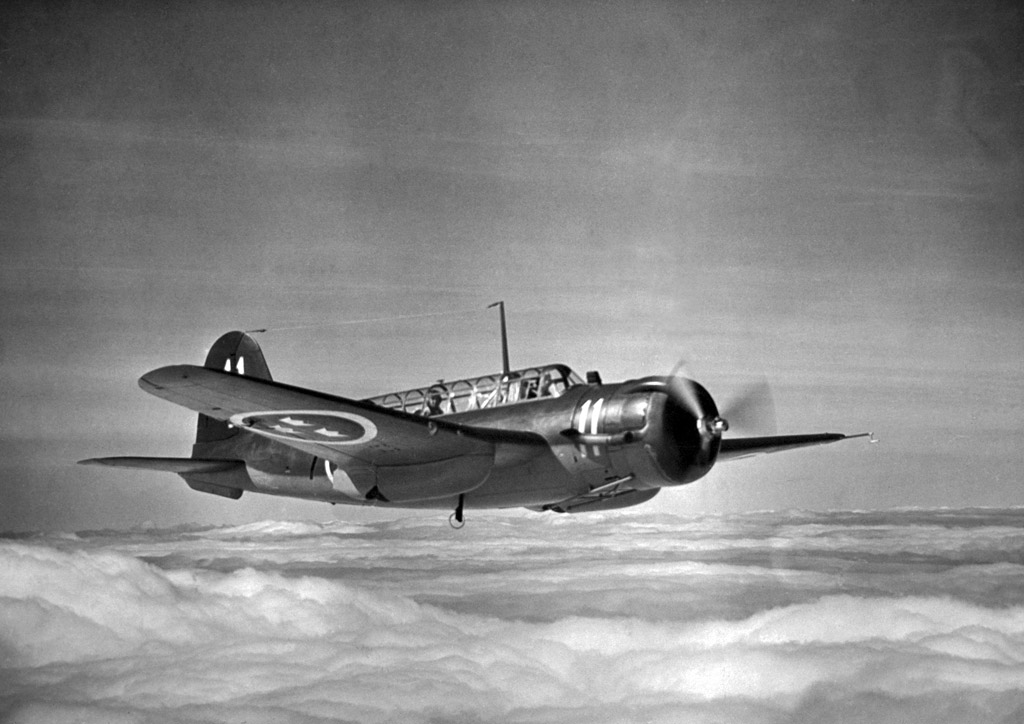
Saab 17

### Leichte Bomber und Aufklärer
Argentinien
- FMA AeMB.1/2 Bombi (1935)
- FMA IAe.24 Calquín (1946) – Mehrzweckkampfflugzeug ähnlich De Havilland DH.98 Mosquito

Belgien
- Renard R-31 (1932)

Bulgarien
- DAR-3 Garwan (1927)

Litauen
- ANBO-IV (1932)
- ANBO-41 (1937) – leistungsstärkere Weiterentwicklung der ANBO-41

Niederlande
- Fokker C.V, C.VI und C.IX (1924) – ca. 1000 Stück gebaut
- Fokker C.X (1934)
- Koolhoven FK.52 (1937) – Jagdaufklärer

Polen
- PZL.23 Karaś (1934)
- PZL.43 (1937) – Exportversion der PZL.23

Rumänien
- IAR-37, IAR-38 und IAR-39 (1937)

Schweiz
- EKW K+W C-35 (1936)
- EKW K+W C-36 (1939)

Tschechoslowakei
- Aero A.32/AP.32 (1927)
- Aero A.100 (1933)
- Aero A.101 (1934)
- Letov Š-16 (1926) – noch in Lettland und der Türkei verwendet
- Letov Š-328 (1933)

Ungarn
- Weiss WM-21 Sólyom (1937)

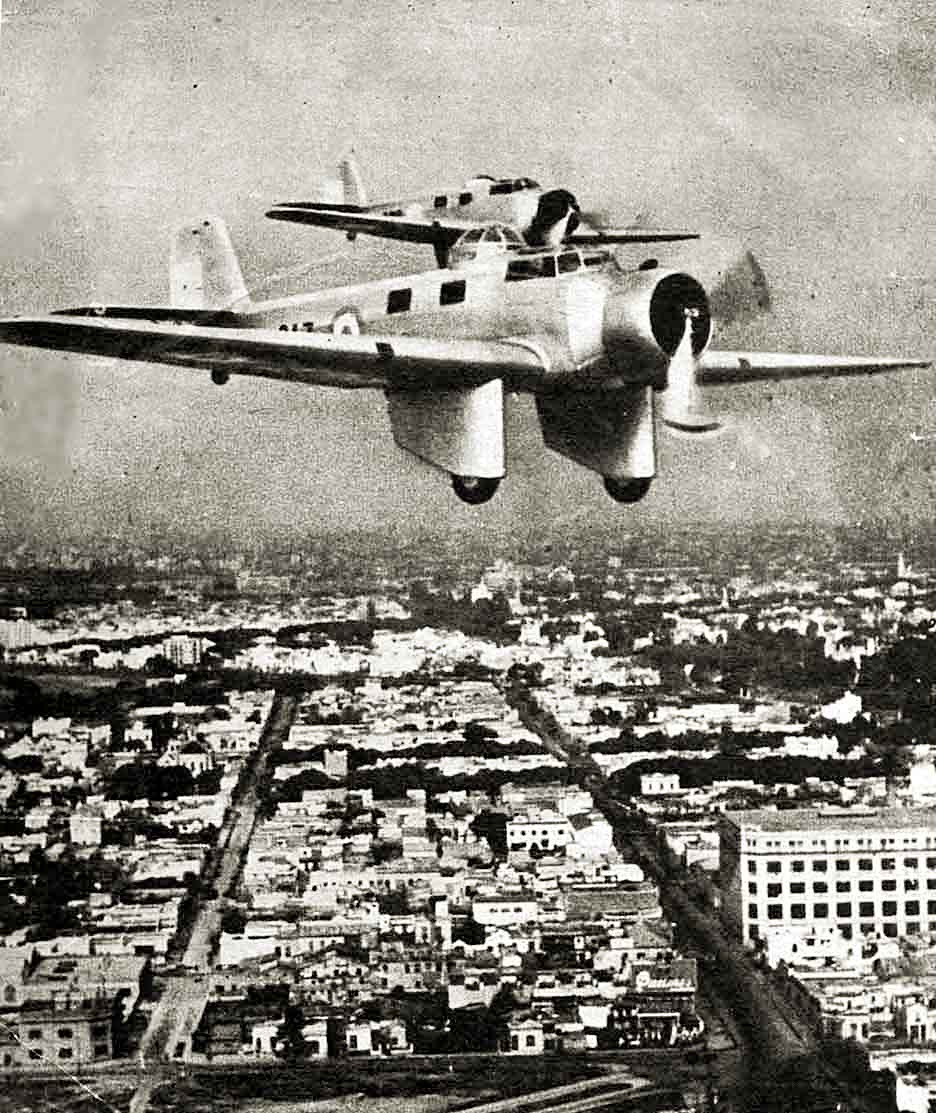
FMA AeMB.2
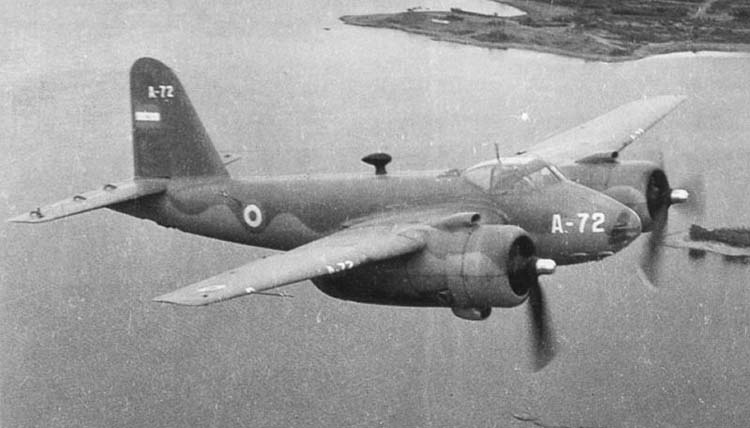
FMA IAe.24
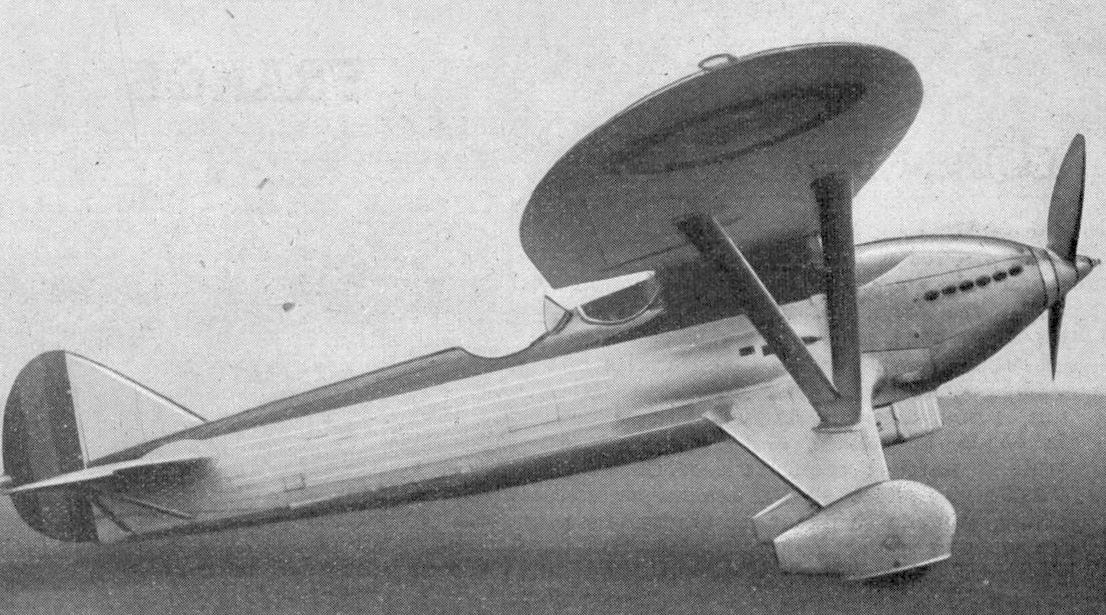
Renard R-31
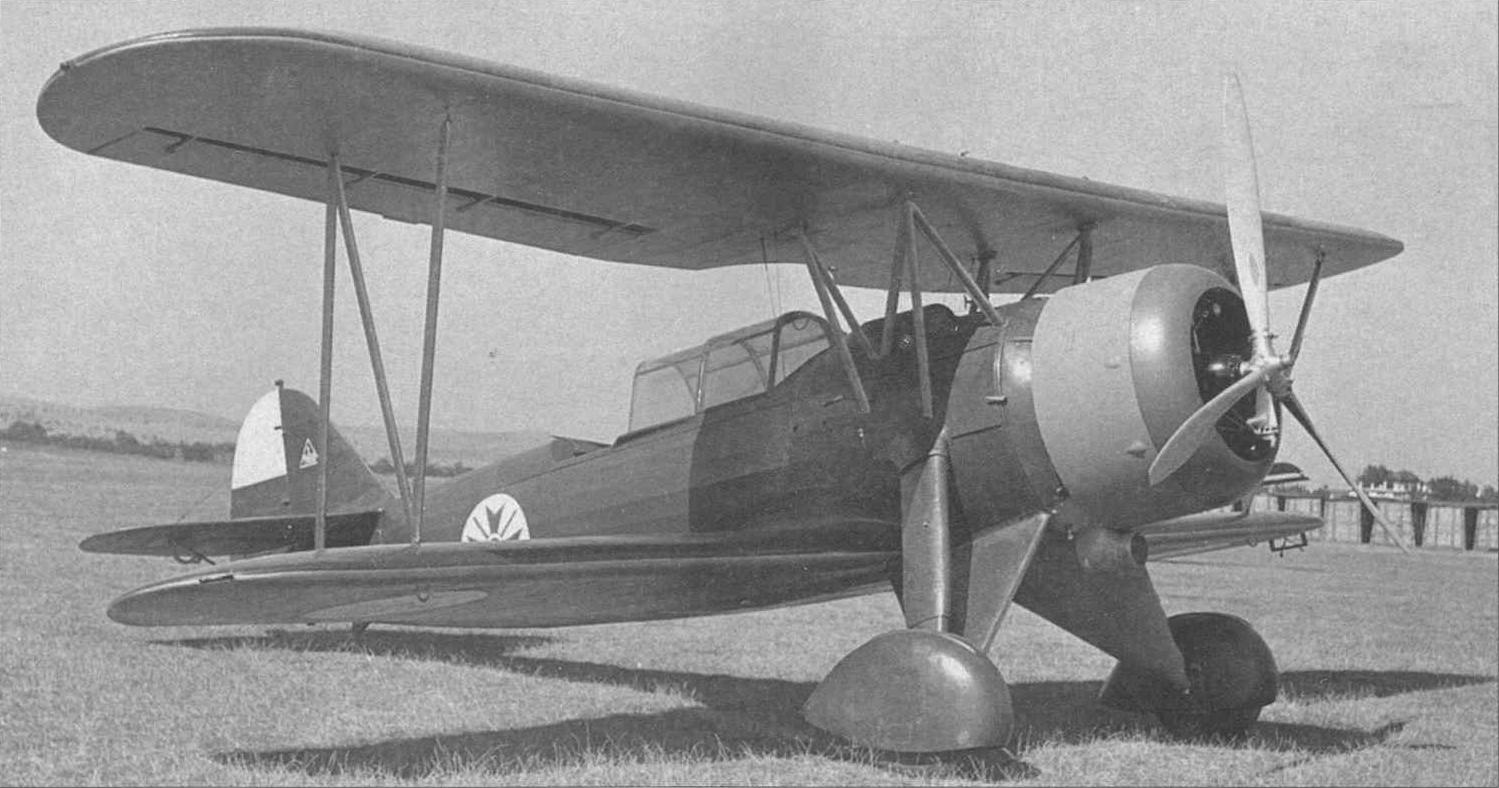
DAR-3 Garwan
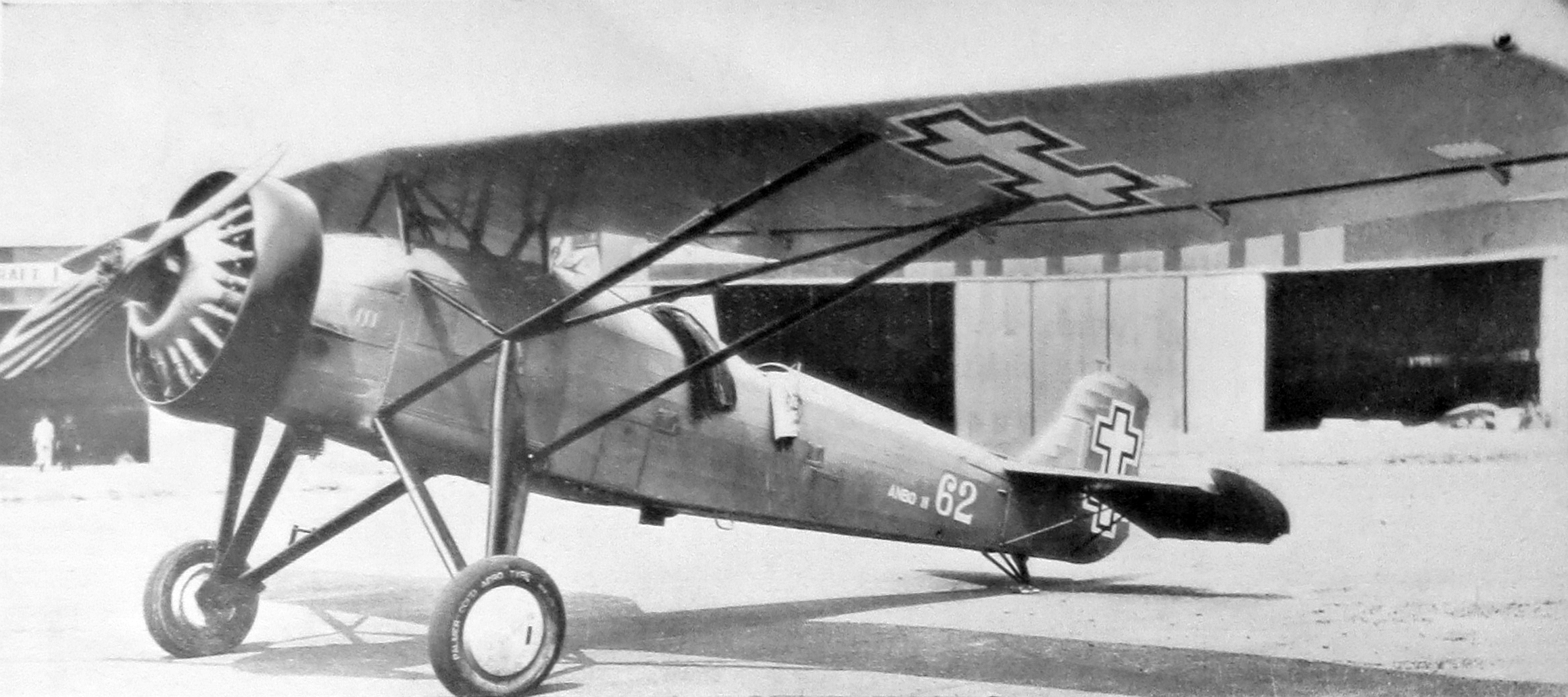
ANBO-IV
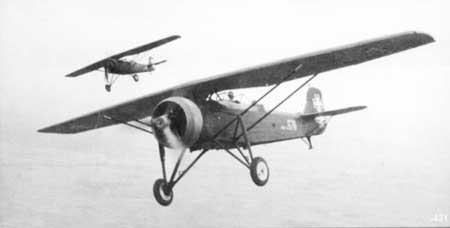
ANBO-41
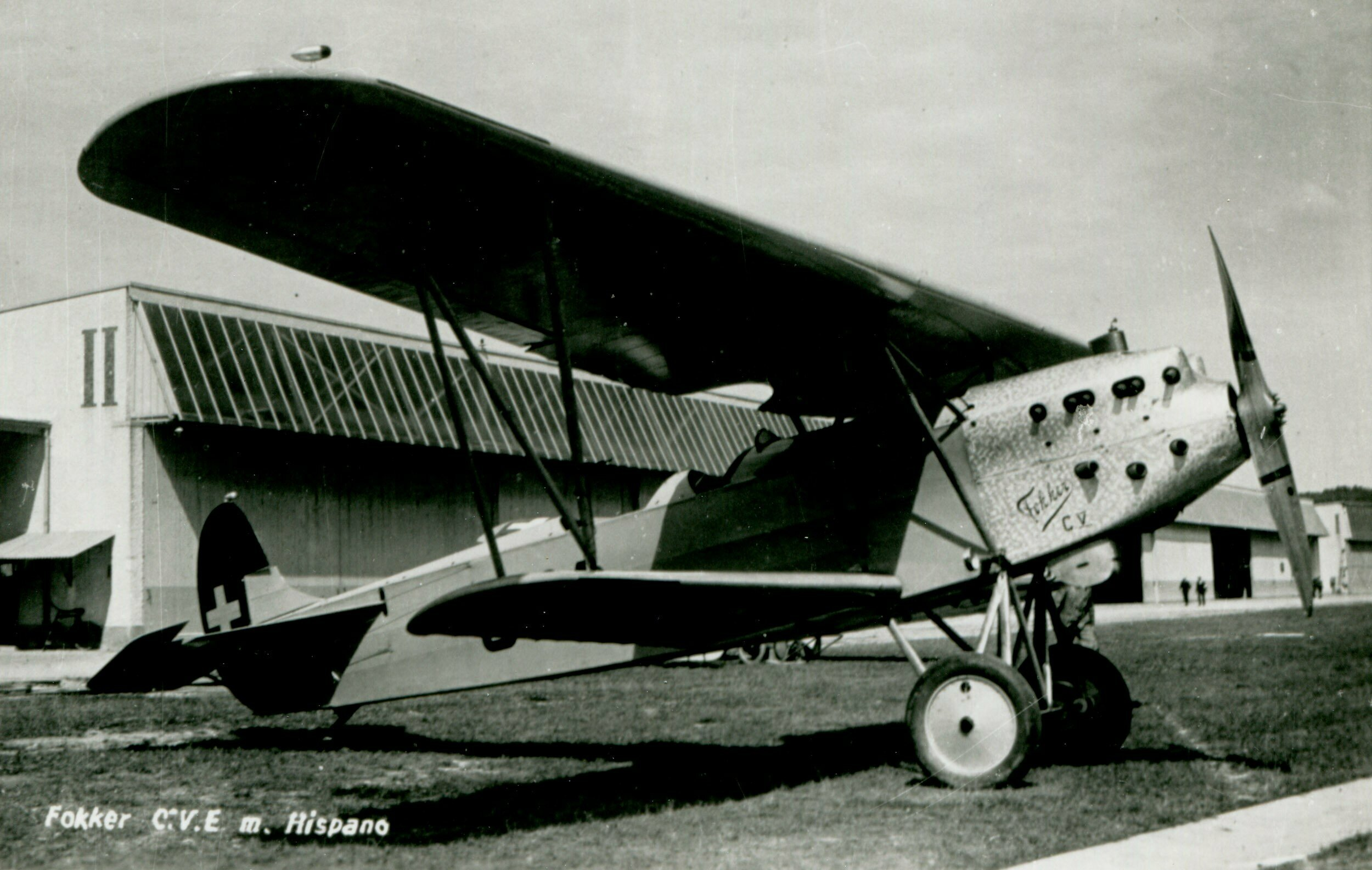
Fokker C.V in Schweizer Dienst
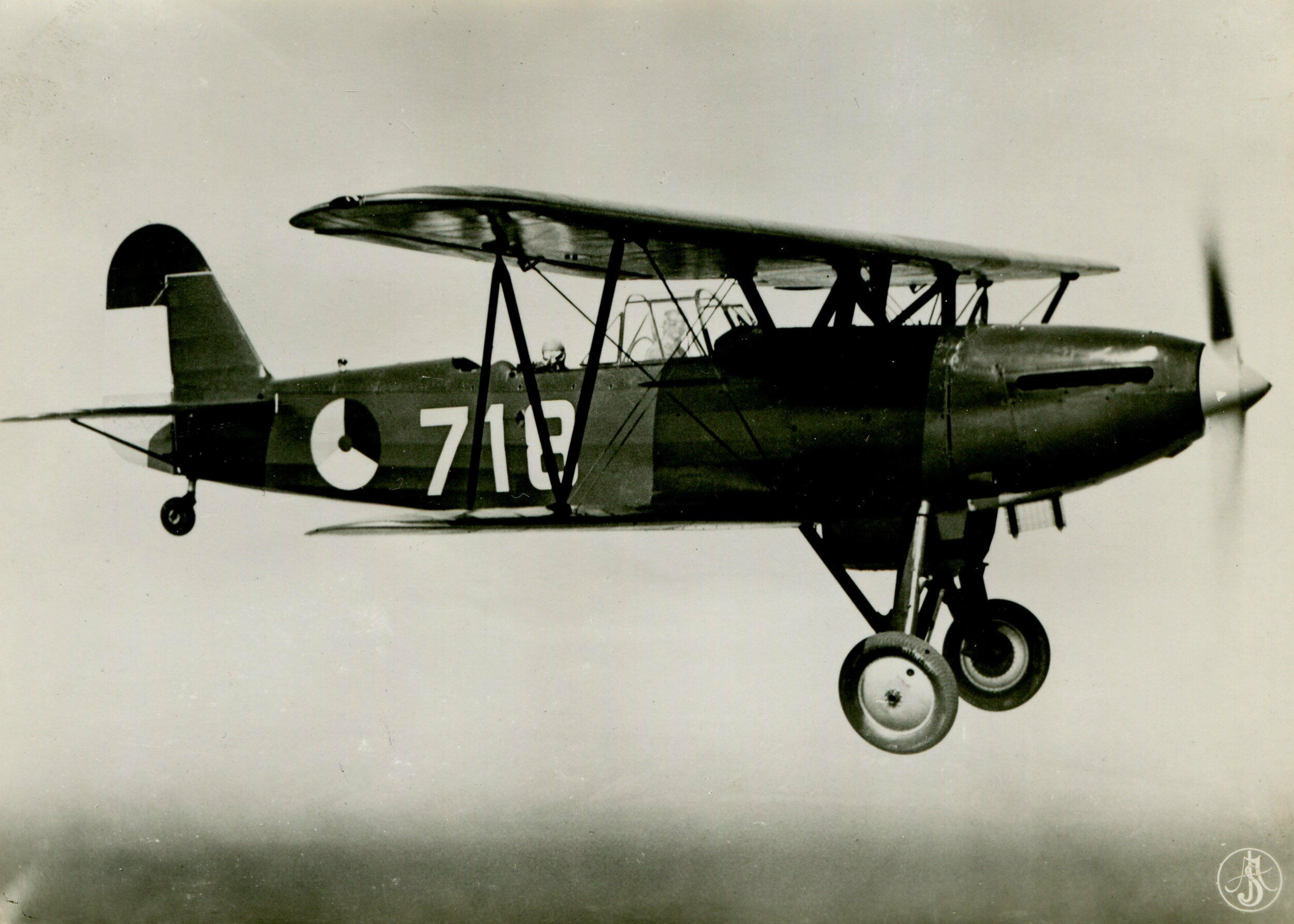
Fokker C.X
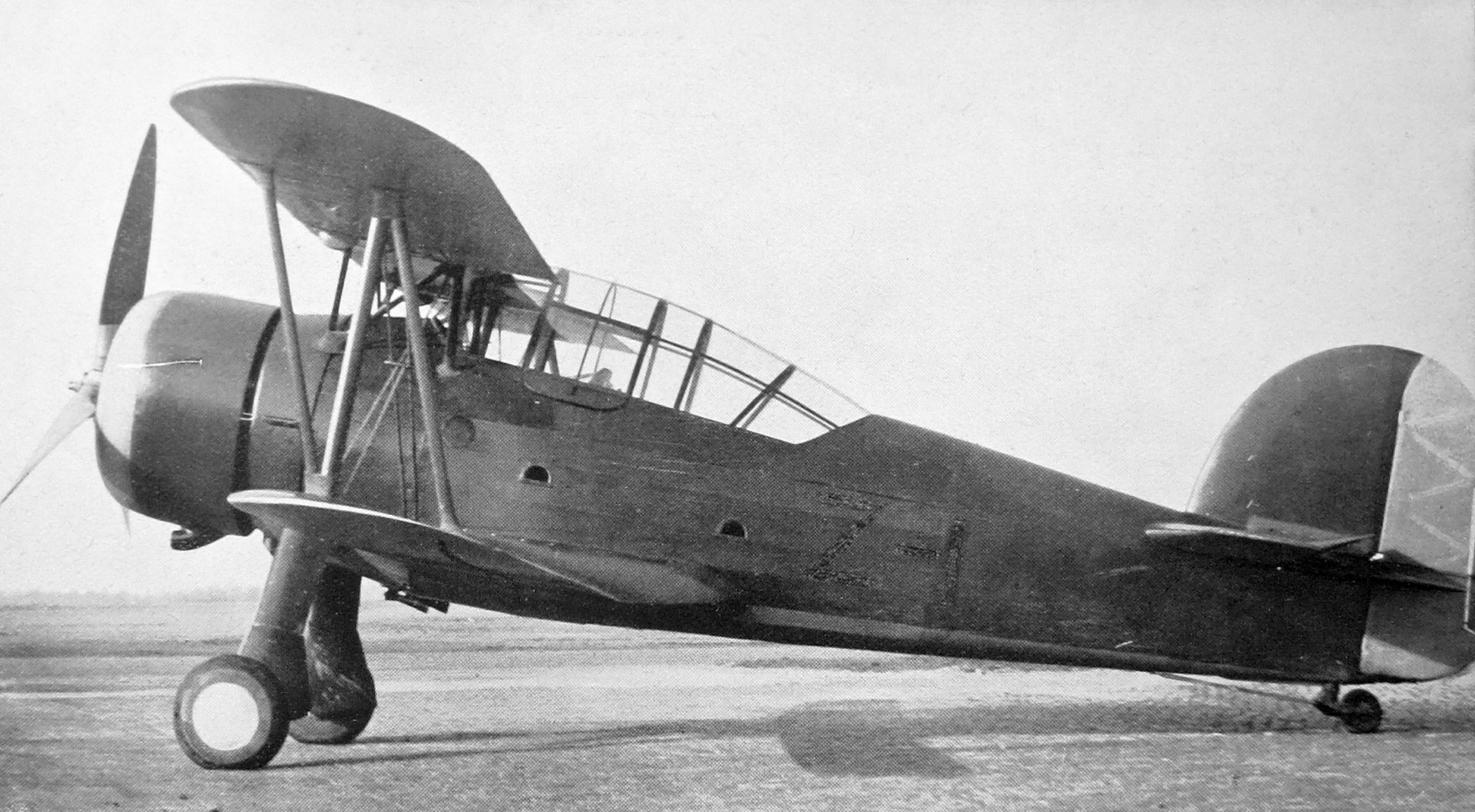
Koolhoven FK.52
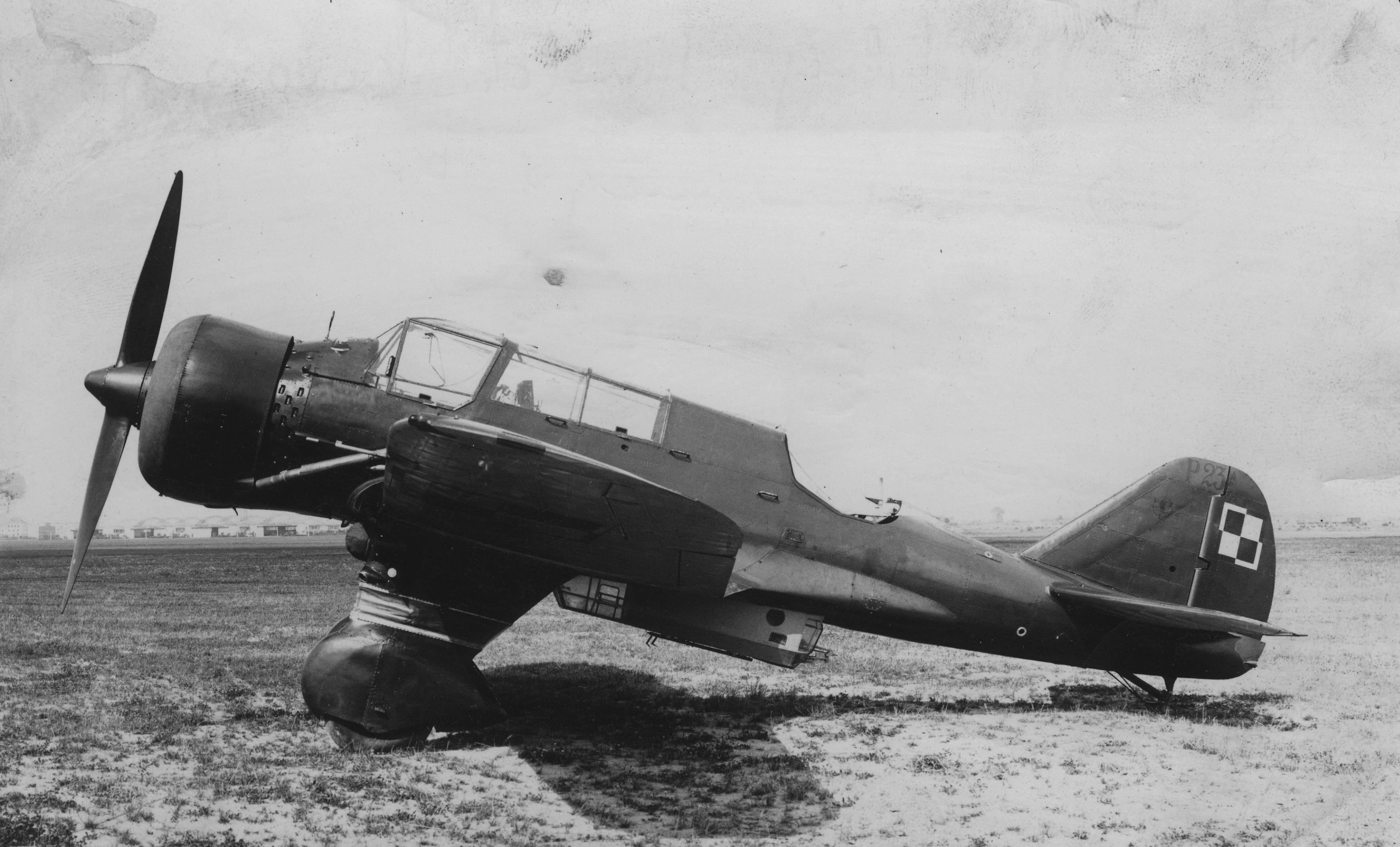
PZL.23 Karaś
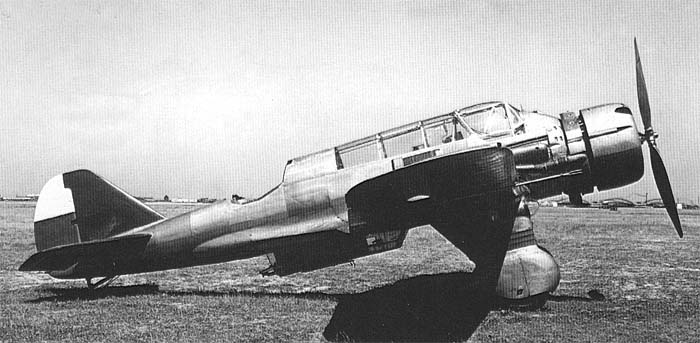
PZL.43
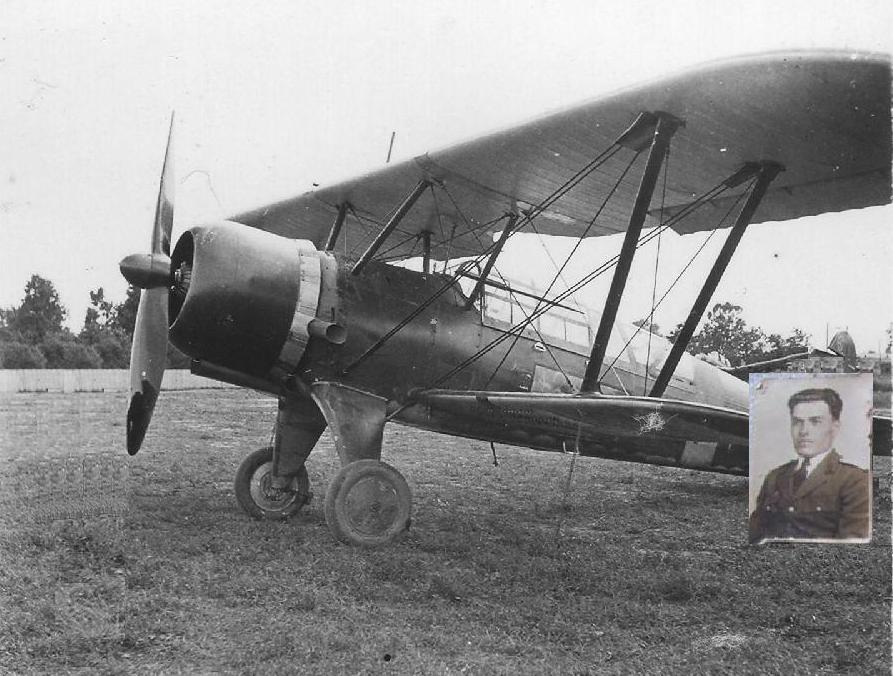
IAR-37
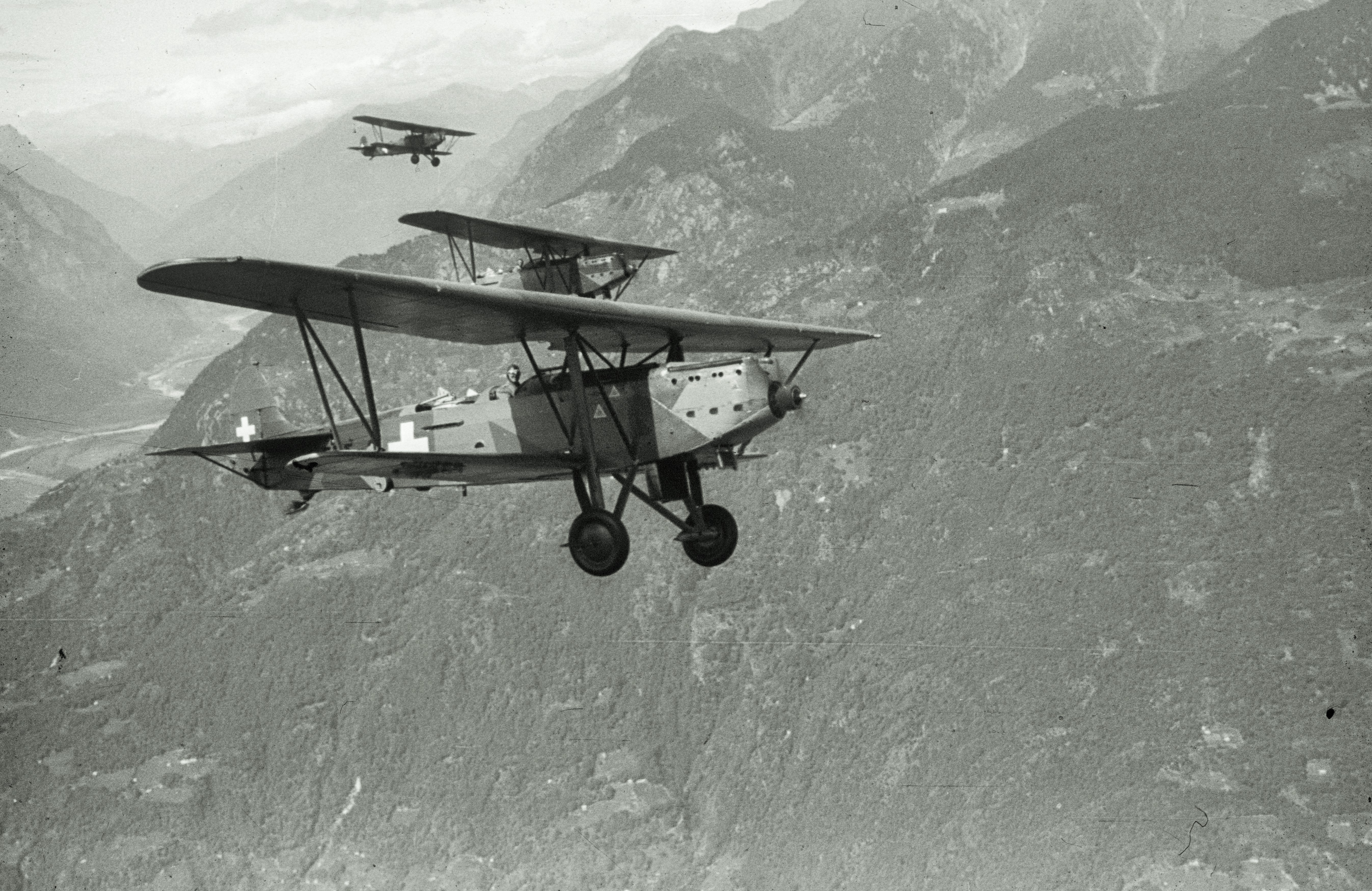
EKW K+W C-35
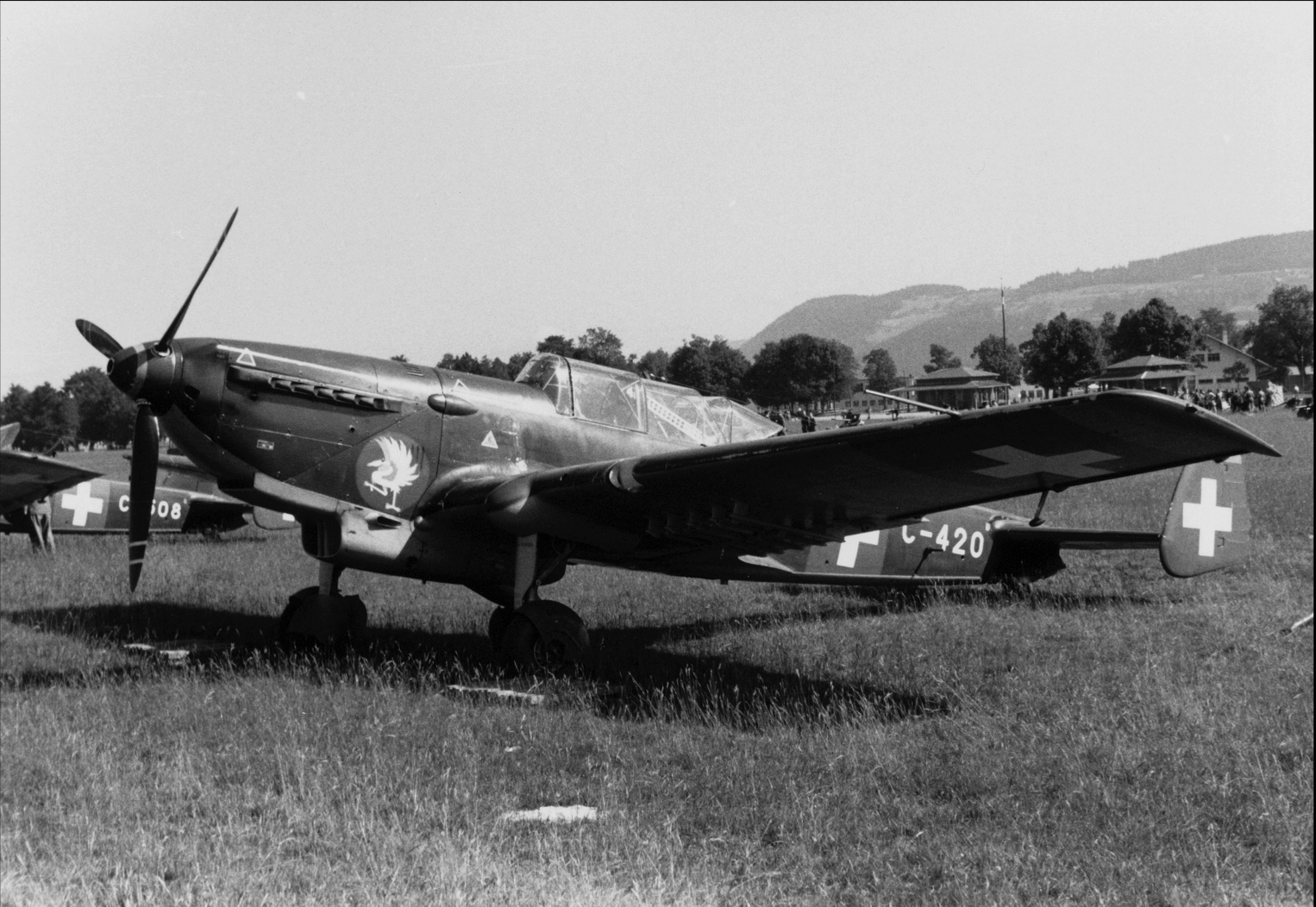
EKW K+W C-36
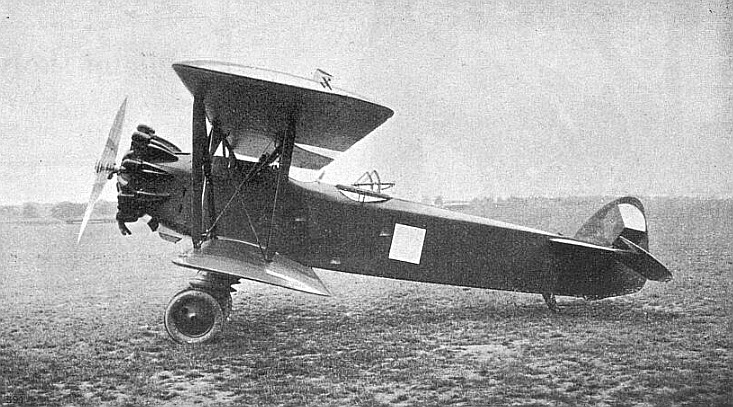
Aero AP.32
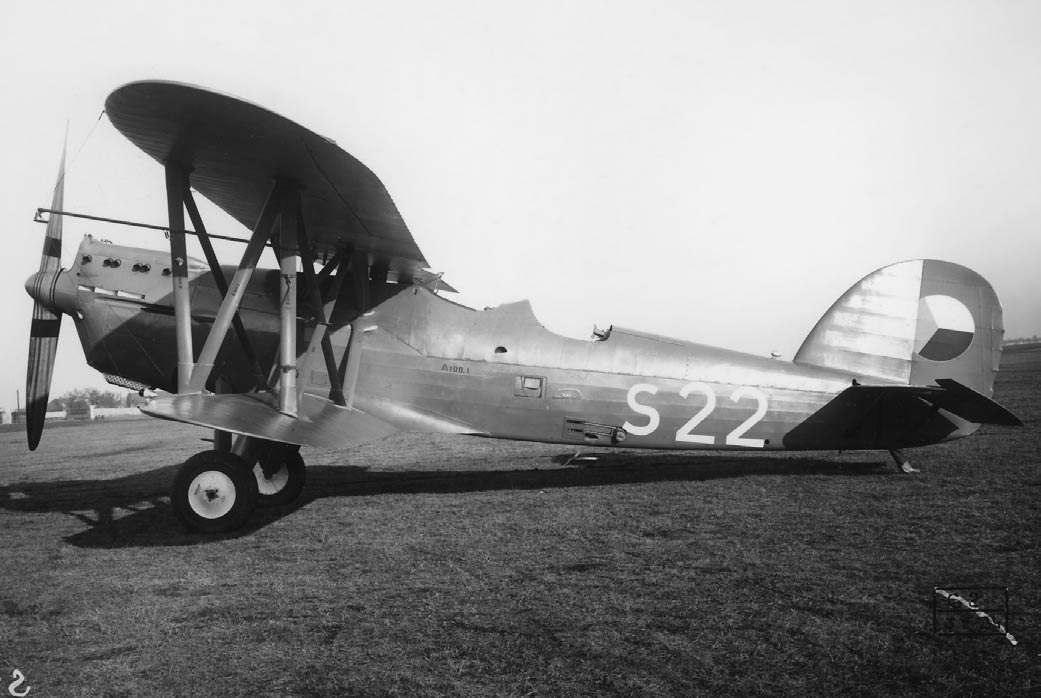
Aero A.100
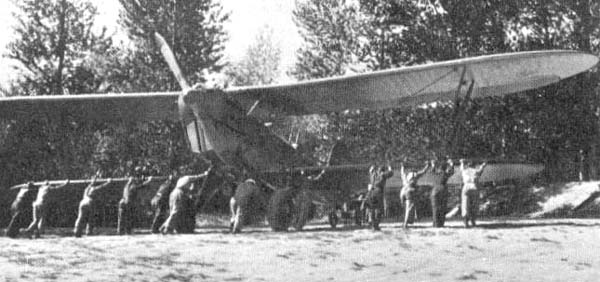
Aero A.101
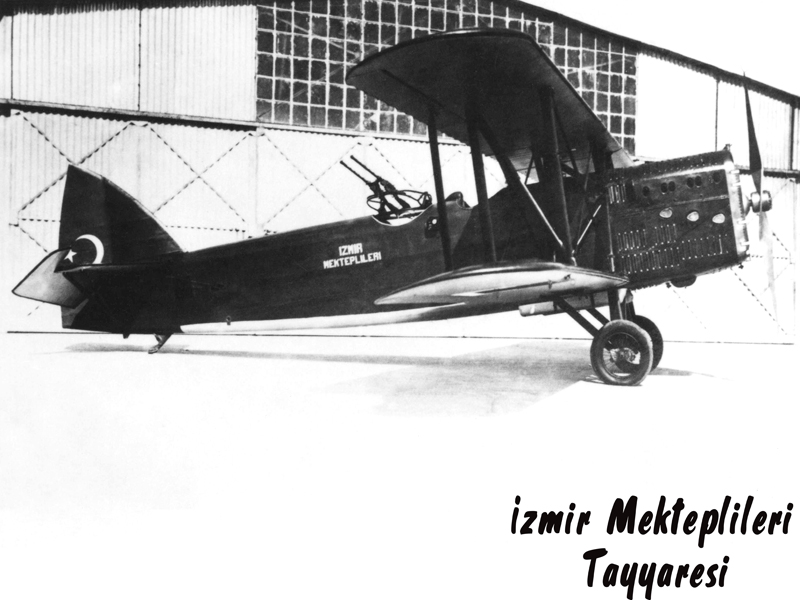
Letov Š-16 in türkischem Dienst
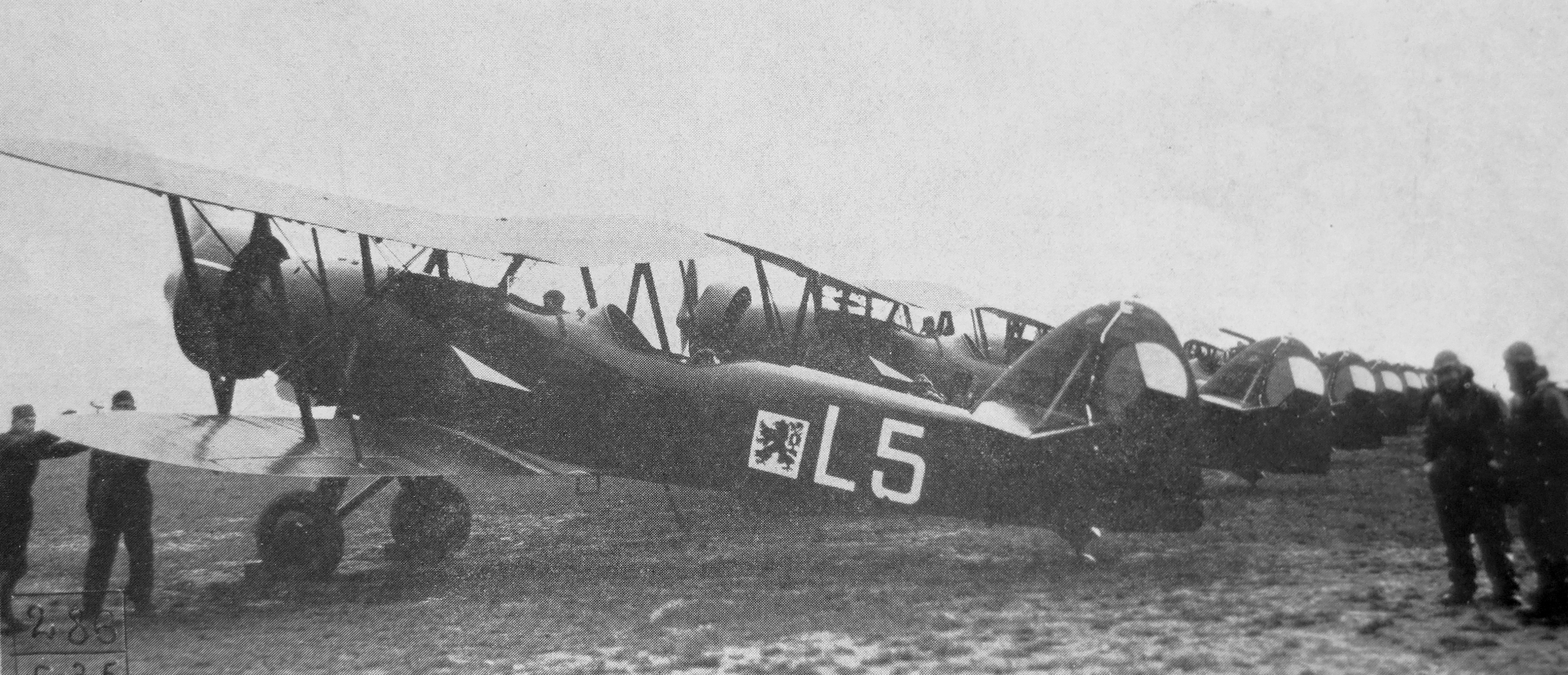
Letov Š-328
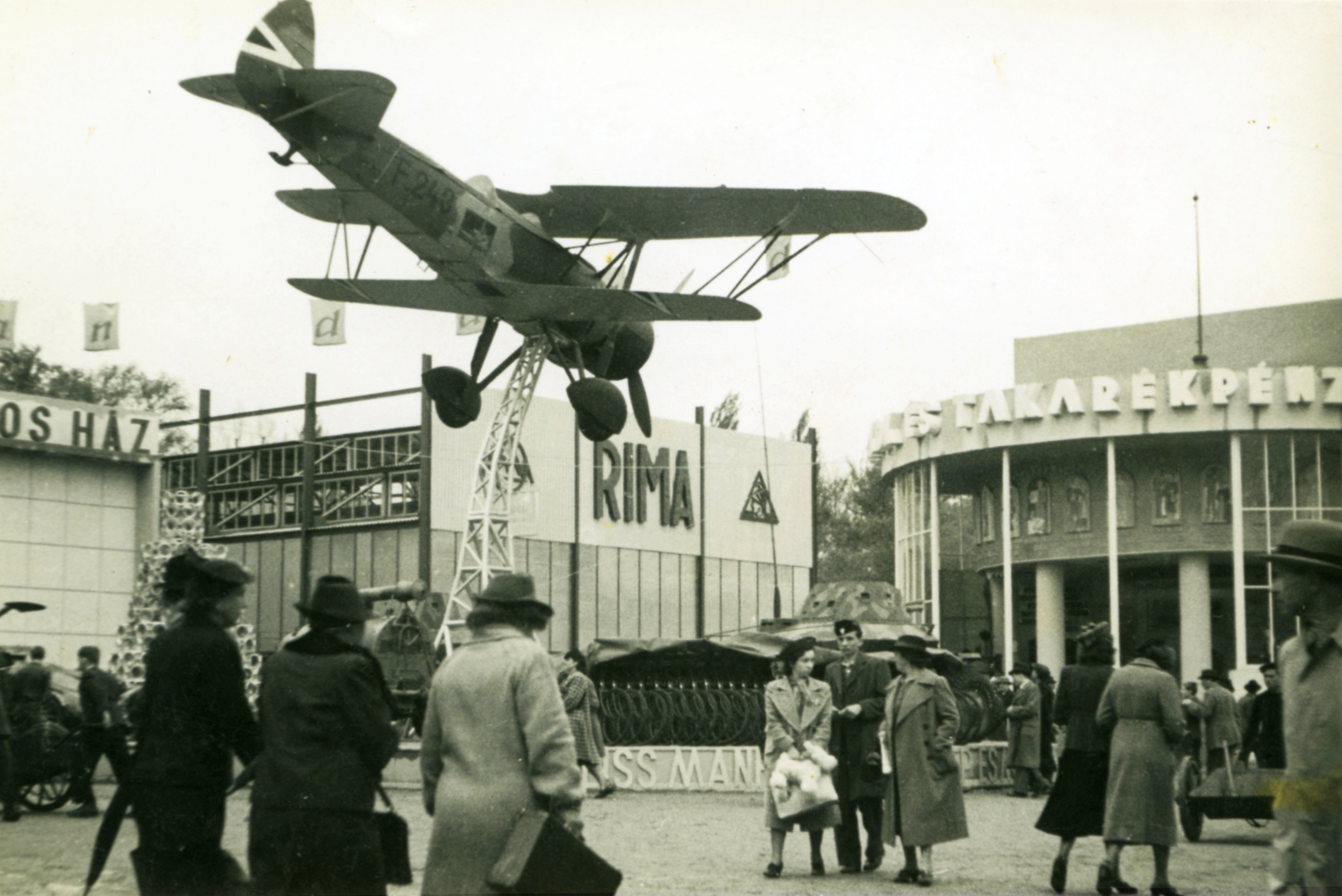
Weiss WM-21 Sólyom, 1940 in Budapest ausgestellt

### Mittlere Bomber
ČSR
- Aero A.304 (1937)
- Avia B-71 (1938) – Lizenzbau der Tupolew SB-2 (1934)
- Avia F-39 – Lizenzbau der Fokker F.IX (1929) als Bomber

Niederlande
- Fokker T.V (1937)

Polen
- LWS-4 Żubr (1936)
- PZL P.37 Łoś (1936)

Rumänien
- IAR JRS-79B (1941) – Lizenzbau der zweimotorigen Variante der Savoia-Marchetti SM.79 mit Motor Junkers Jumo 211Da

Schweden
- Saab 18 (1942)

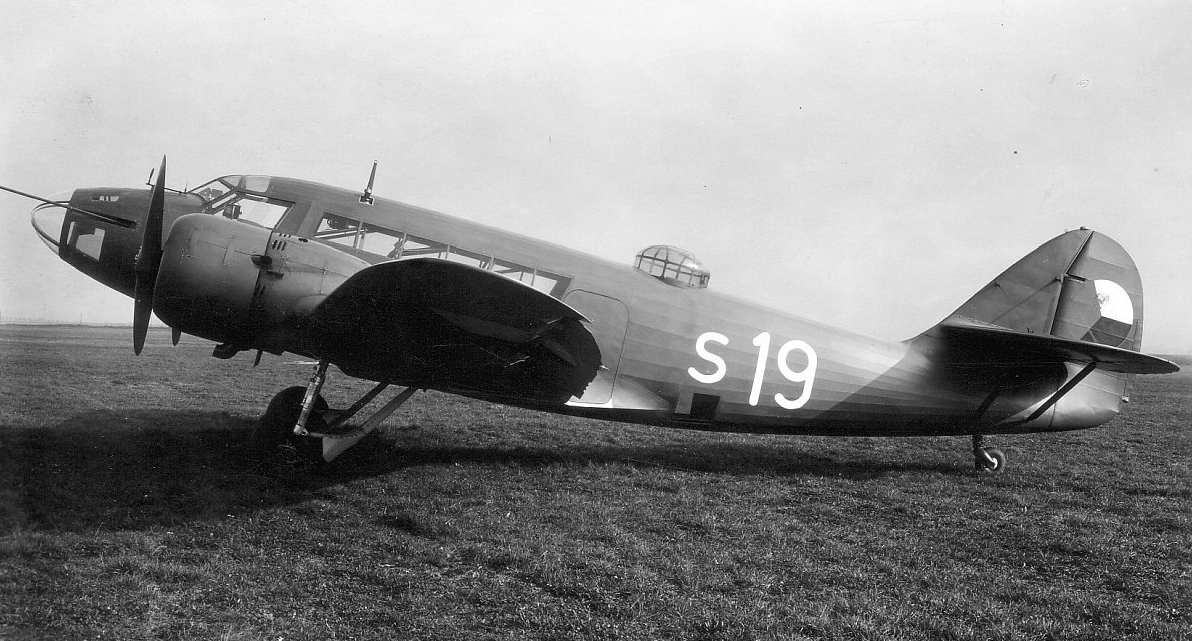
Aero A.304
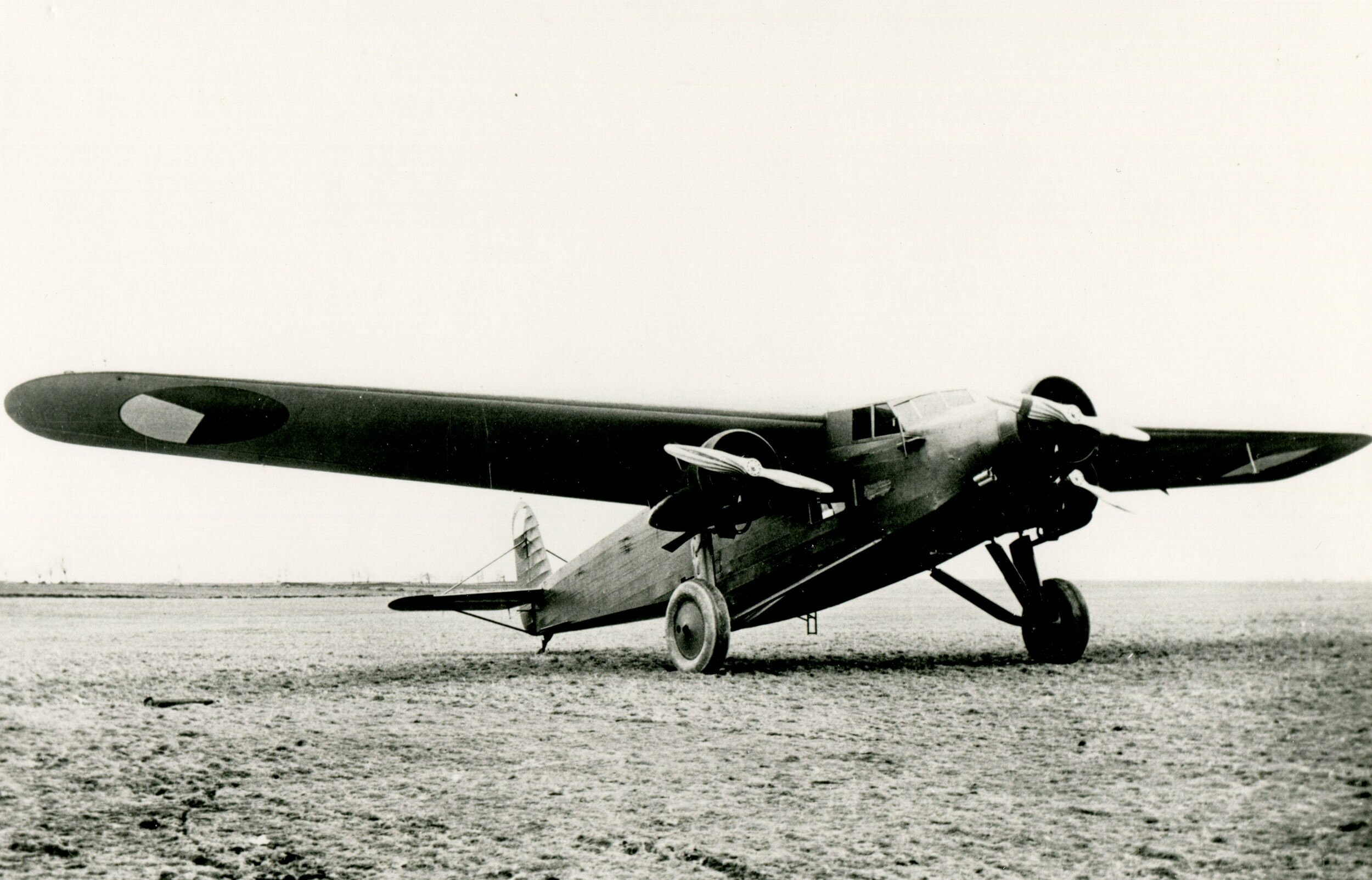
Avia F-39
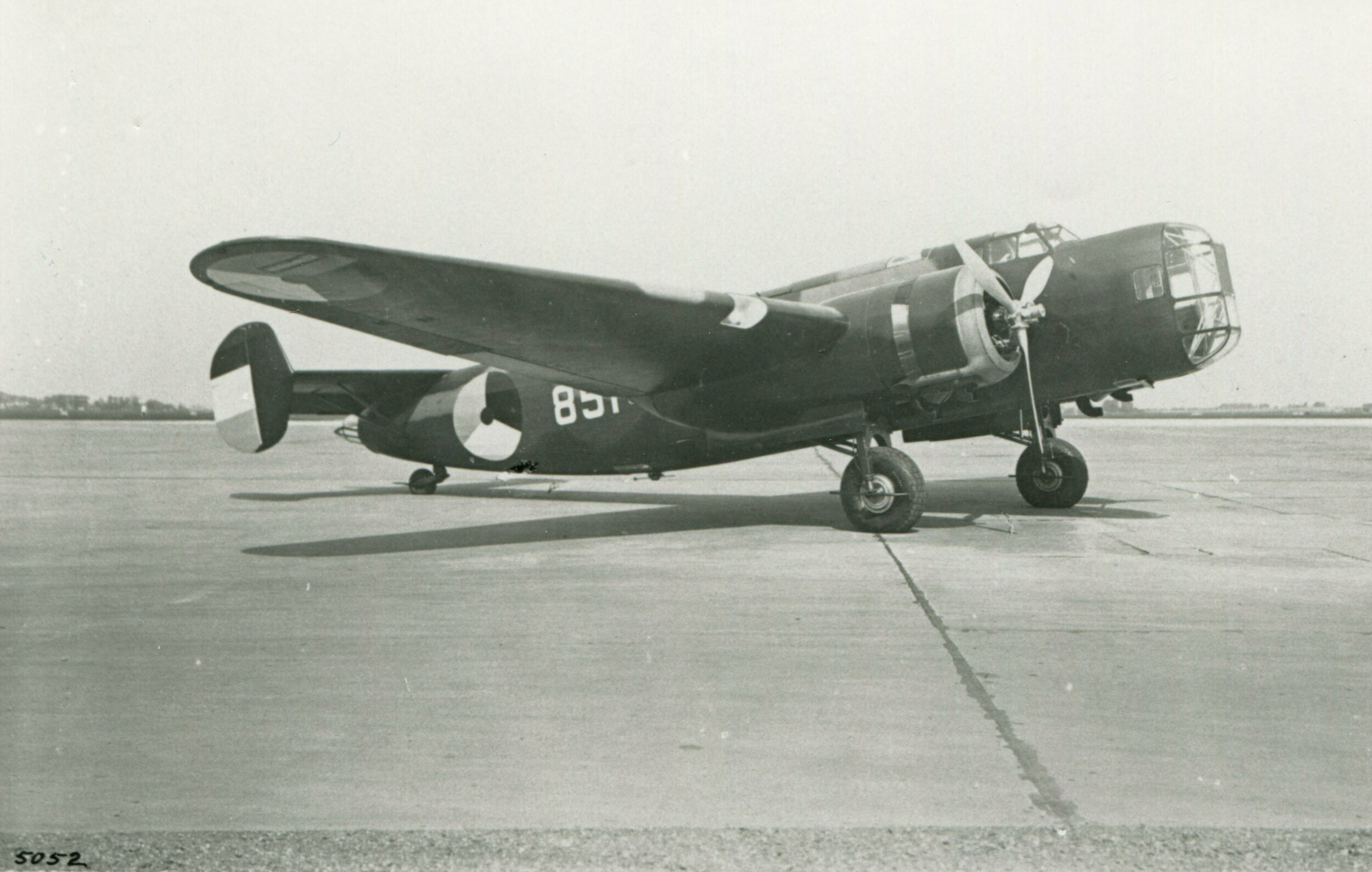
Fokker T.V
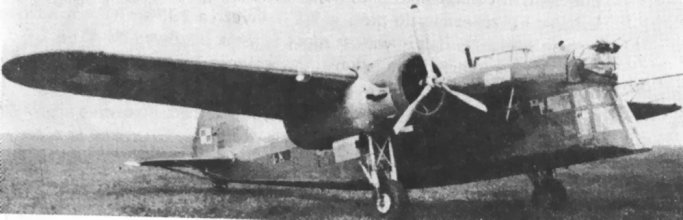
LWS-4 Żubr
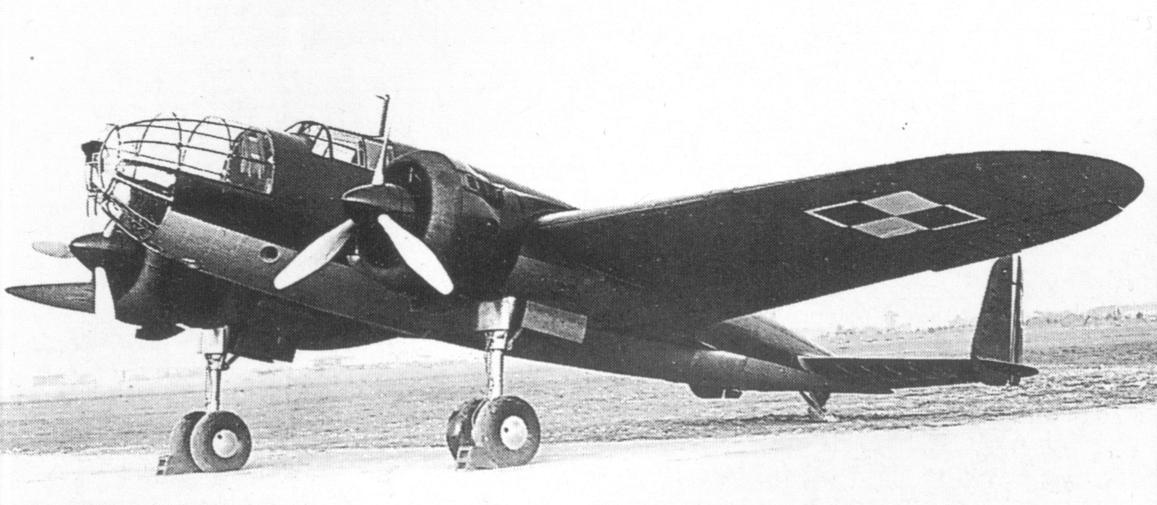
PZL P.37 Łoś
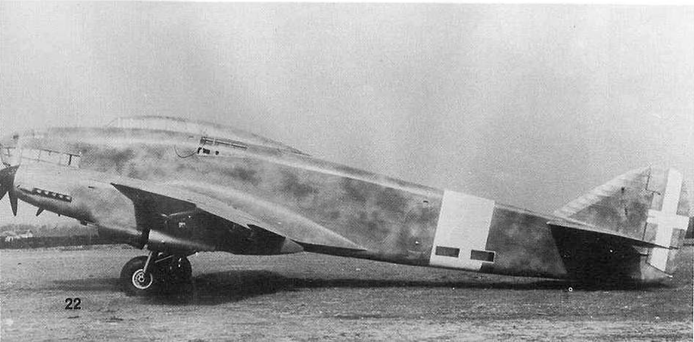
IAR JRS-79B
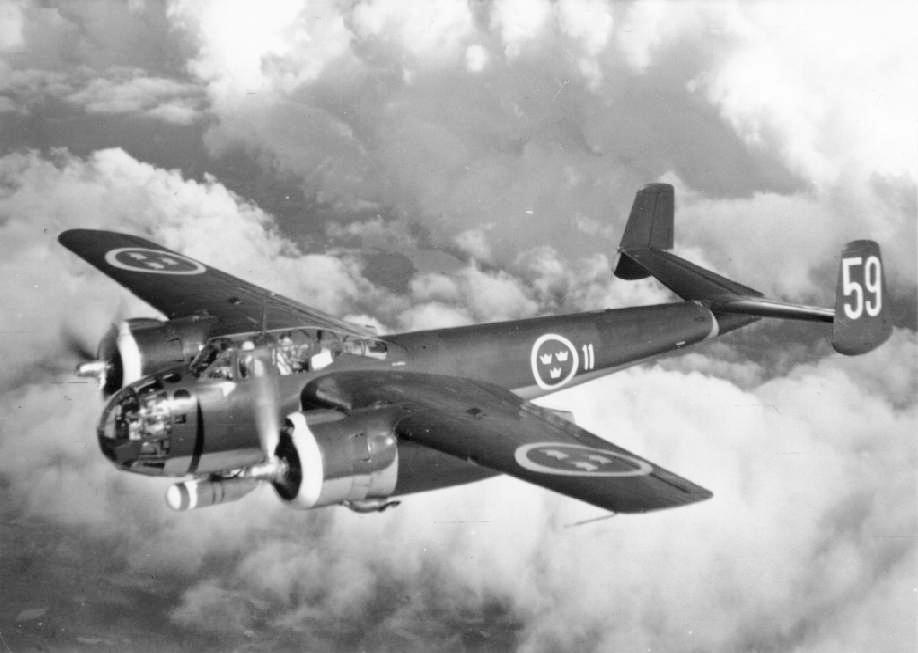
Saab 18

## Transportflugzeuge und Lastensegler

### Transportflugzeuge

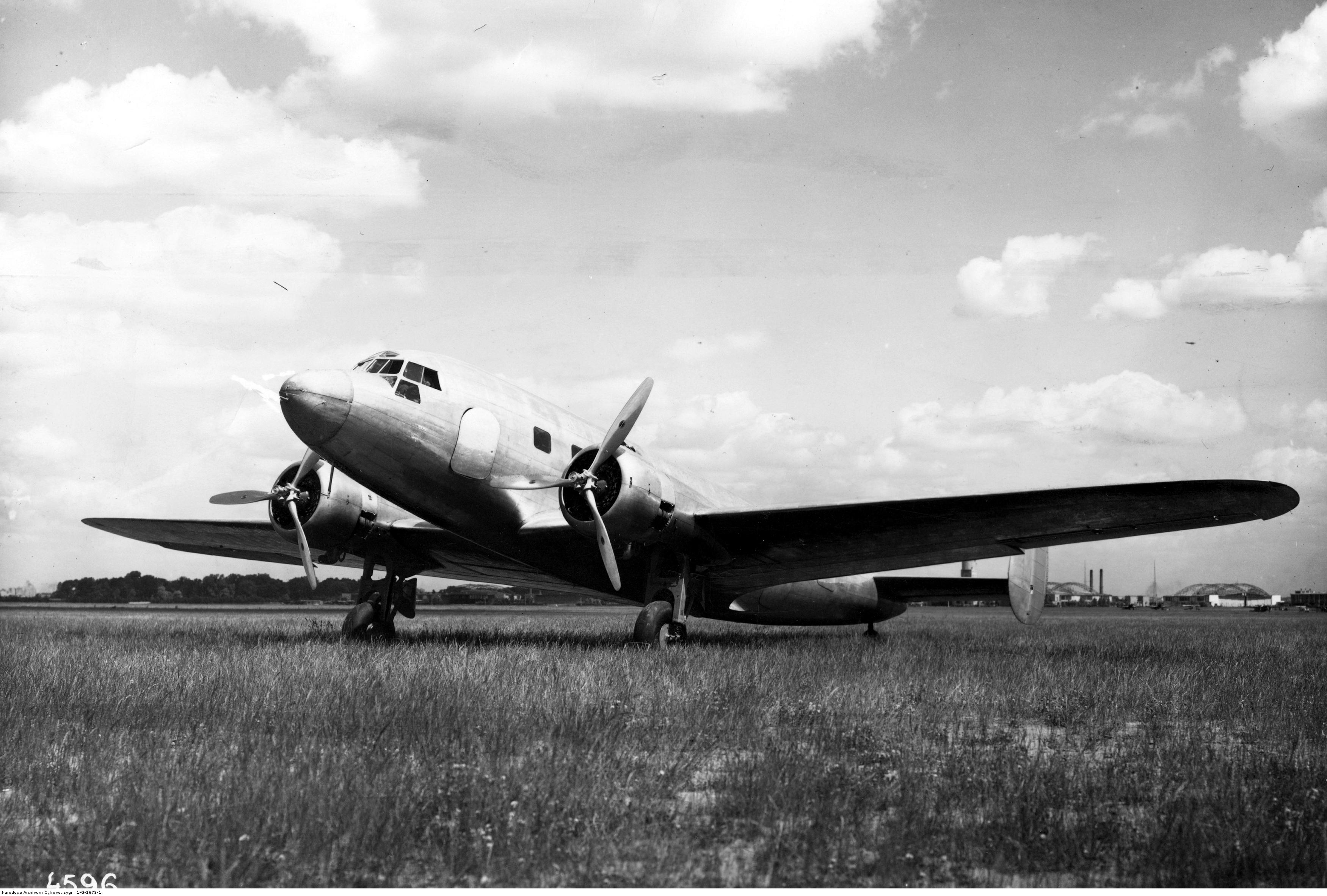
PZL.44 Wicher

Polen
- PWS-24 (1931) – Verkehrsflugzeug, zur Luftbildfotografie genutzt

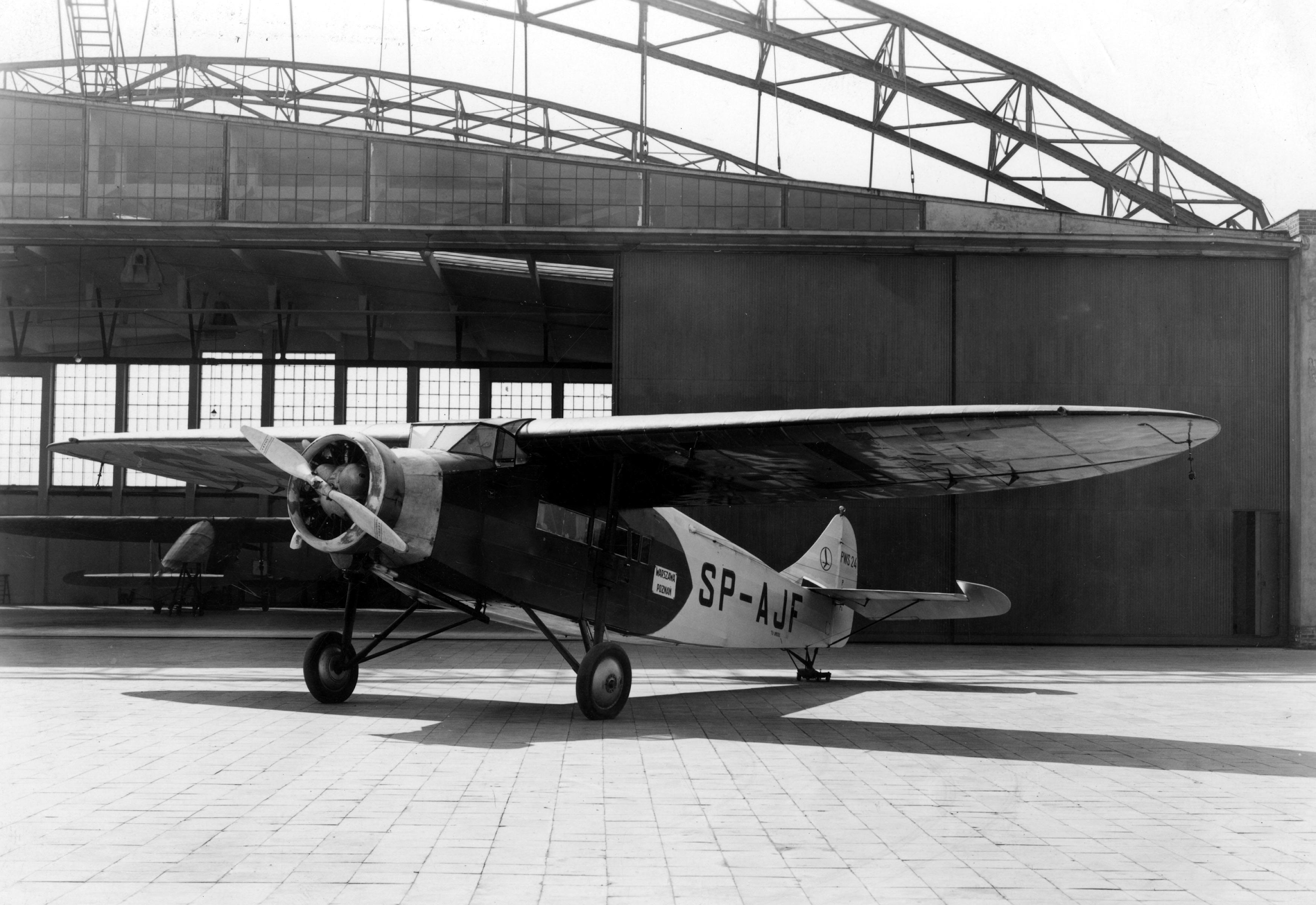
PWS-24

## Schul- und Verbindungsflugzeuge

### Schulflugzeuge
Australien
- CAC Wirraway (1939) – überarbeiteter Lizenzbau der North American NA-16
- CAC Wackett (1939)

Dänemark
- Orlogsværftet O-Maskinen (1926)

Finnland
- VL Tuisku (1934)
- VL Viima (1935)
- VL Pyry (1939)

Jugoslawien
- Rogožarski PWT (1934)
- Rogožarski SIM-X (1936)
- Rogožarski R-100 (1938)

Niederlande
- Fokker S.IX (1937)
- Koolhoven FK.51 (1935)
- Koolhoven FK.56 (1938)

Polen
- Bartel BM-4 (1927)
- Bartel BM-5 (1928)
- PWS-16 (1934)
- PWS-18 (1935) – modifizierter Lizenzbau der Avro Tutor
- PWS-26 (1935) – kunstflugtaugliches Schul- und Übungsflugzeug

Rumänien
- IAR-27 (1937)

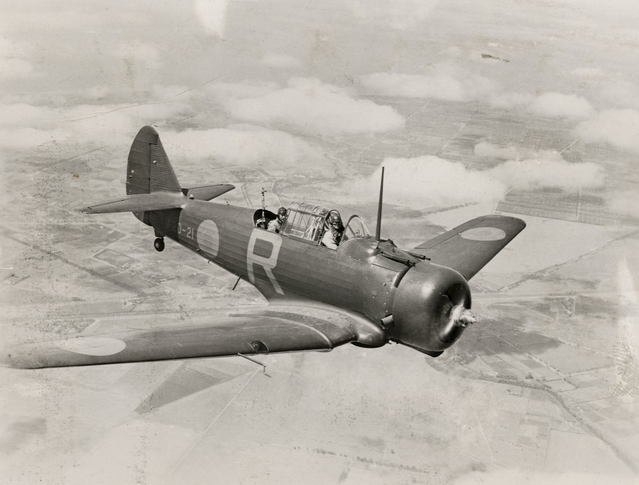
CAC Wirraway
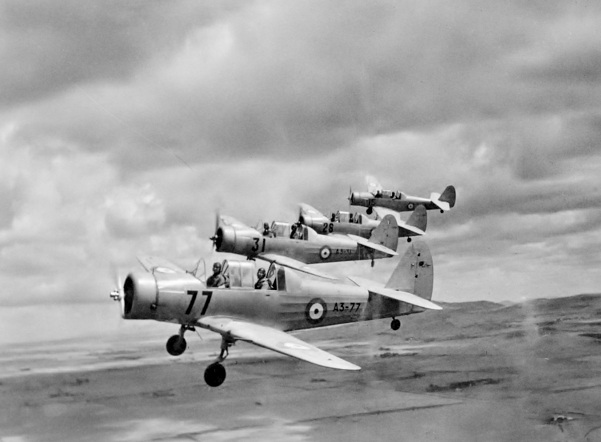
CAC Wackett
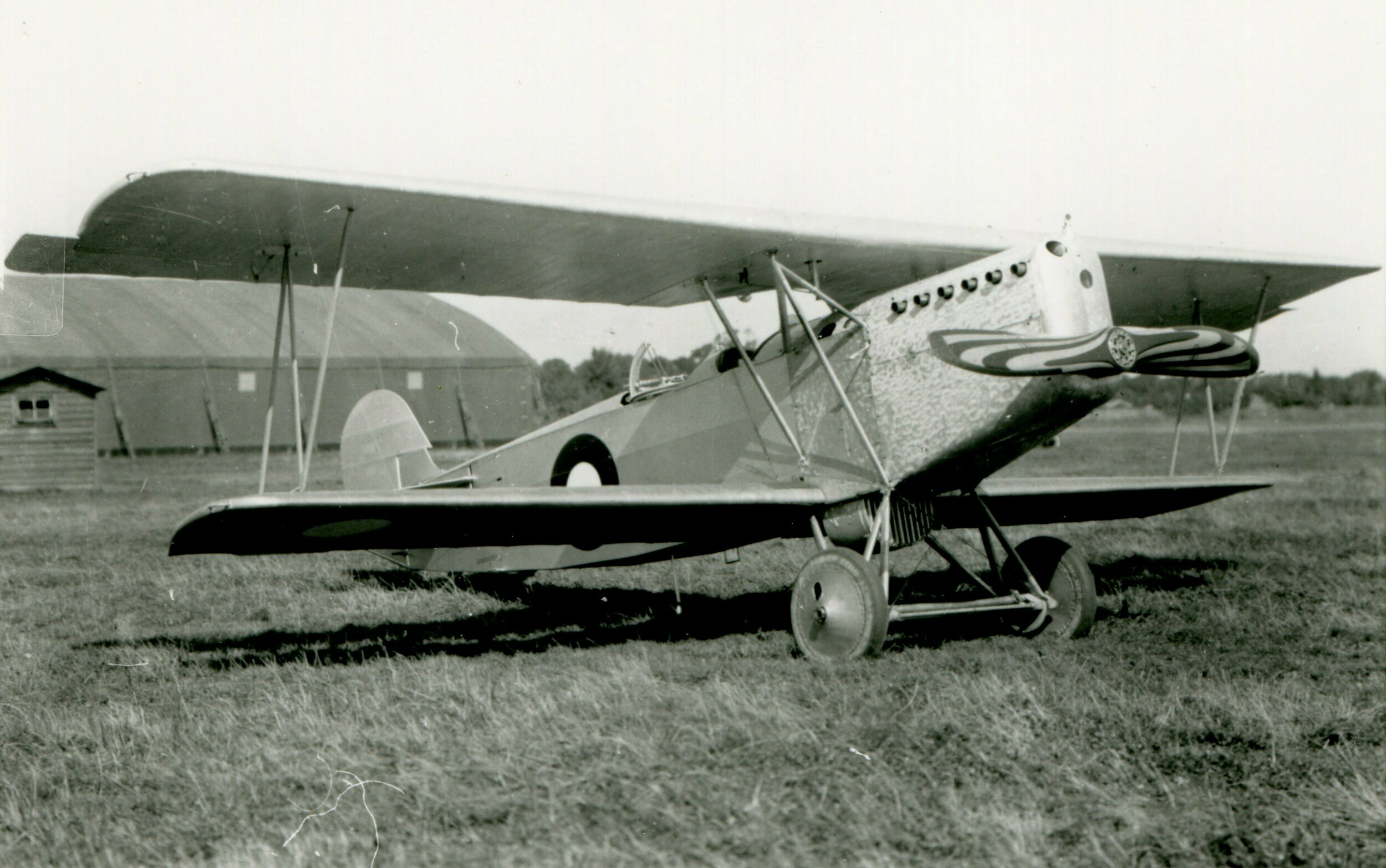
Orlogsværftet O-Maskinen
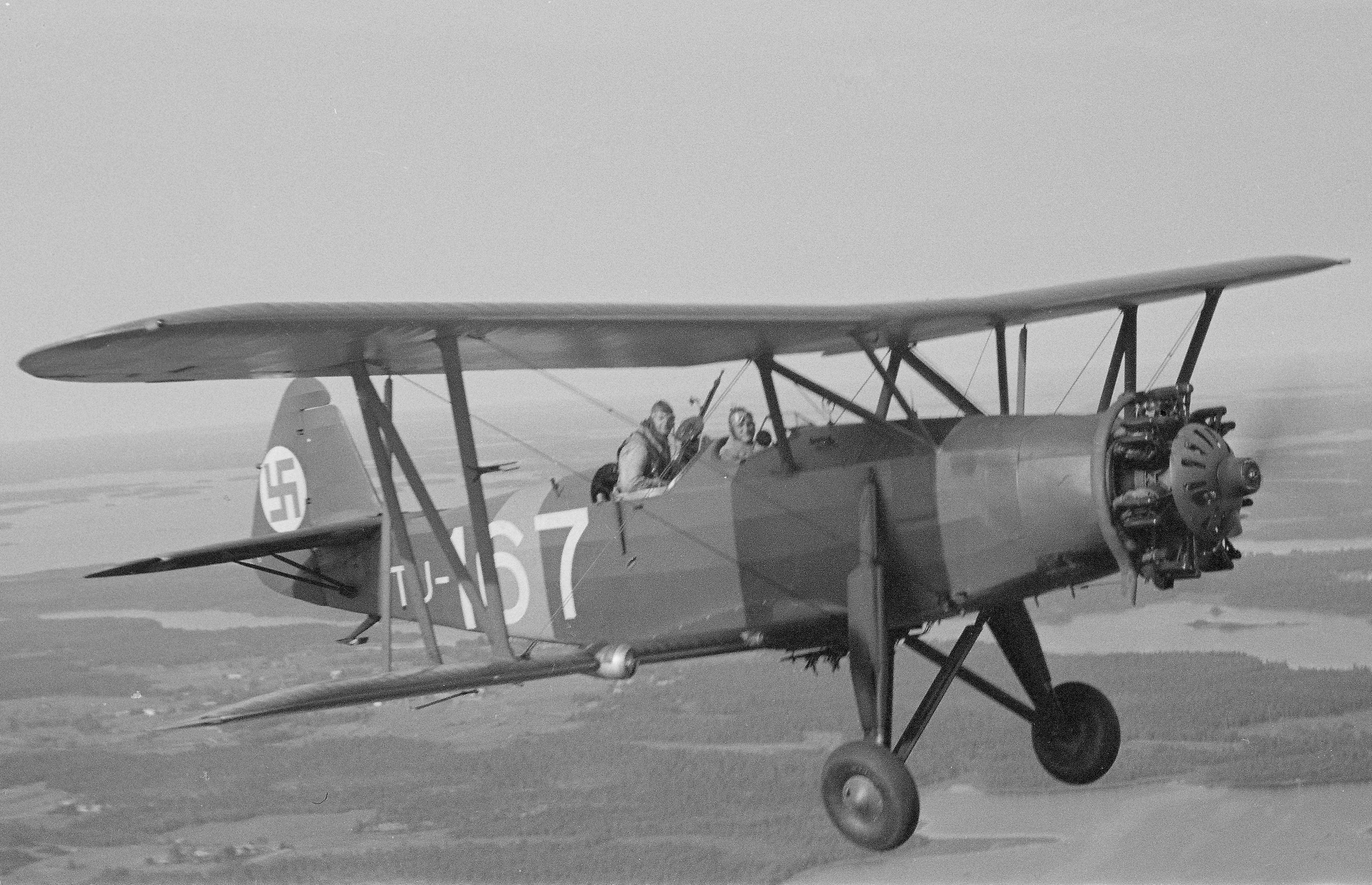
VL Tuisku
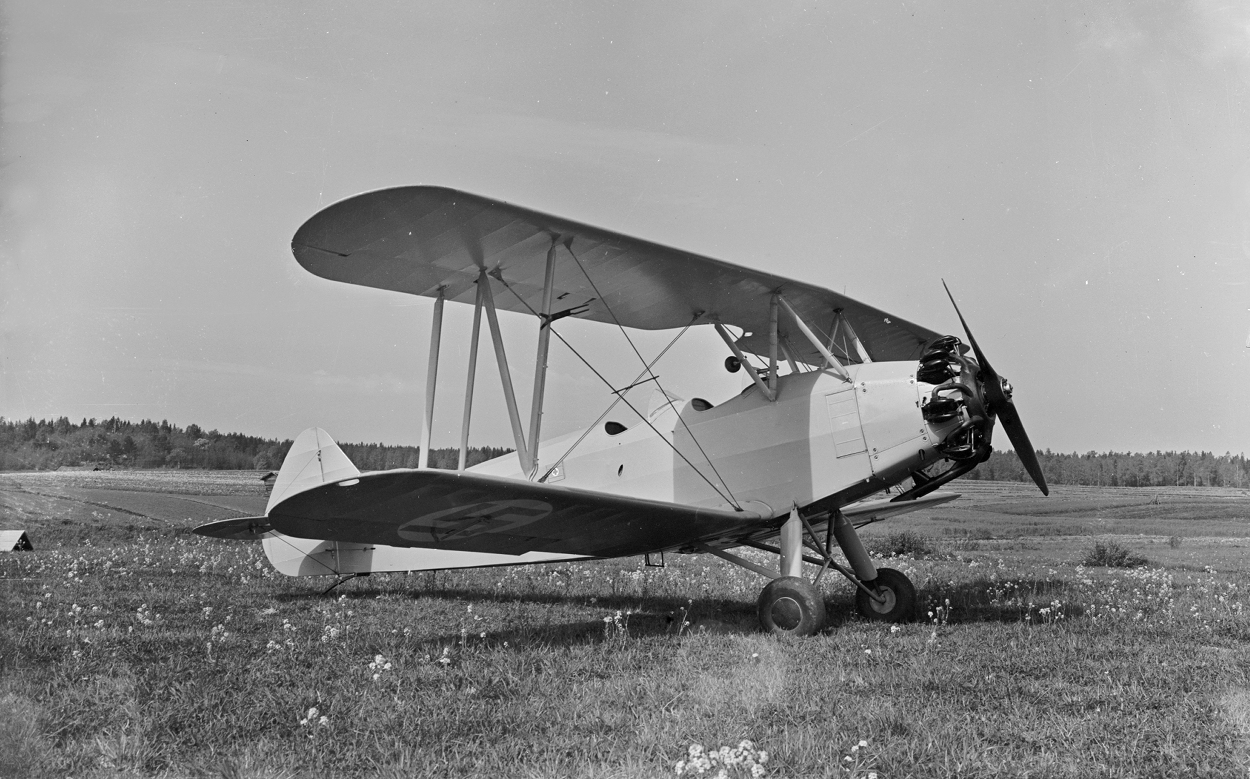
VL Viima
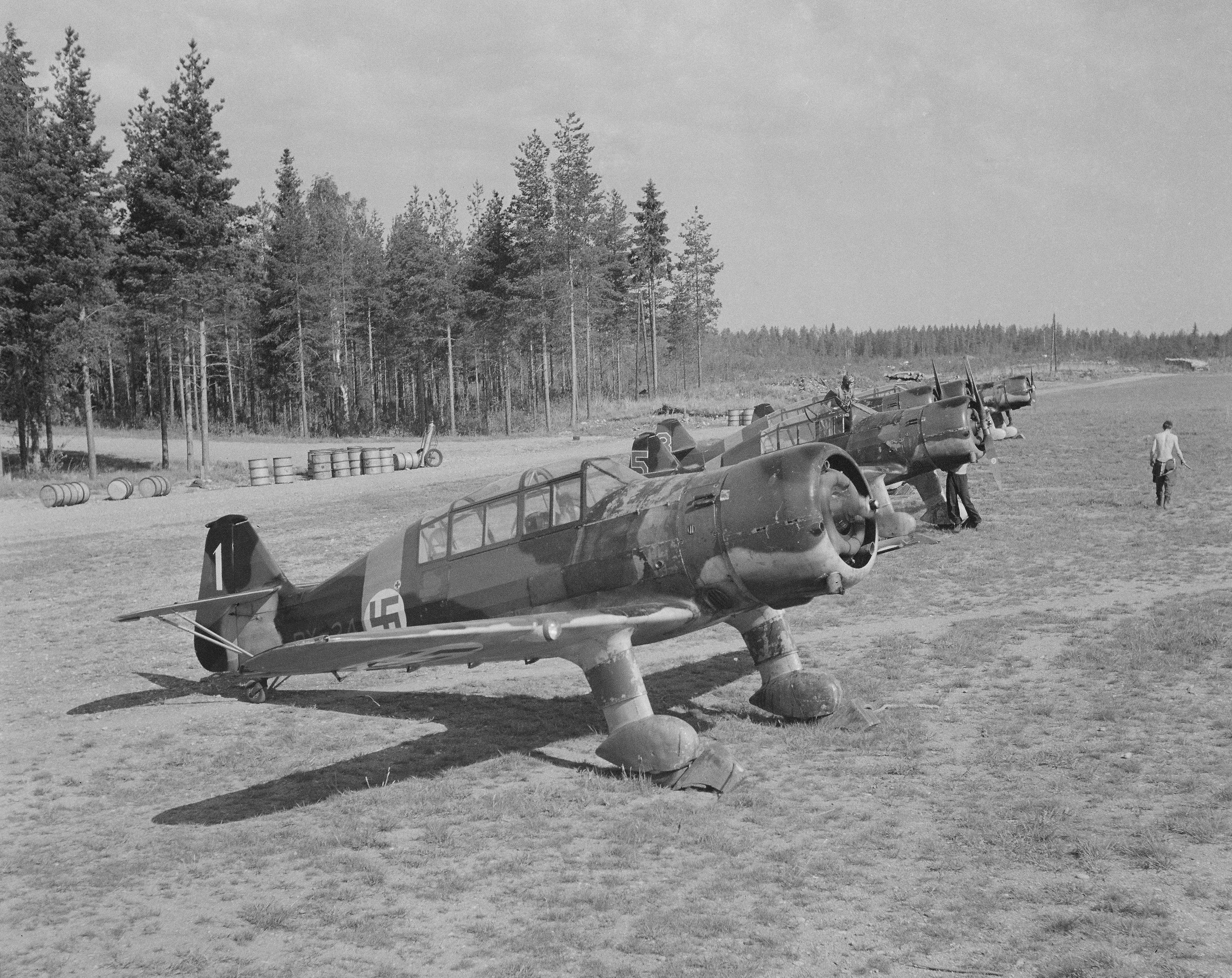
VL Pyry
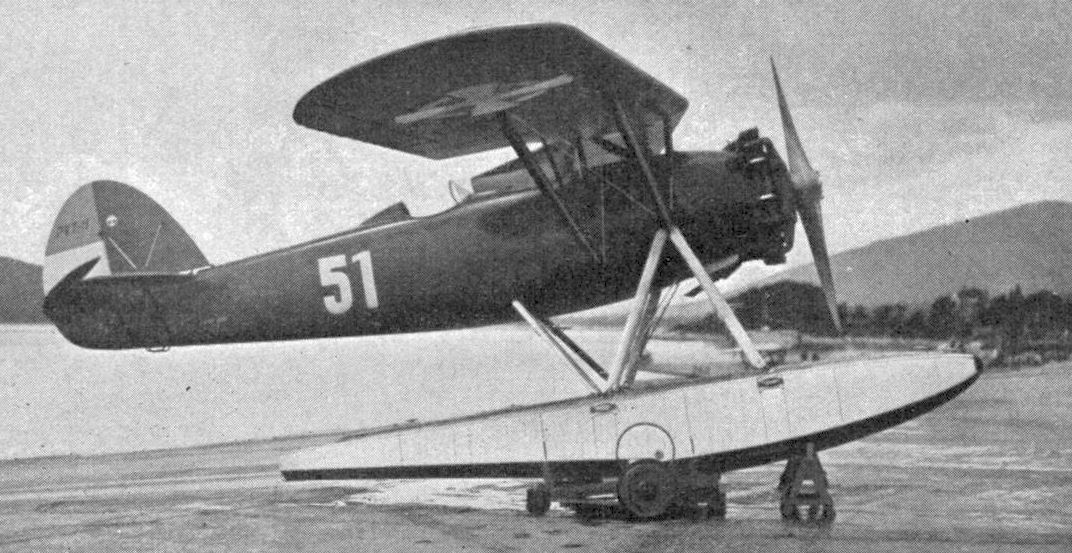
Rogožarski PWT, Variante mit Schwimmern
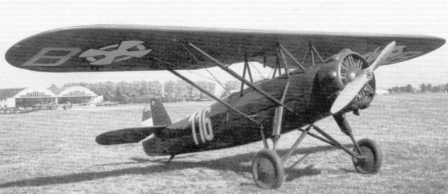
Rogožarski SIM-X
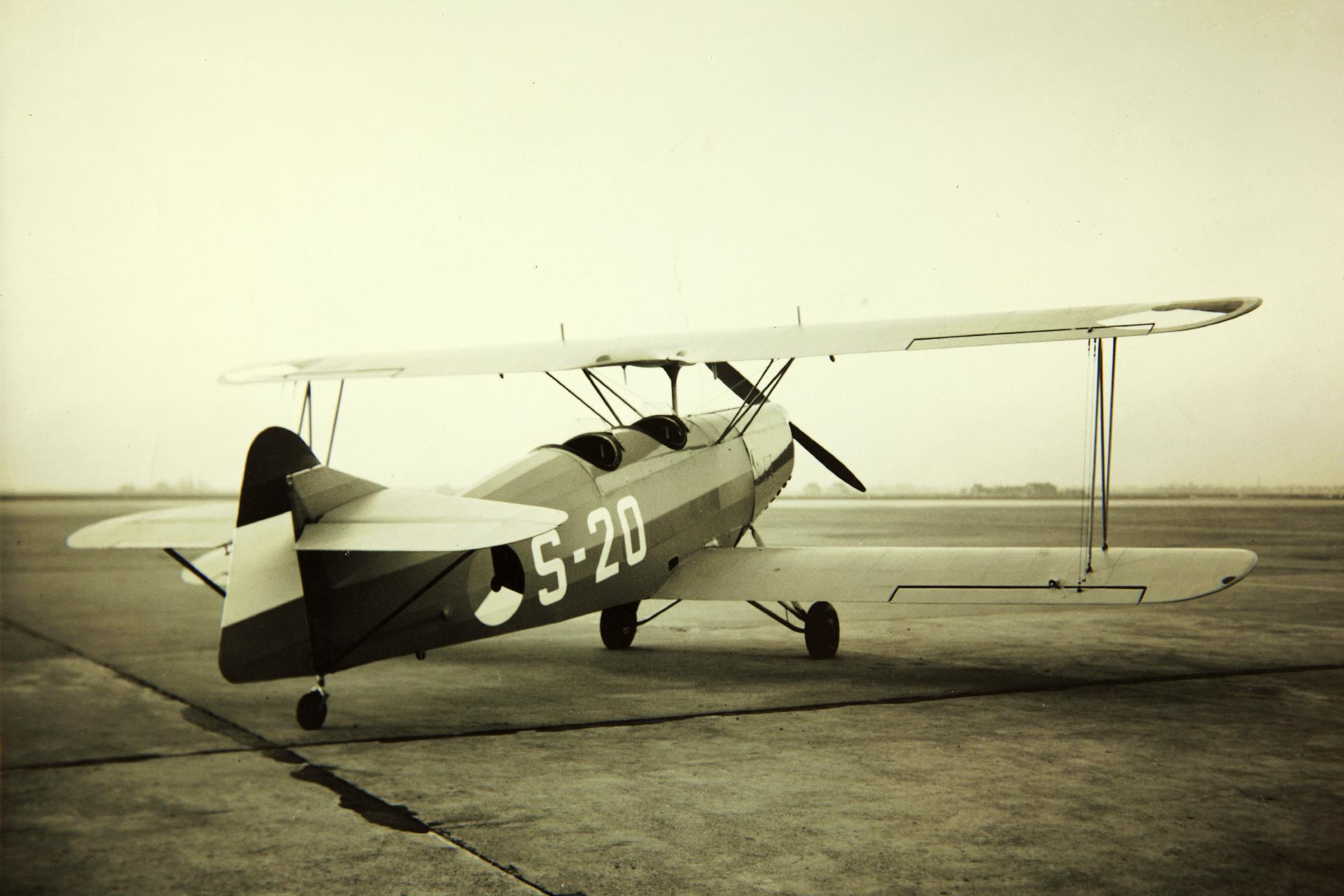
Fokker S.IX
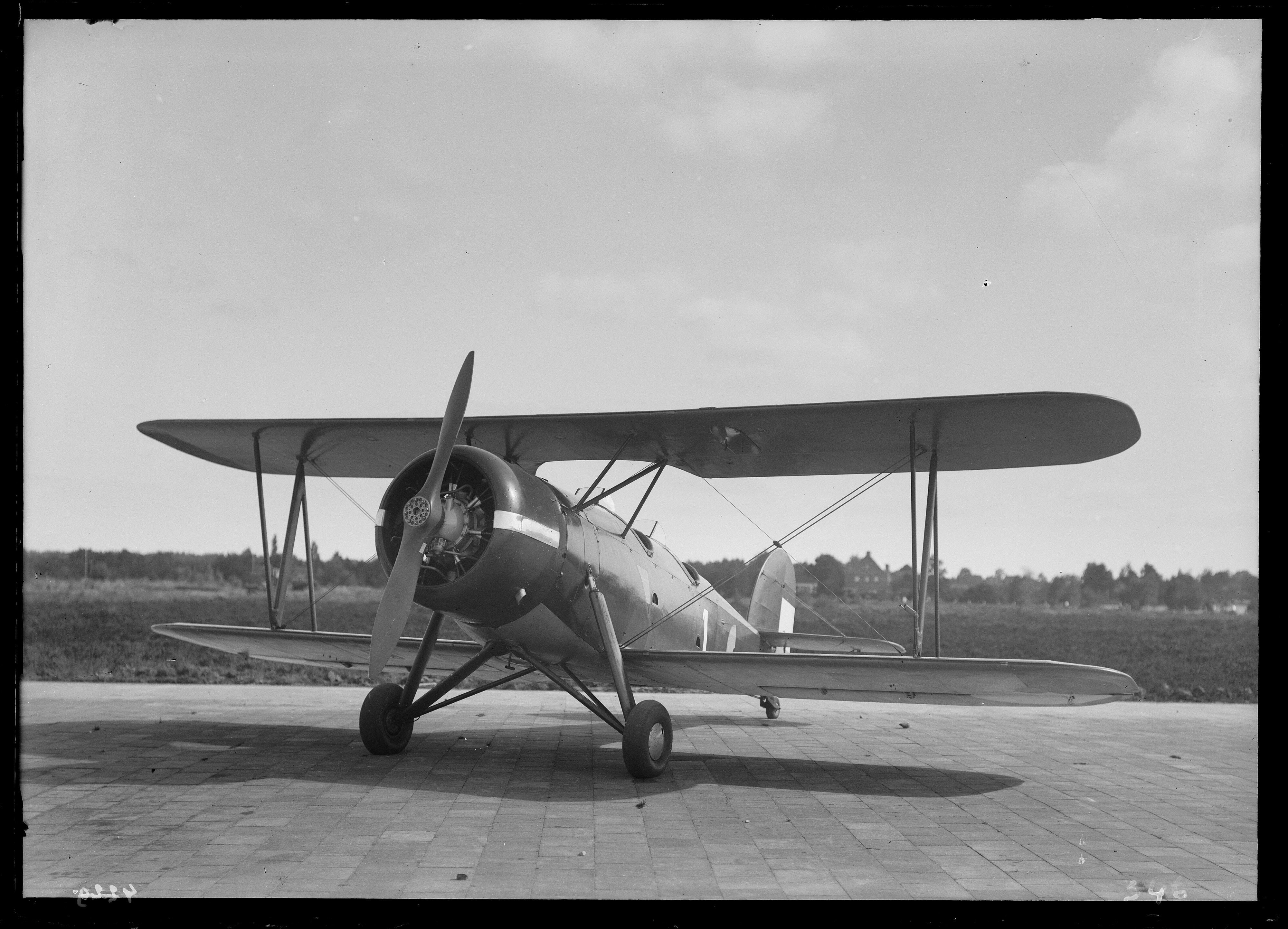
Koolhoven FK.51
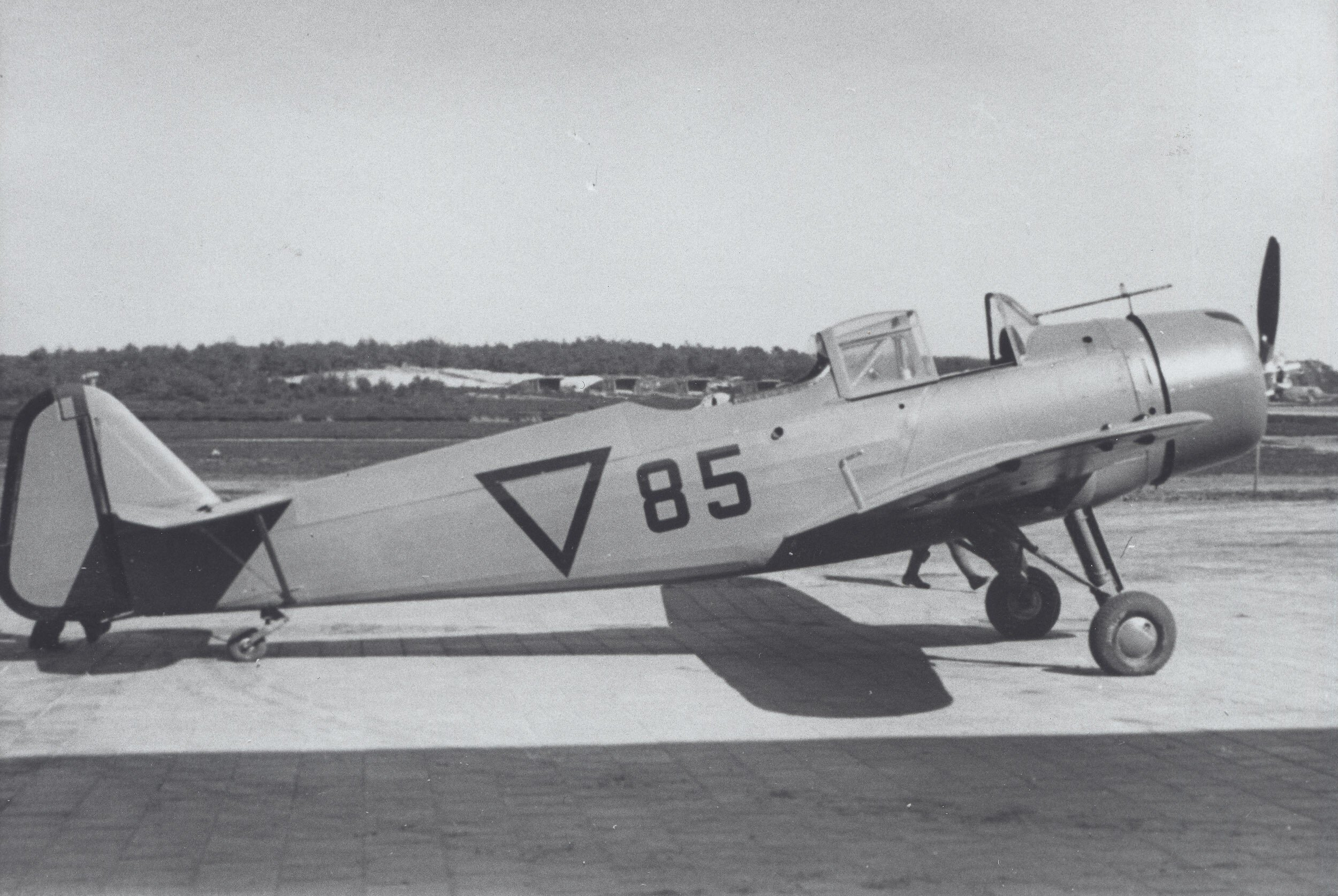
Koolhoven FK.56
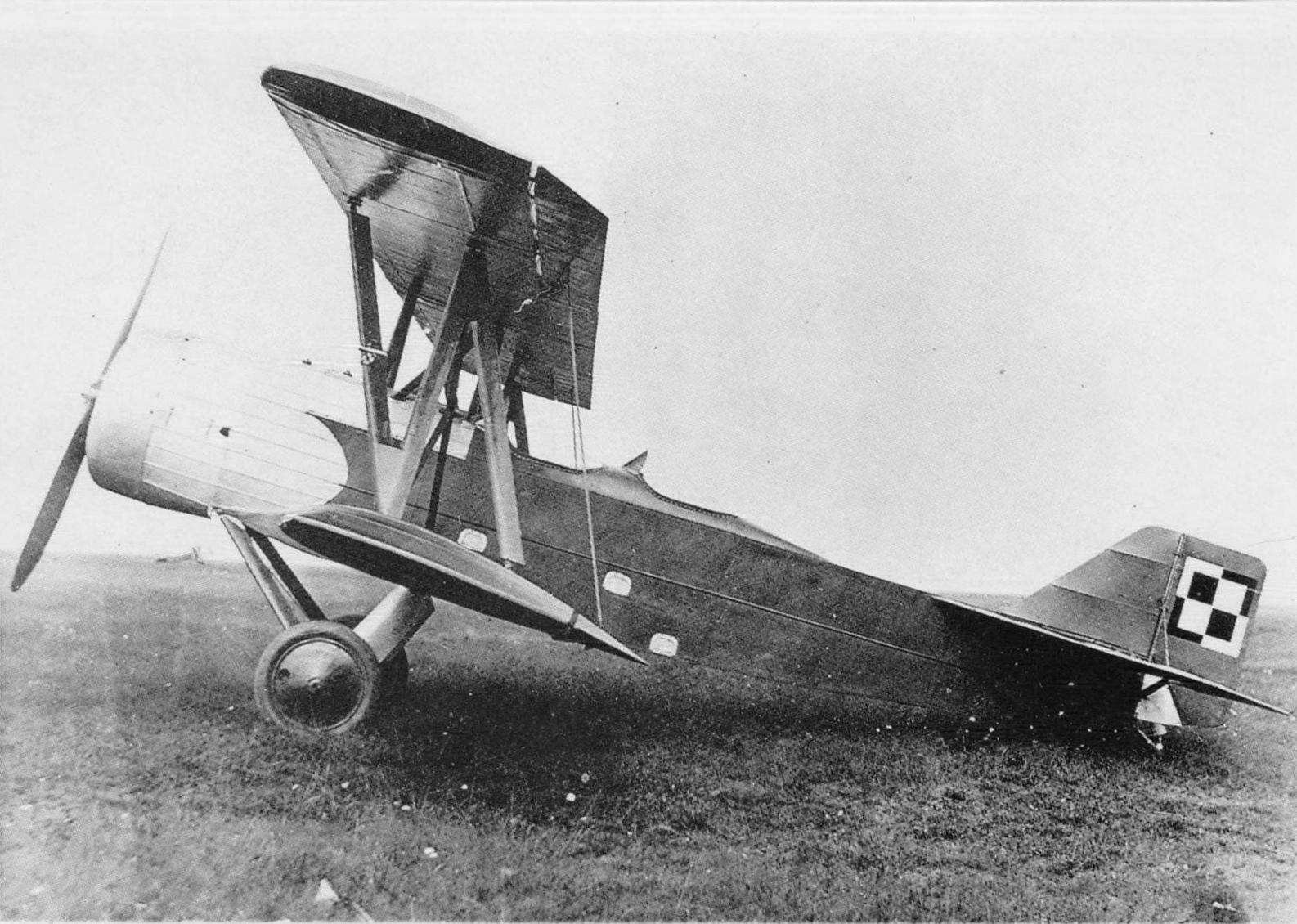
Bartel BM-4
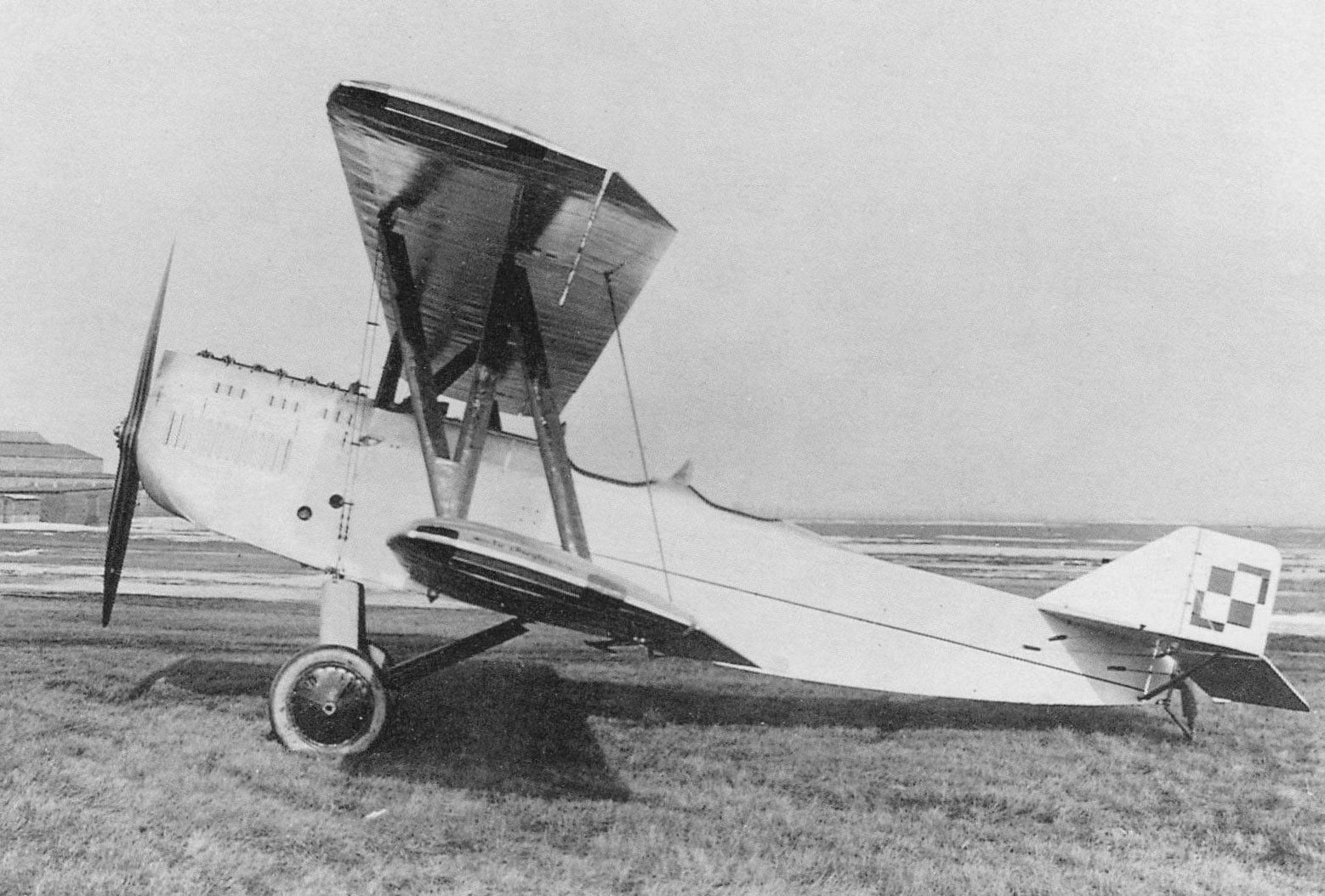
Bartel BM-5
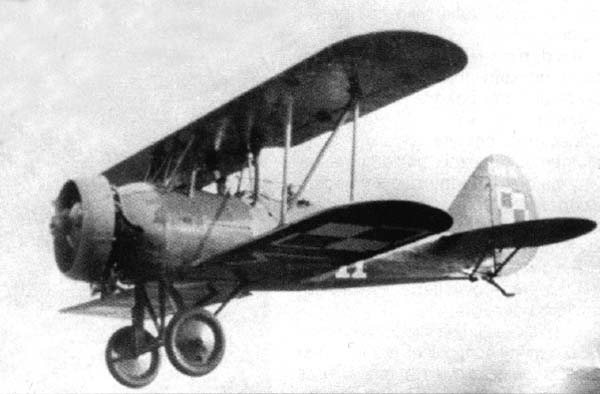
PWS-16
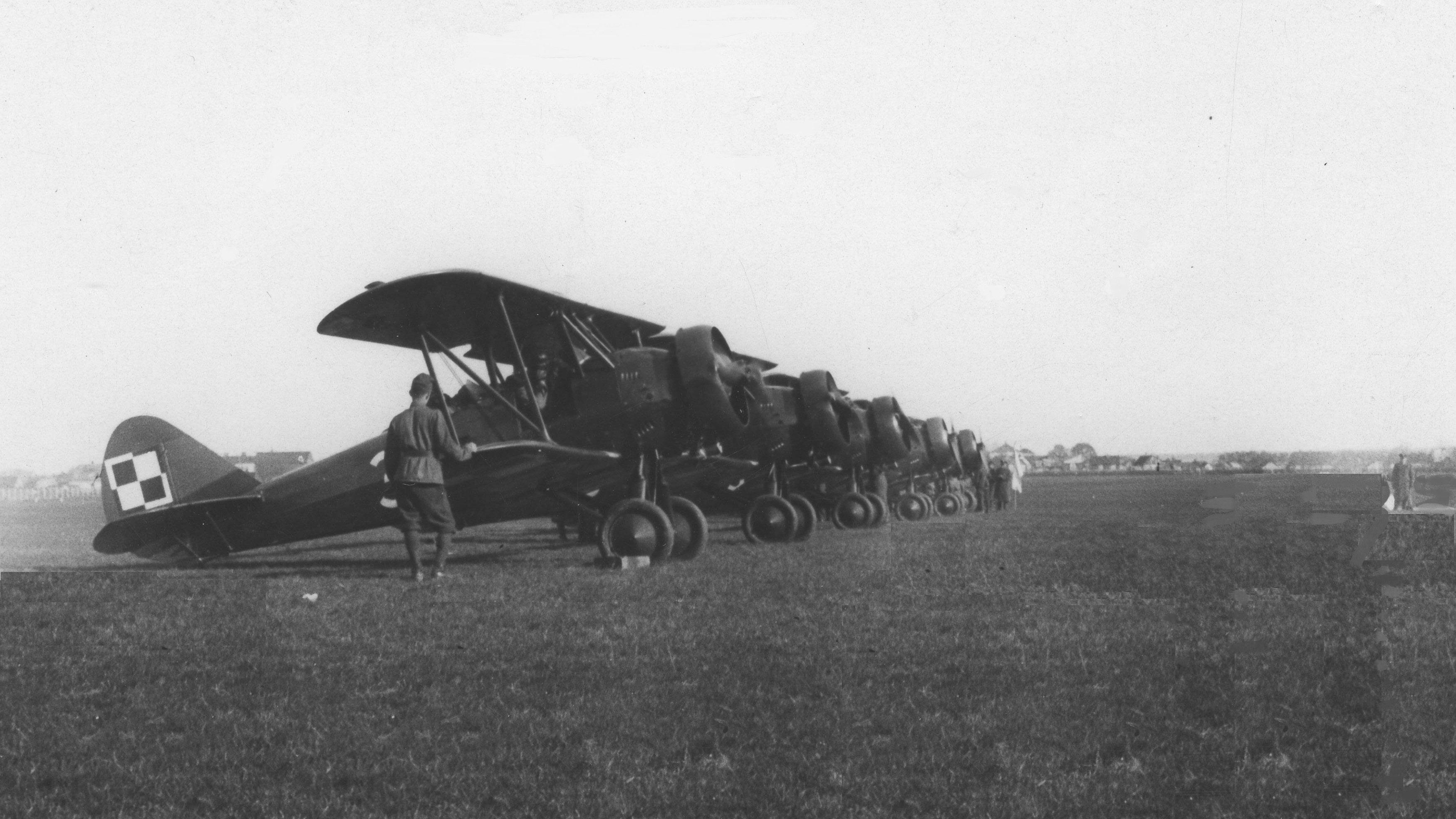
PWS-26
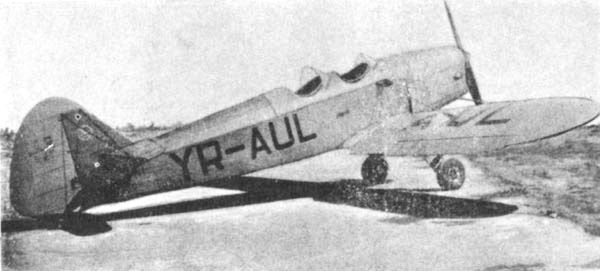
IAR-27

### Verbindungsflugzeuge
Bulgarien
- Kaproni Bulgarski KB-11 Fazan (1941)

Polen
- Lublin R-XIII (1931)
- RWD-14 Czapla (1935)

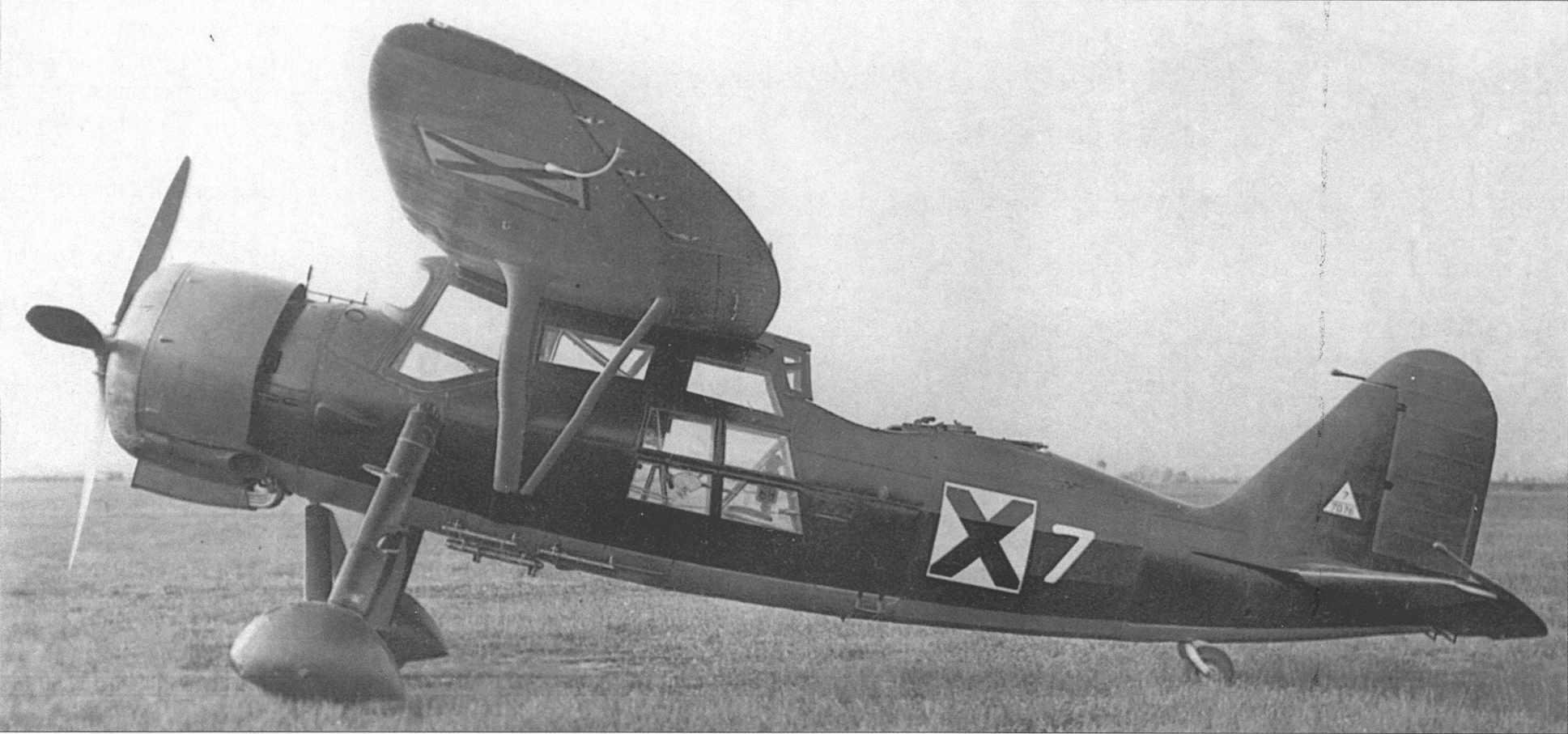
Kaproni Bulgarski KB-11 Fazan
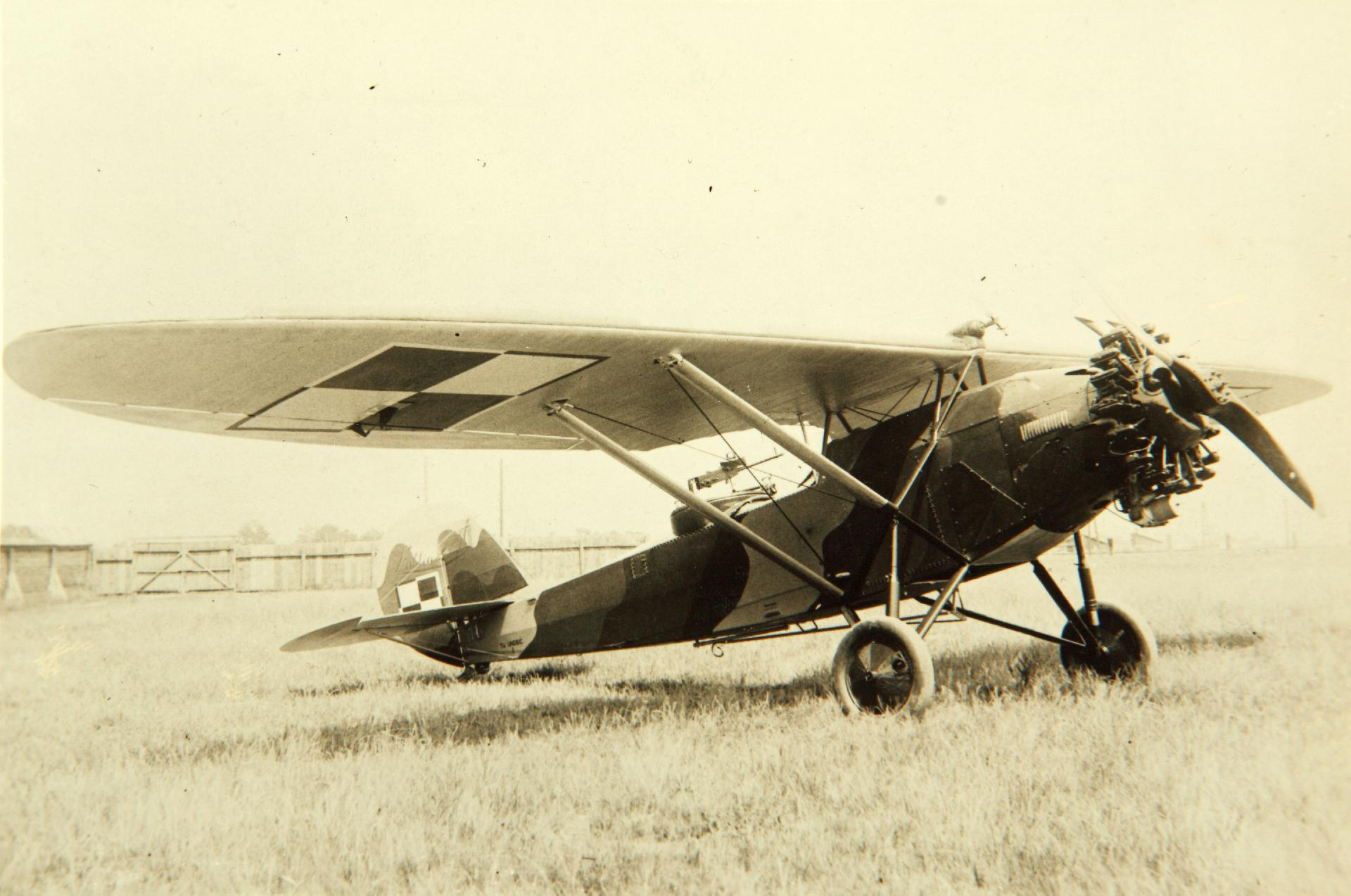
Lublin R-XIII
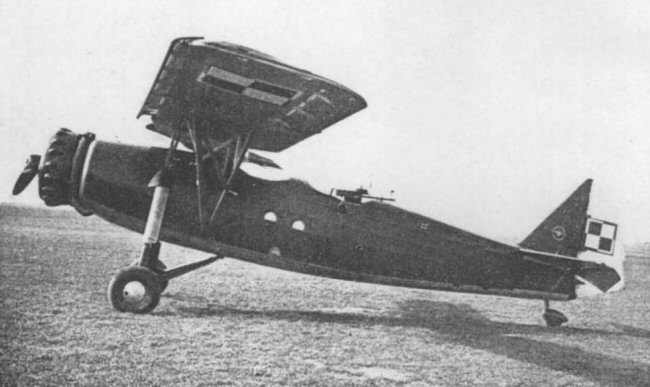
RWD-14 Czapla

## Seeflugzeuge

### Schwimmerflugzeuge
Finnland
- VL Sääski (1928) – See-Schulflugzeug, auch als Landflugzeug verwendet
- VL Kotka (1930) – Küstenaufklärer, auch als Landflugzeug verwendet

Jugoslawien
- Rogožarski SIM-XII-H (1938) – See-Schulflugzeug
- Rogožarski SIM-XIV-H (1938) – Küstenaufklärer

Niederlande
- Fokker C.VIII-W (1928) – Küstenaufklärer
- Fokker C.XI-W (1935) – Borderkunder
- Fokker C.XIV-W (1937) – Küstenaufklärer
- Fokker T.IV (1927) – Torpedobomber und Aufklärer
- Fokker T.VIII-W (1938) – Torpedobomber und Aufklärer

Norwegen
- Marinens Flyvebaatfabrikk M.F.8 (1924) – See-Schulflugzeug
- Marinens Flyvebaatfabrikk M.F.10 (1929) – See-Schulflugzeug
- Marinens Flyvebaatfabrikk M.F.11 (1931) – Küstenaufklärer

Polen
- Lublin R-VIII (1928) – ursprünglich landgestützter leichter Bomber und Aufklärer, 1932 zum Schwimmerflugzeug umgebaut

VL Sääski
VL Kotka
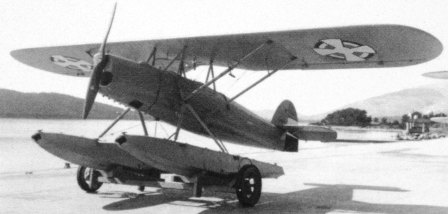
Rogožarski SIM-XII-H
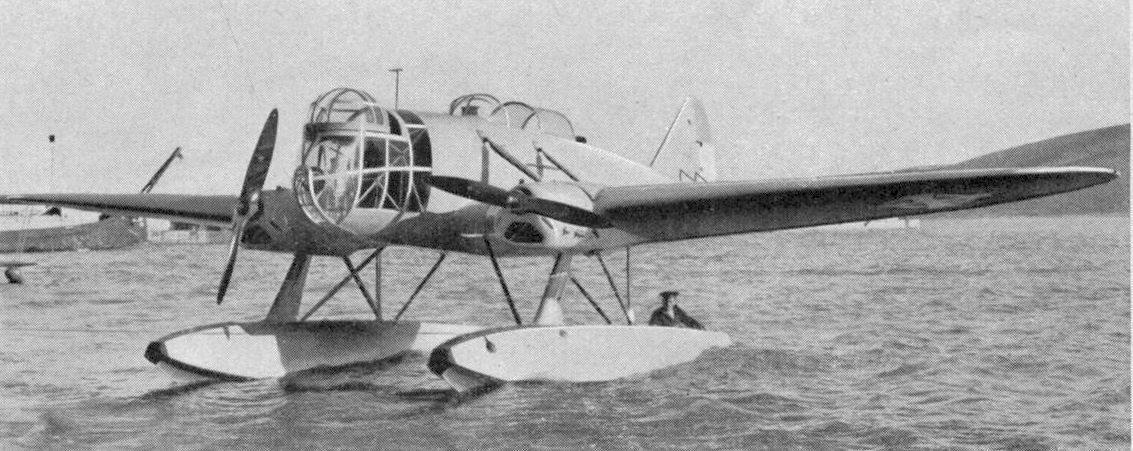
Rogožarski SIM-XIV-H
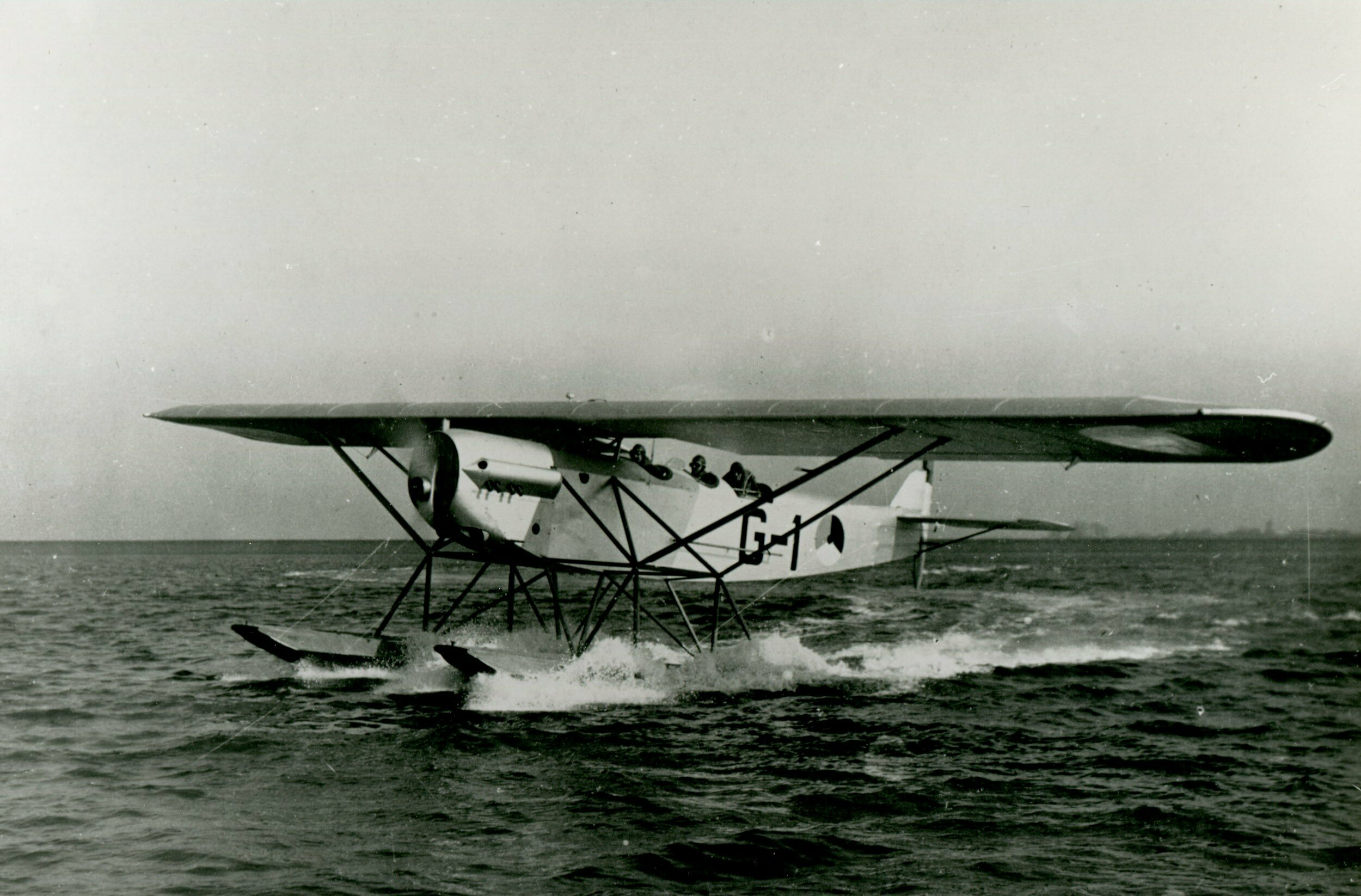
Fokker C.VIII-W
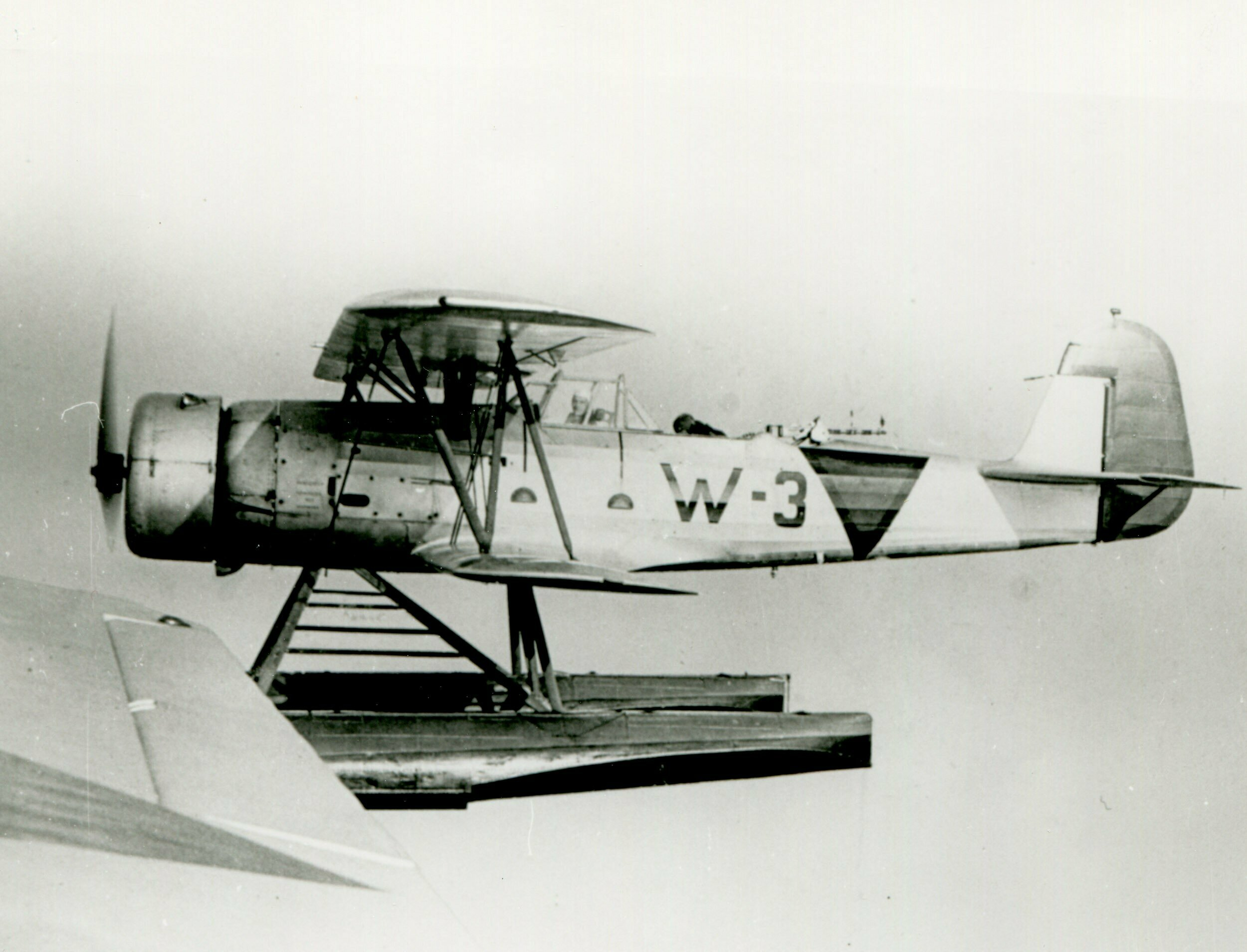
Fokker C.XI-W
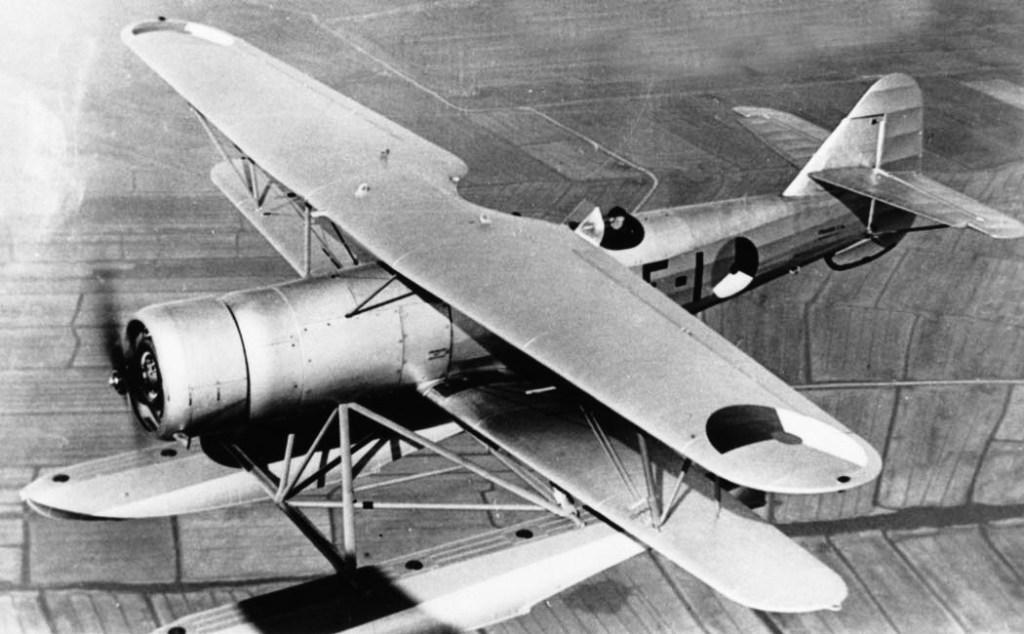
Fokker C.XIV-W
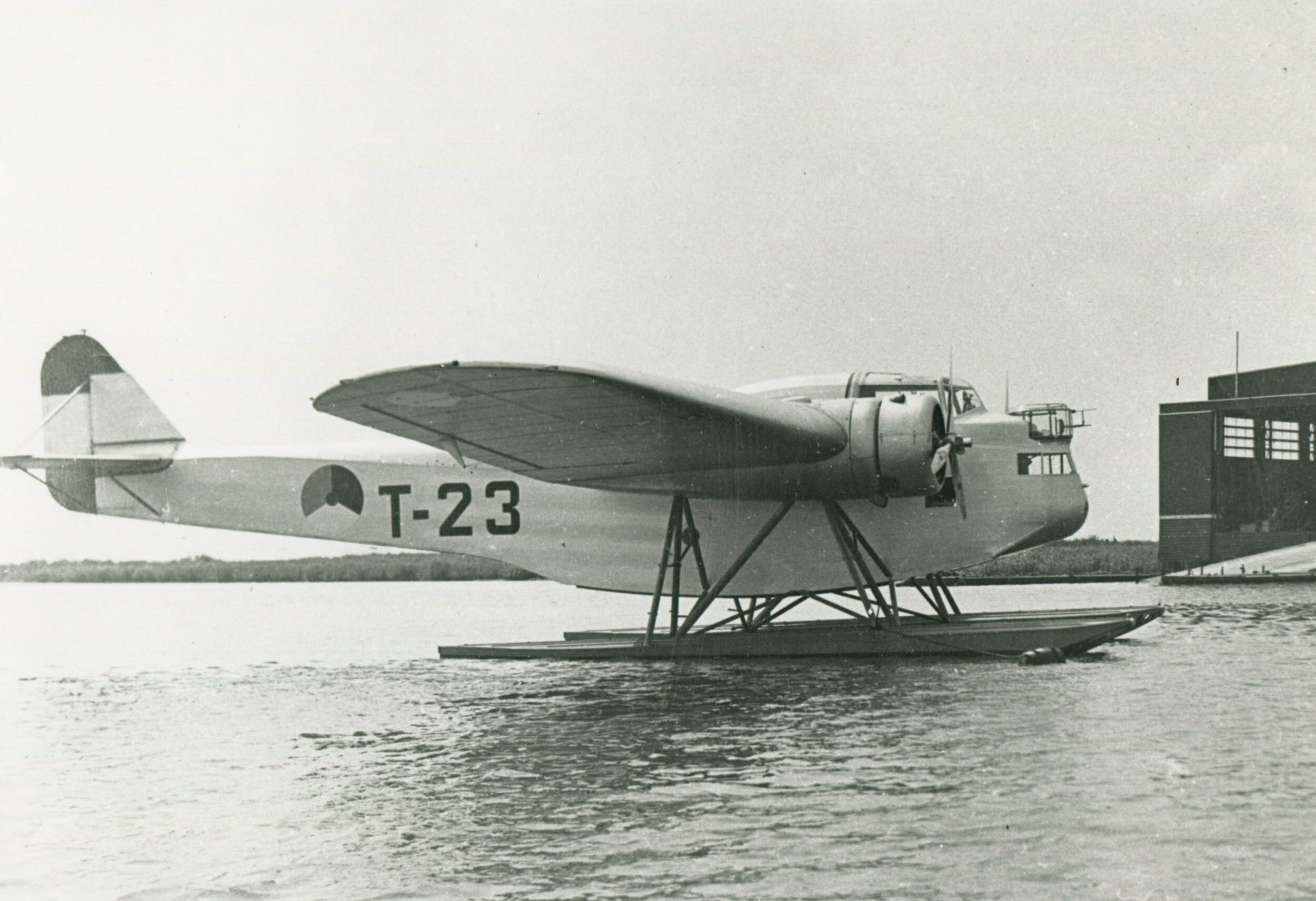
Fokker T.IV
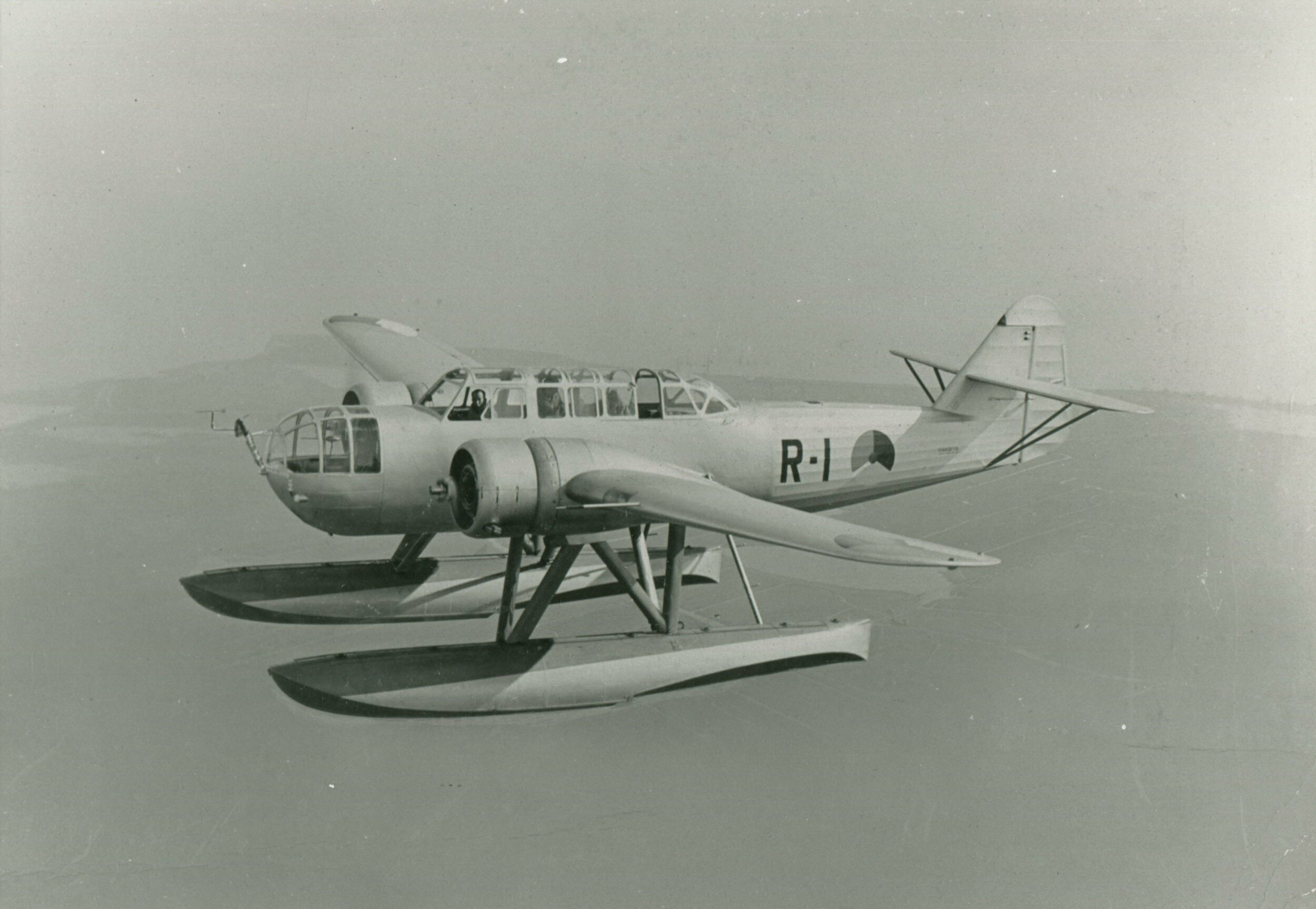
Fokker T.VIII-W
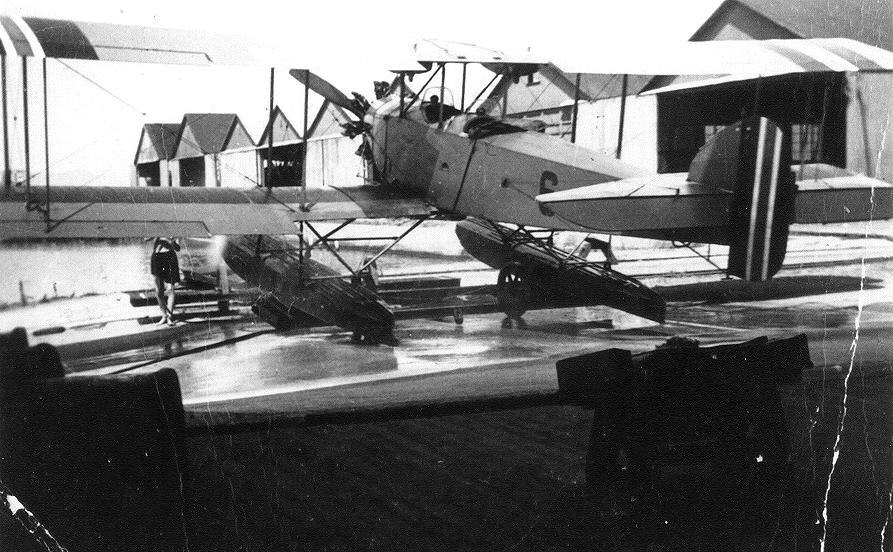
Marinens Flyvebaatfabrikk M.F.8
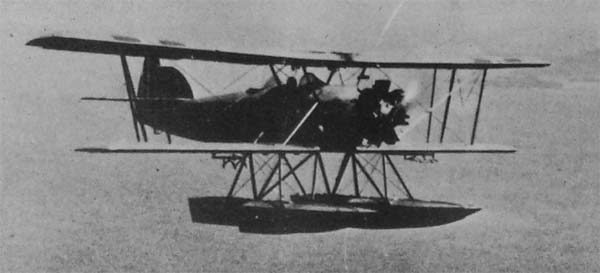
Marinens Flyvebaatfabrikk M.F.10
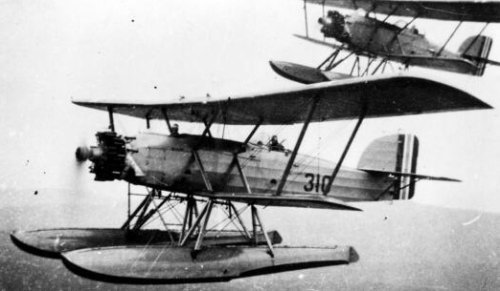
Marinens Flyvebaatfabrikk M.F.11
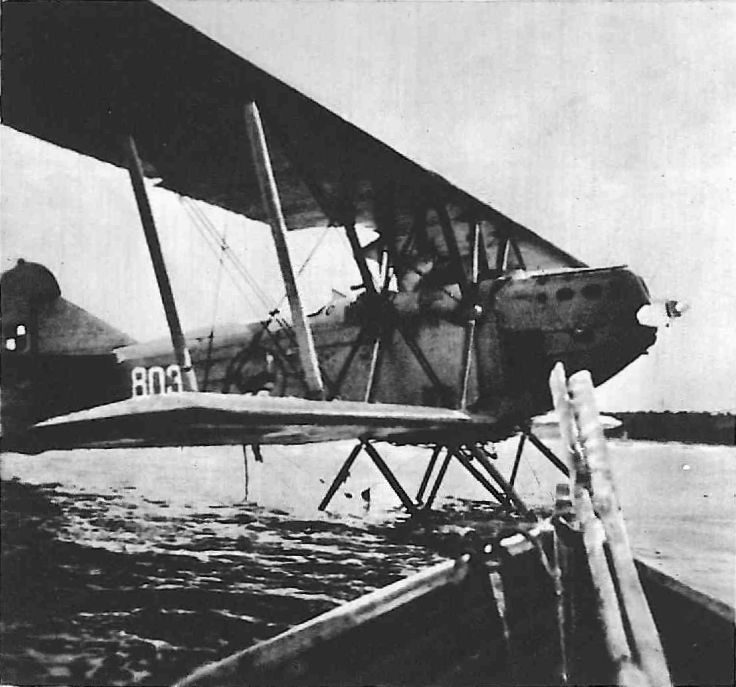
Lublin R-VIII

### Flugboote
Jugoslawien
- Ikarus ŠM (1924) – Schulflugboot
- Ikarus IO (1926) – Küstenaufklärer

Kanada
- Canadian Vickers Vedette (1924) – Mehrzweckflugboot
- Canadian Vickers Vancouver (1929) – Transportflugboot und Küstenaufklärer

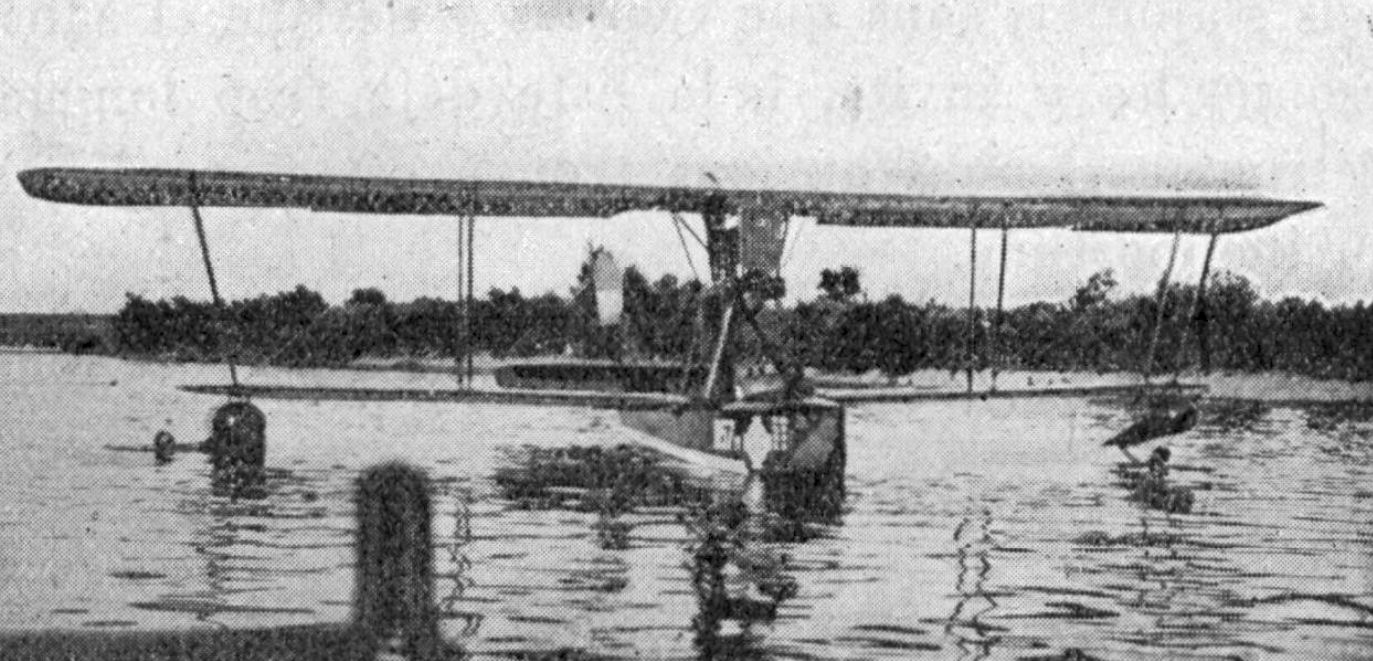
Ikarus ŠM
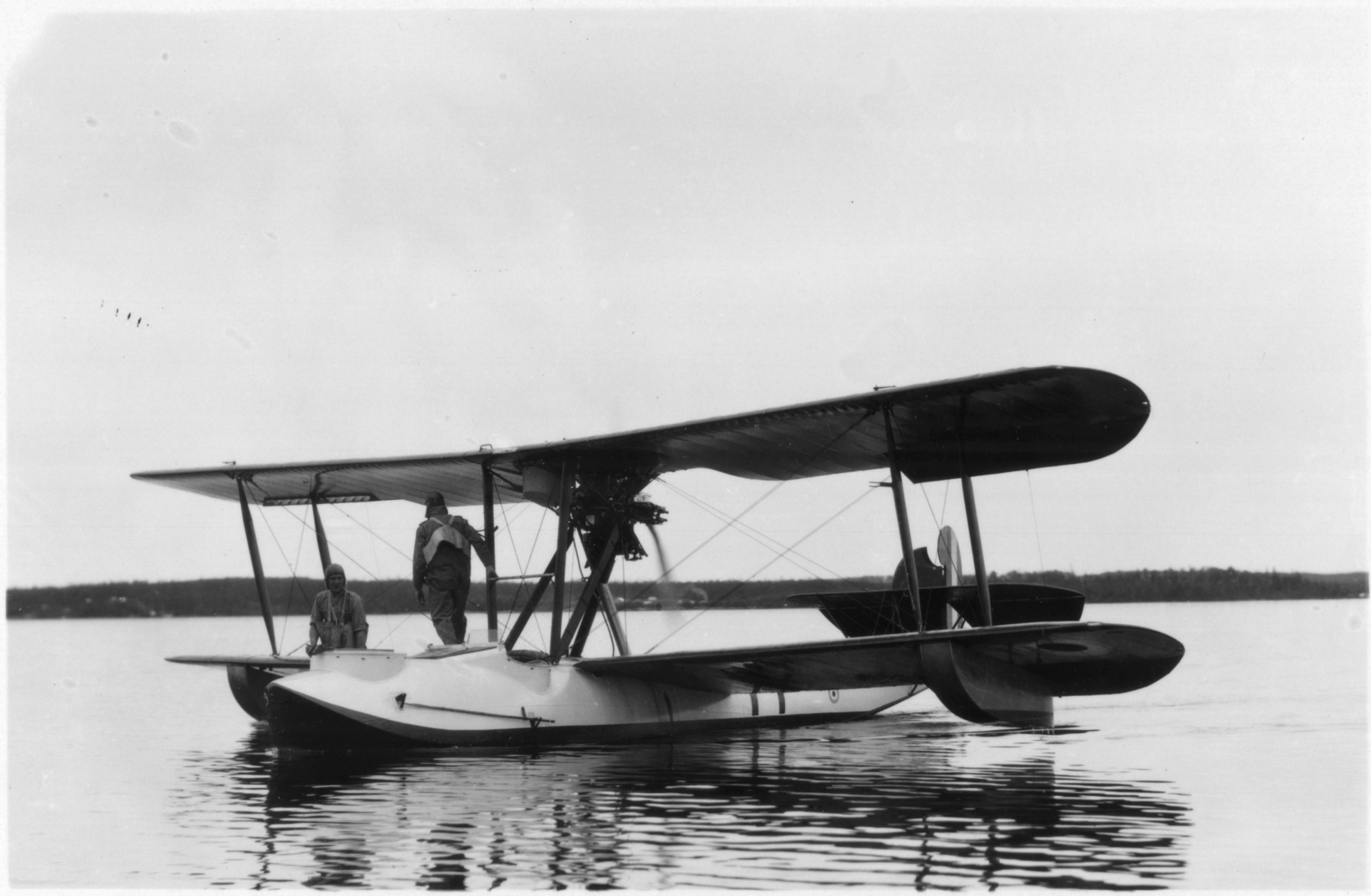
Canadian Vickers Vedette
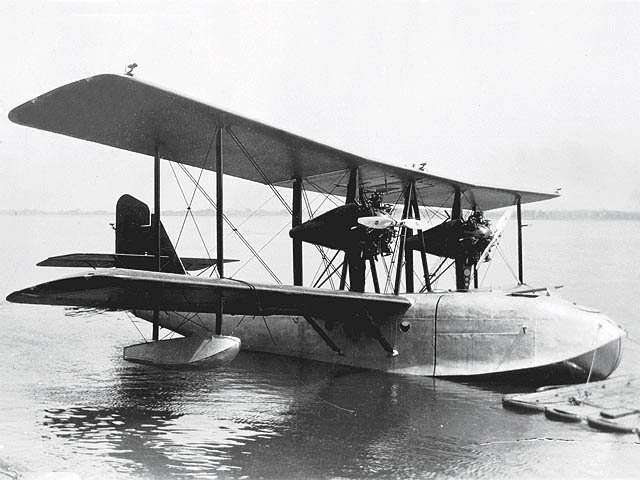
Canadian Vickers Vancouver

## Prototypen und Versuchsmuster

### Jagdflugzeuge

#### Einmotorige Jäger
Australien
- CAC Kangaroo (1946) – während des Zweiten Weltkriegs entwickelt

 Belgien
- Renard R-36, R-37 und R-38 (1937) – Varianten mit unterschiedlicher Motorisierung

China
- Chu XP-0 (1943) – ähnlich Curtiss Hawk Model 75, in Stahlrohr-Holz-Gemischtbauweise

Estland
- Aviotehas PN-3 (1939)

Finnland
- VL Humu (1944) – Weiterentwicklung der Brewster F2A Buffalo
- VL Pyörremyrsky (1945) – Motor Daimler-Benz DB 605A

Kanada
- Canadian Car and Foundry FDB-1 (1938) – auch als Sturzkampfbomber verwendbar

Lettland
- VEF Irbitis I-16 (1940)

Niederlande
- Koolhoven FK.55 (1938) – mit Mittelmotor und gegenläufigen Propellern

Polen
- PZL.45 Sokół – Prototyp bei Kriegsbeginn kurz vor der Fertigstellung
- PZL.50 Jastrząb (1939)
- PWS-42
- RWD-25

Tschechoslowakei
- Avia B-35 (1938)

Ungarn
- Weiss Manfréd WM-23 Ezüst Nyíl (1941)

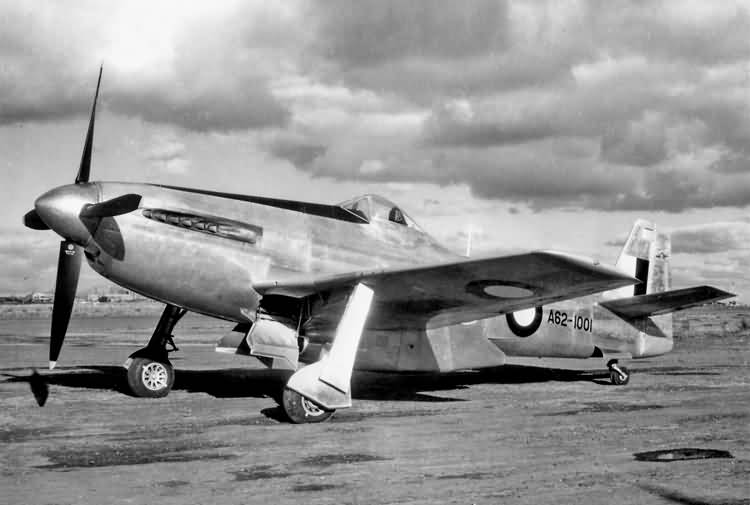
CAC Kangaroo
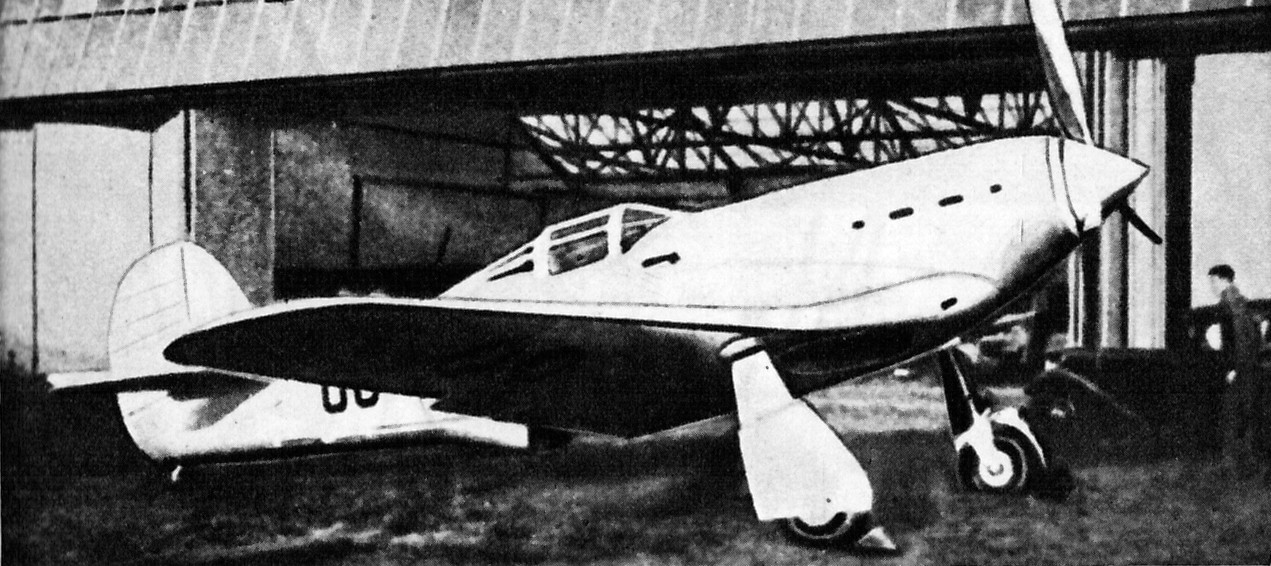
Renard R-36
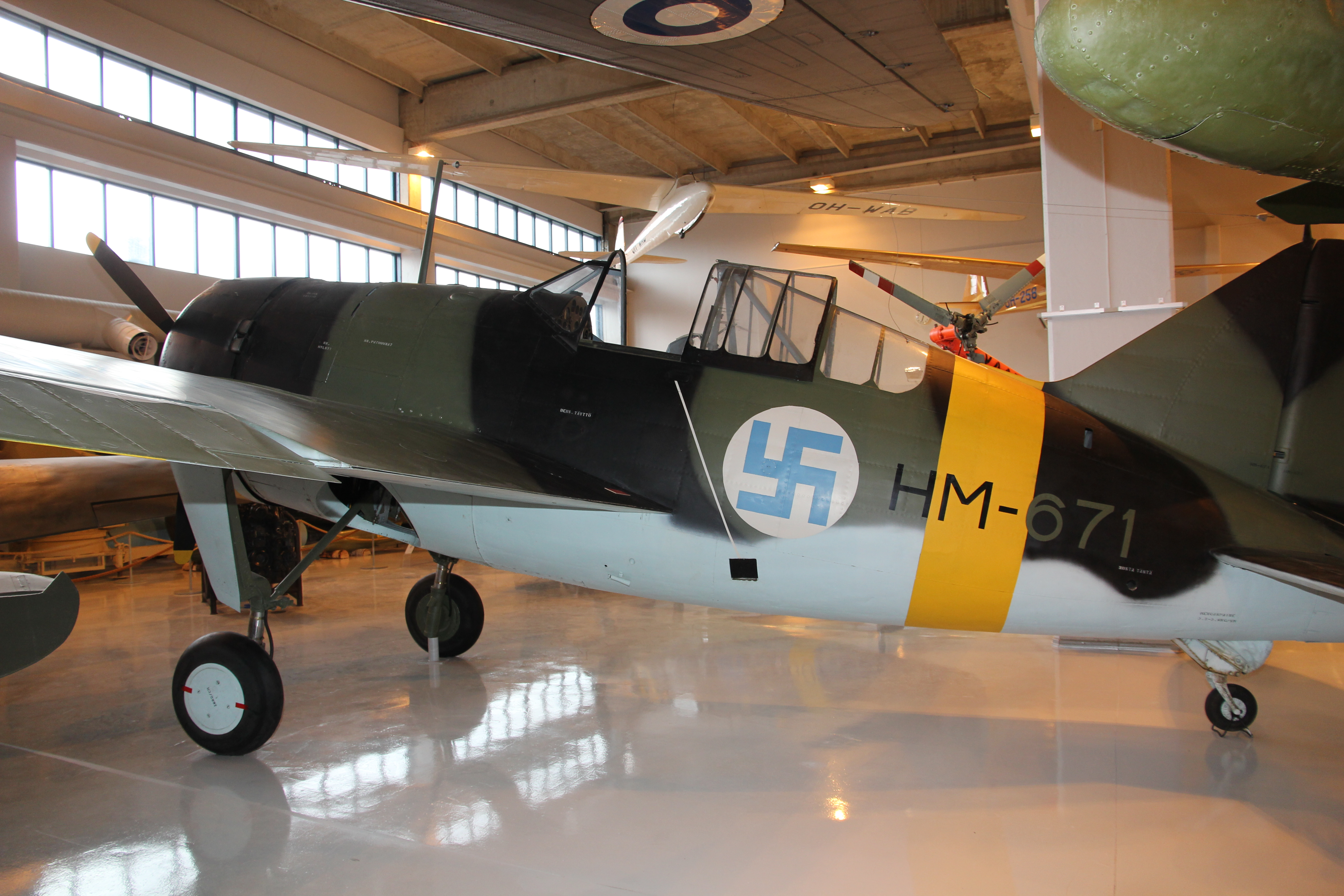
VL Humu (Museumsobjekt)
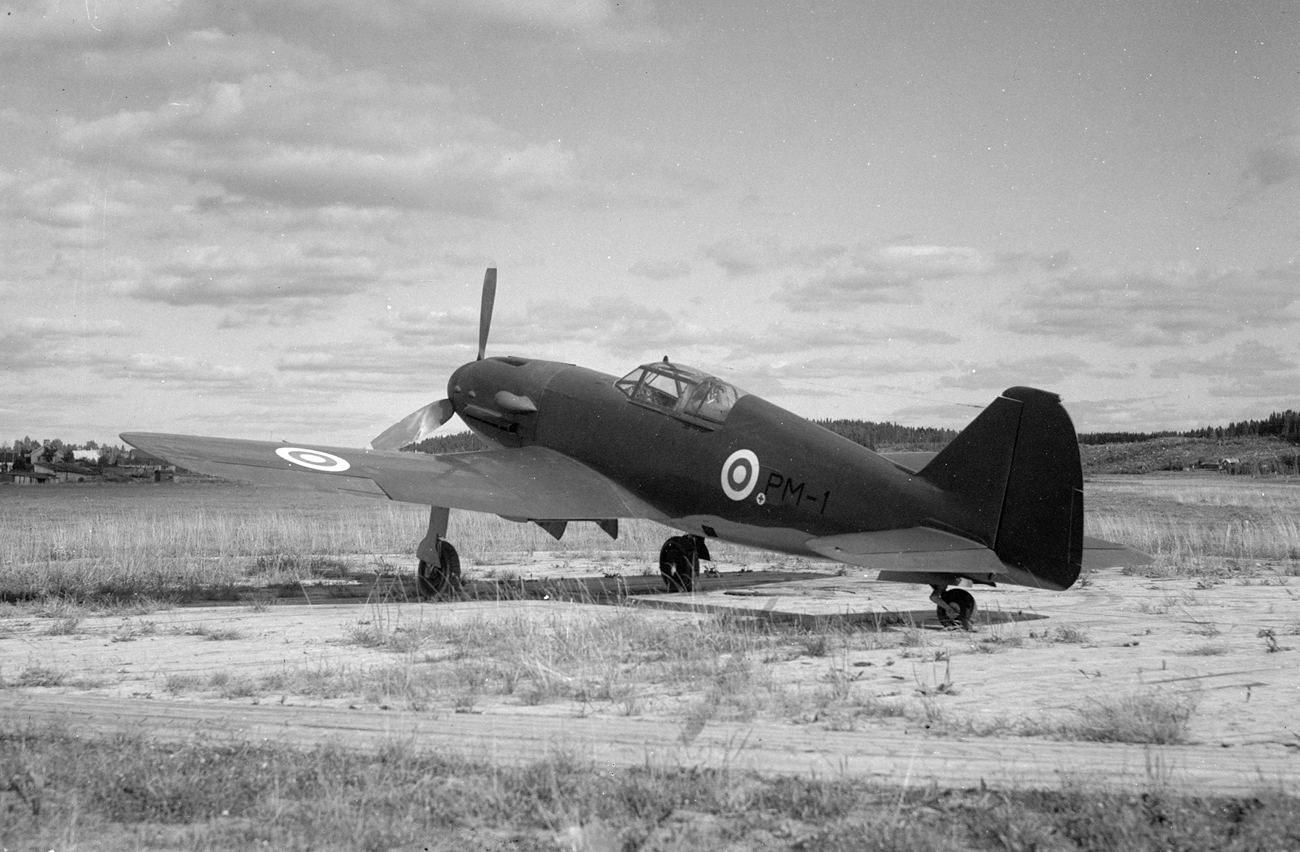
VL Pyörremyrsky
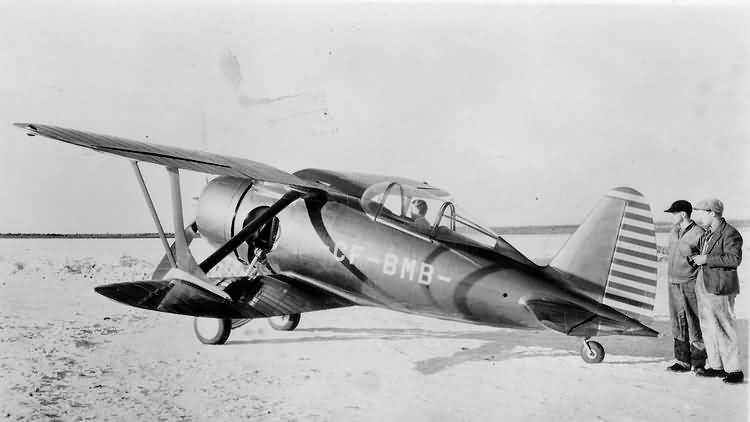
Canadian Car and Foundry FDB-1
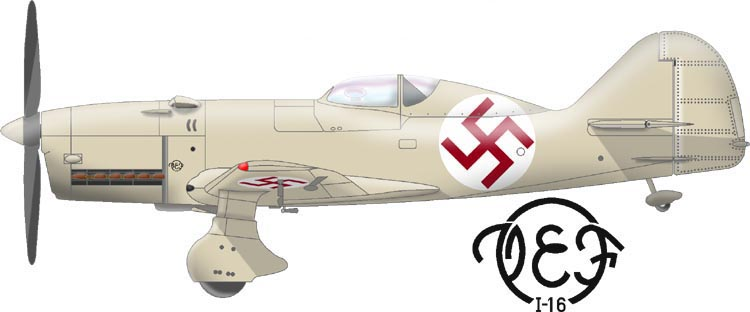
VEF Irbitis I-16 (Zeichnung)
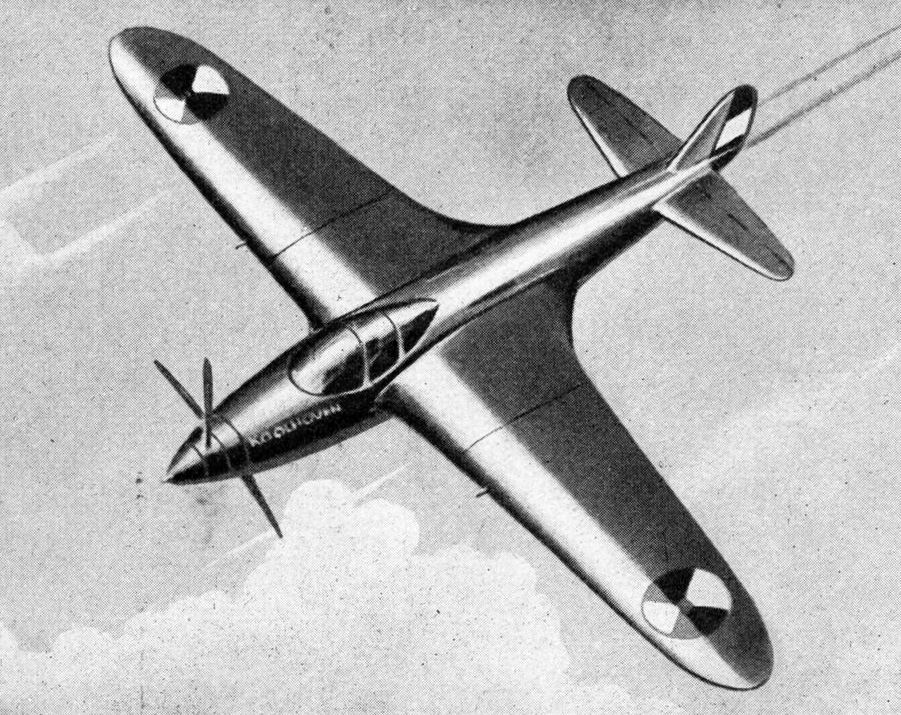
Koolhoven FK.55 (Zeichnung)
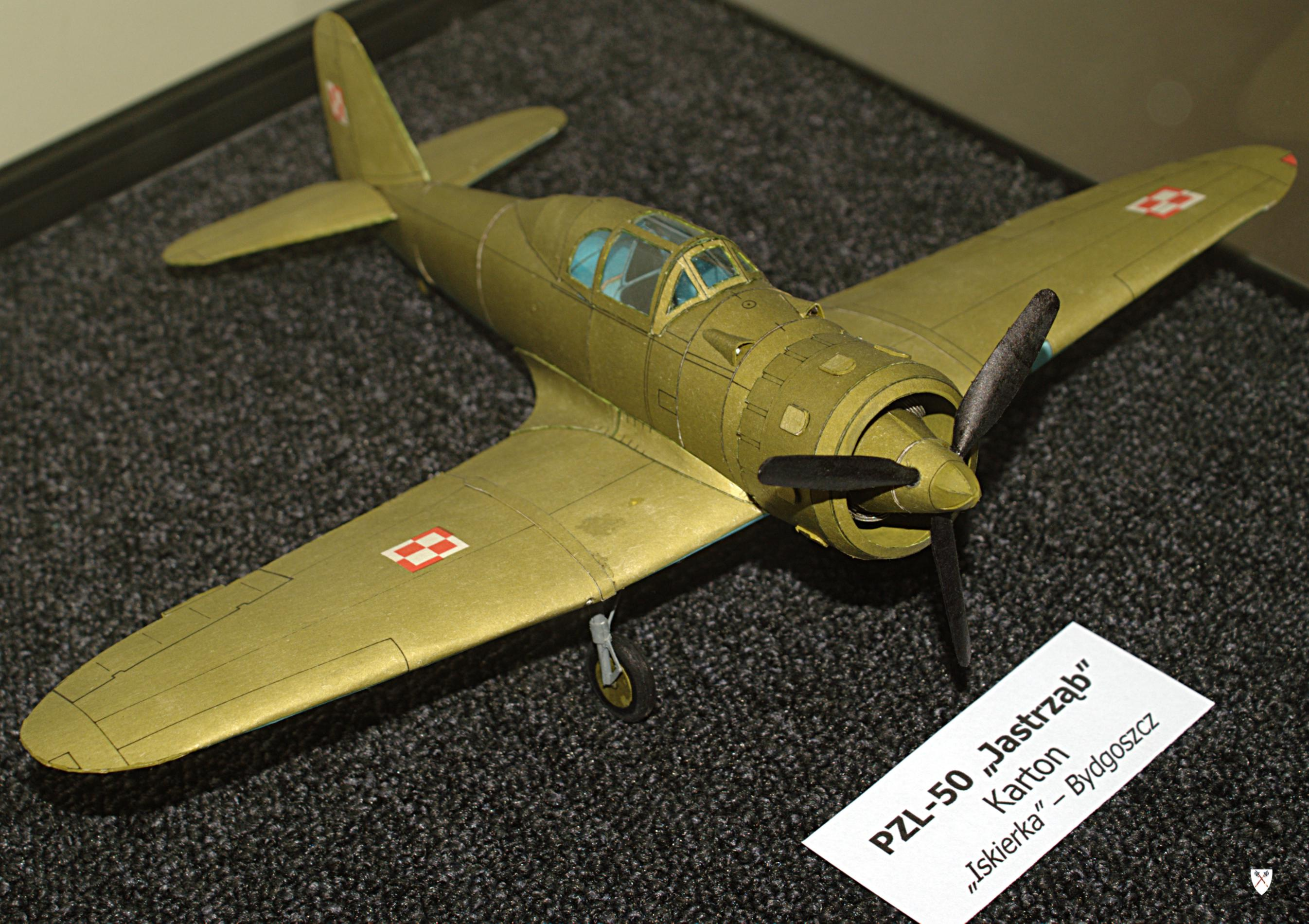
PZL.50 Jastrząb (Modell)
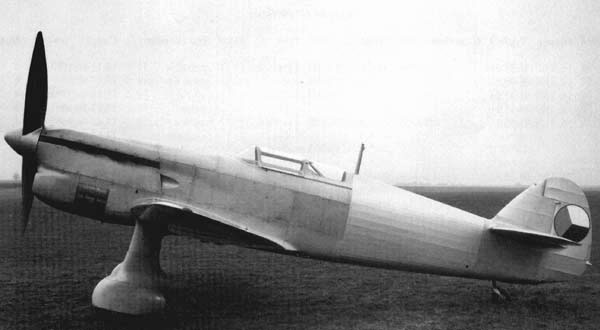
Avia B-35

#### Zweimotorige schwere Jäger
Niederlande
- Fokker D.XXIII (1939) – mit Zug- und Druckpropeller

Polen
- PZL.38 Wilk (1938) – Mehrzweckkampfflugzeug ähnlich Messerschmitt Bf 110

Ungarn
- Marton X/V – mit Zug- und Druckpropeller, 1944 vor Erstflug bei Luftangriff zerstört

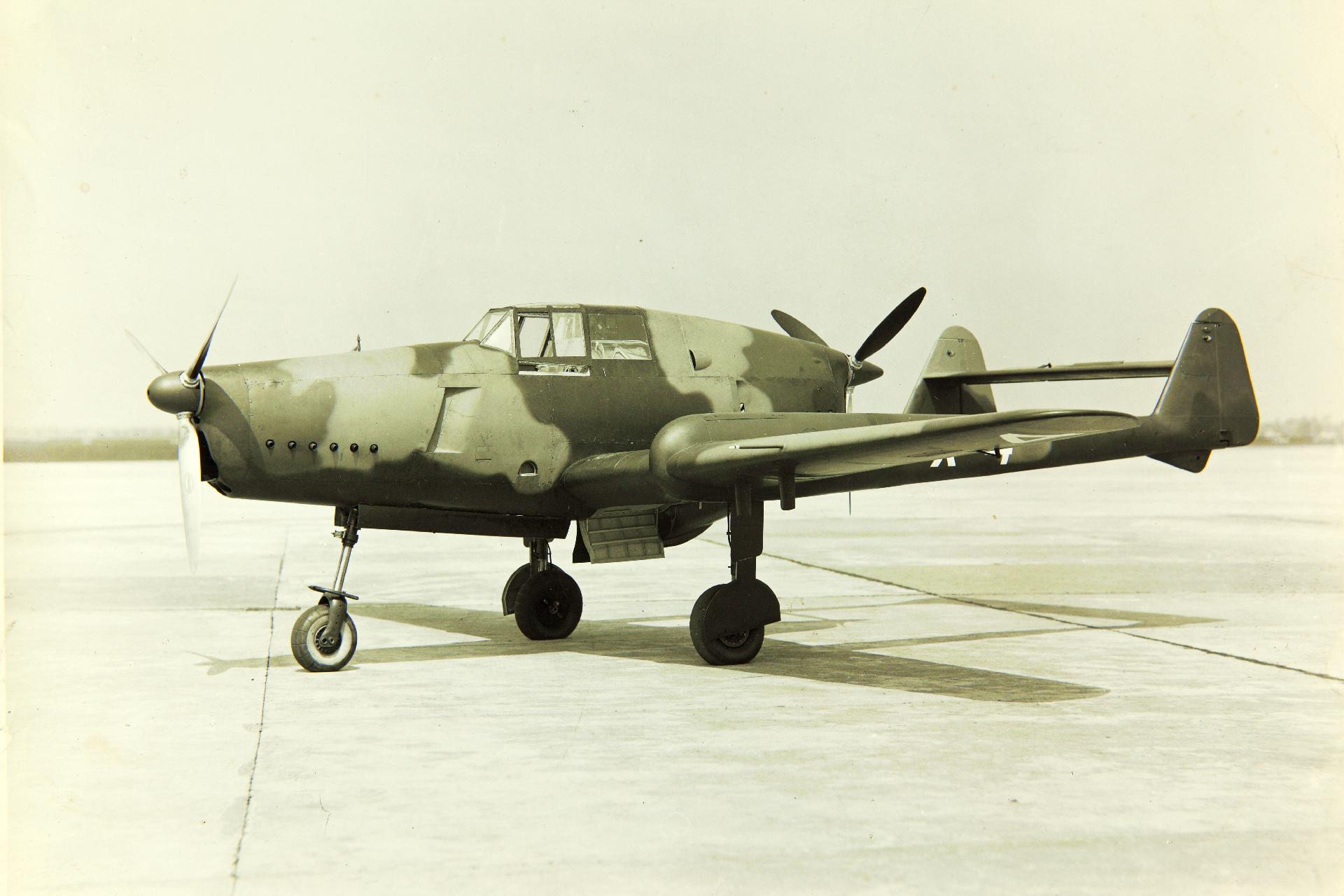
Fokker D.XXIII
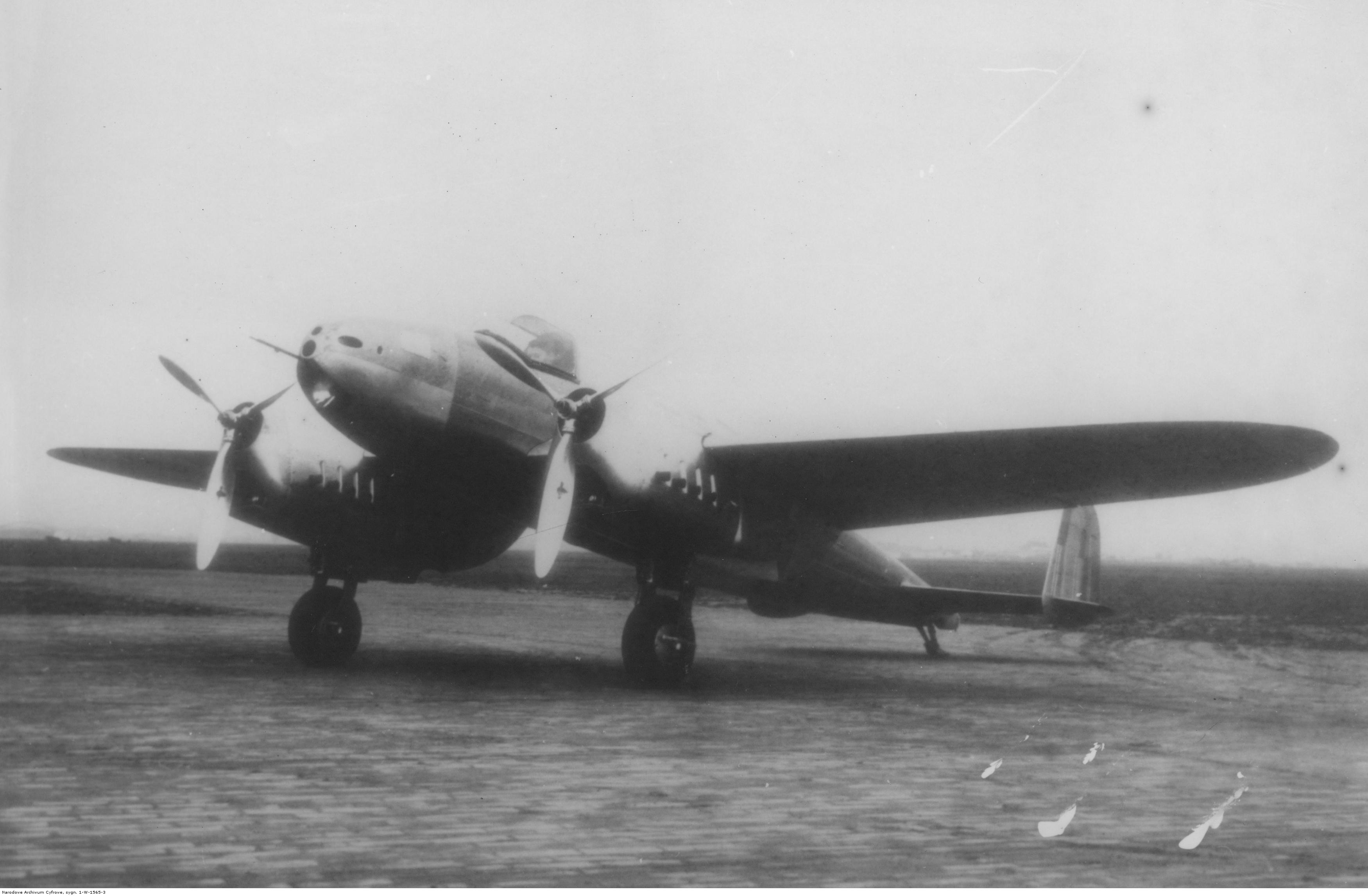
PZL.38 Wilk
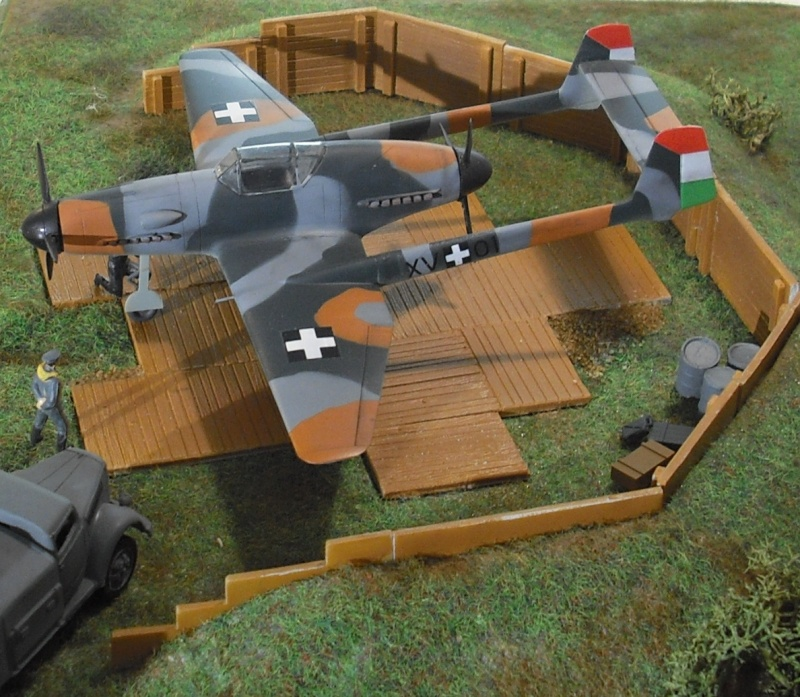
Marton X/V (Modell)

### Bomben- und Aufklärungsflugzeuge

#### Leichte Bomber und Aufklärer
Australien
- CAC Woomera (1941)

Bulgarien
- DAR-10 (1941)

Litauen
- ANBO-VIII (1939)

Polen
- LWS-3 Mewa (1937)
- PZL.46 Sum (1938)

Tschechoslowakei
- Avia B-158 (1938)
- Letov Š-50 (1938)

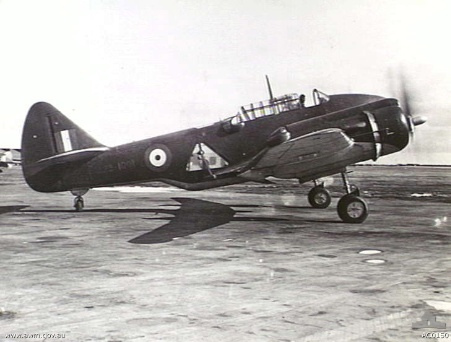
CAC Woomera
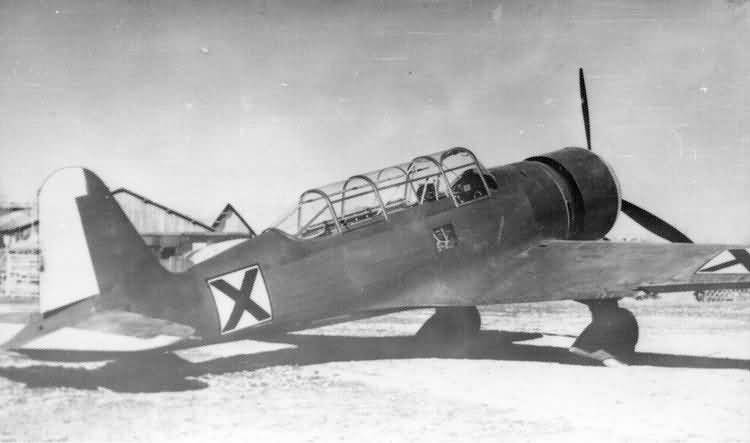
DAR-10
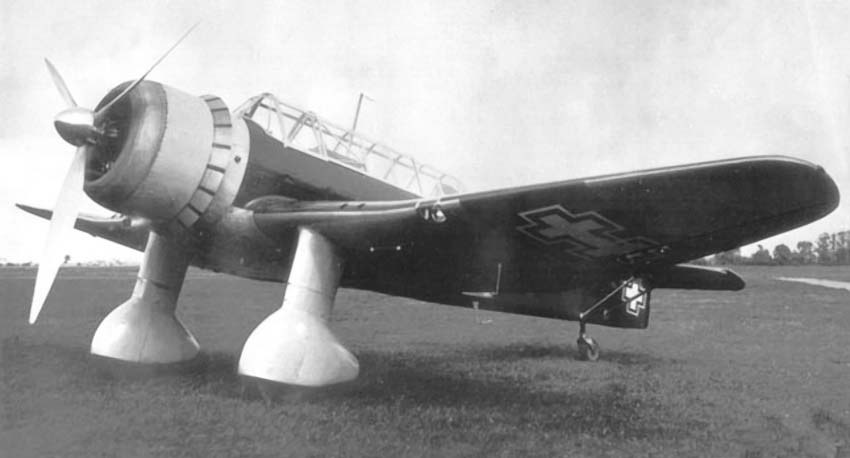
ANBO-VIII
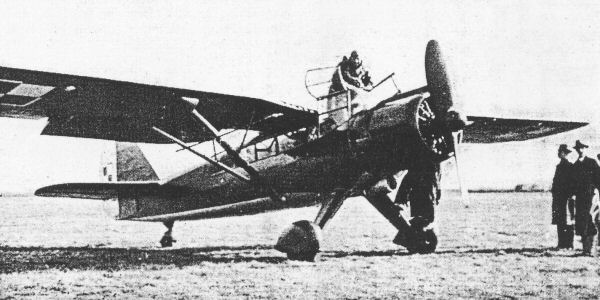
LWS-3 Mewa
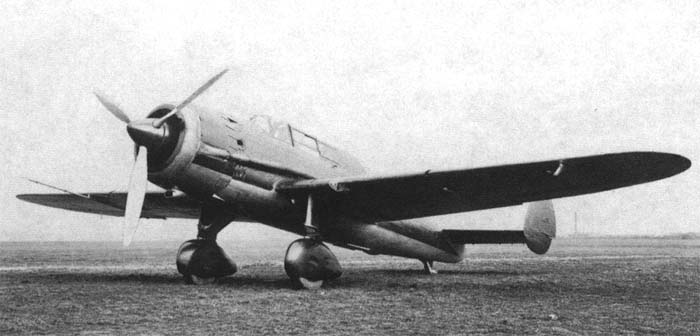
PZL.46 Sum
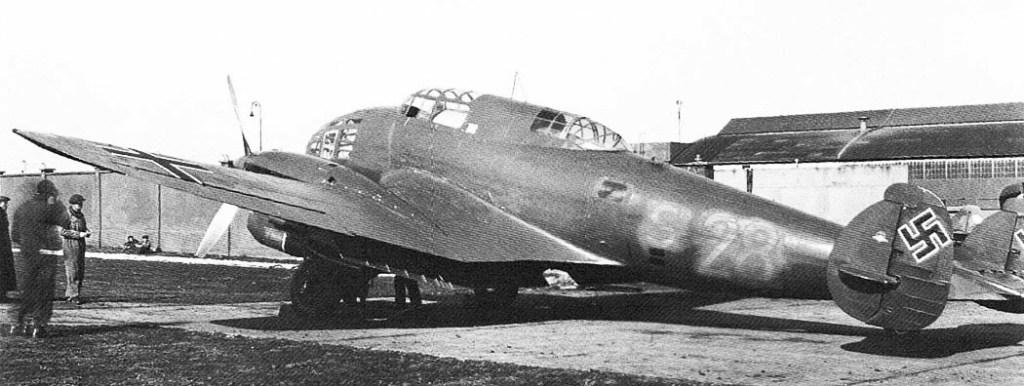
Avia B-158
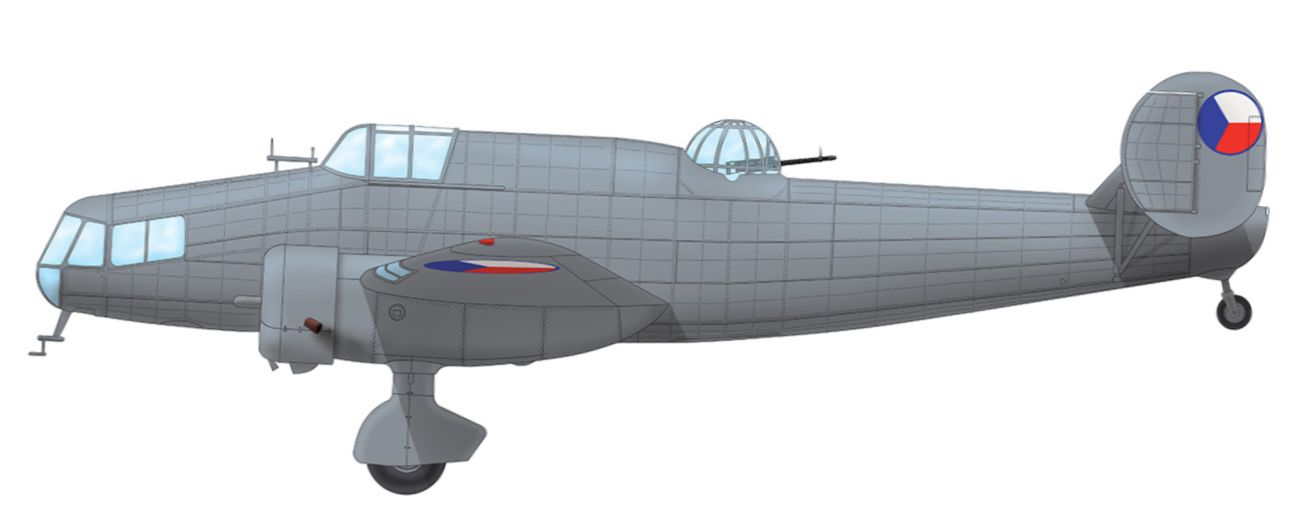
Letov Š-50 (Zeichnung)

#### Mittlere Bomber
Belgien
- LACAB GR.8 Doryphore (1936)

Niederlande
- Fokker T.IX (1939)

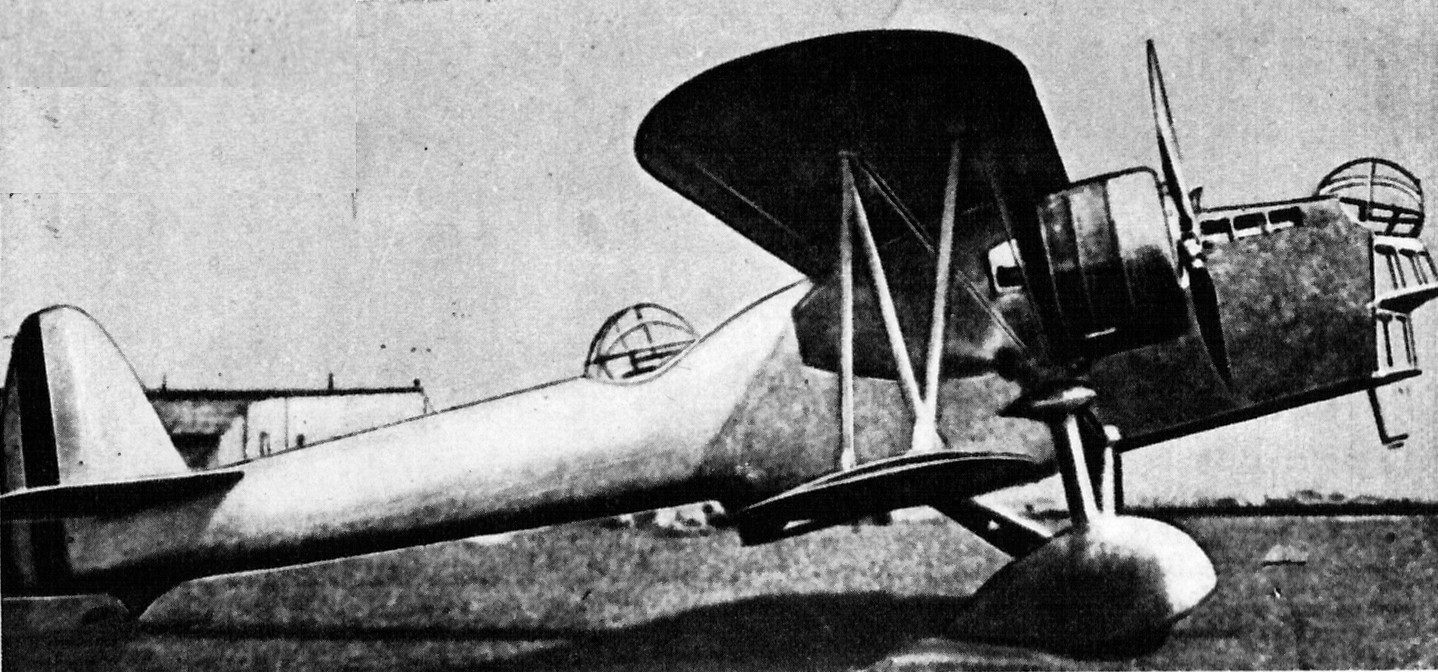
LACAB GR.8 Doryphore
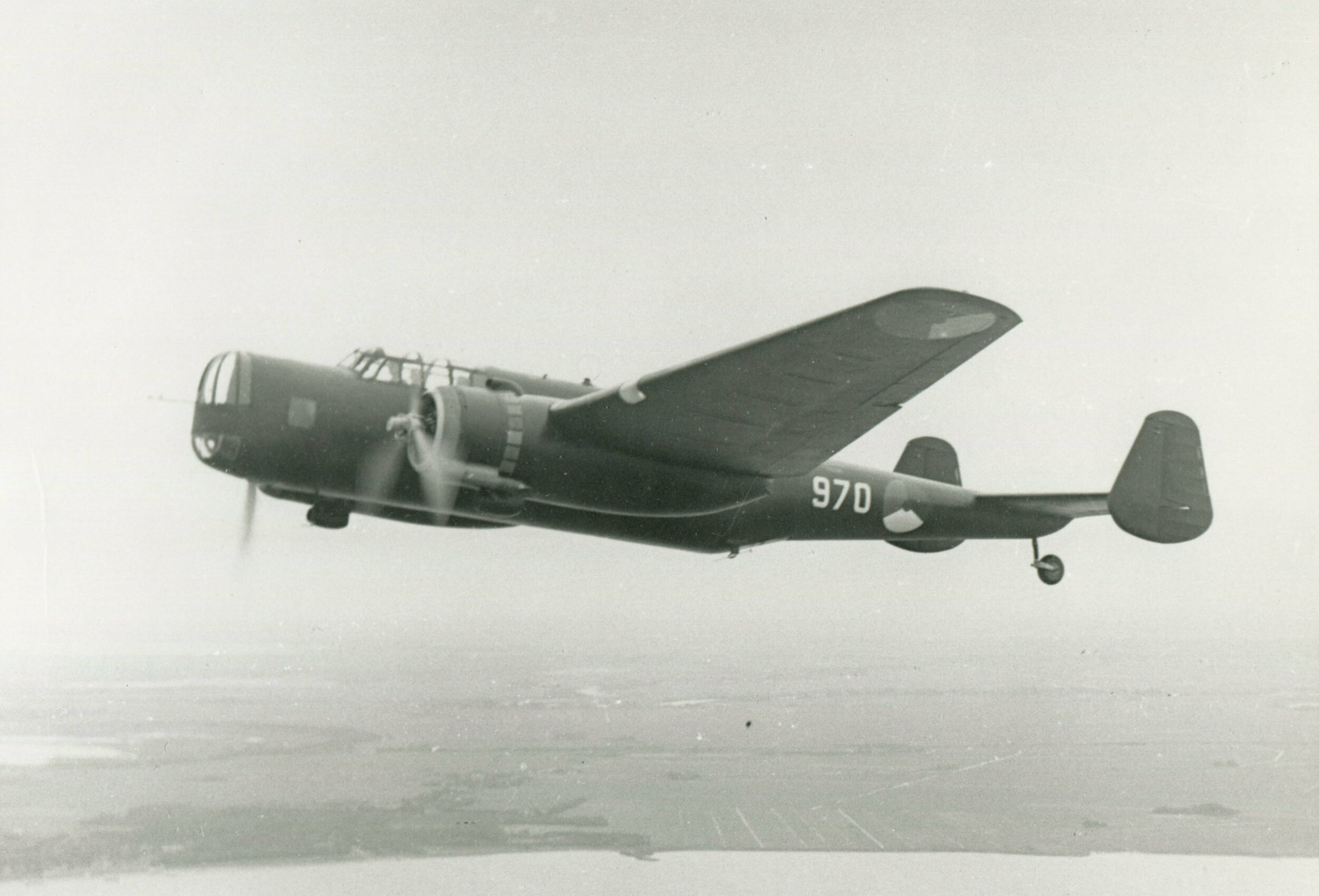
Fokker T.IX

### Transportflugzeuge und Lastensegler

#### Transportflugzeuge
Polen
- PZL.44 Wicher (1938)

- PZL.44 Wicher

### Schul- und Verbindungsflugzeuge

#### Schulflugzeuge
Griechenland
- AEKKEA-Raab R29/30 (1937/8) – Serienfertigung in Spanien geplant

Polen
- PWS-33 Wyżeł (1938)
- PWS-35 Ogar (1938) – kunstflugtaugliches Schul- und Übungsflugzeug
- PWS-40 Junak (1939) – als Standard-Schulflugzeug der Polnischen Luftstreitkräfte vorgesehen

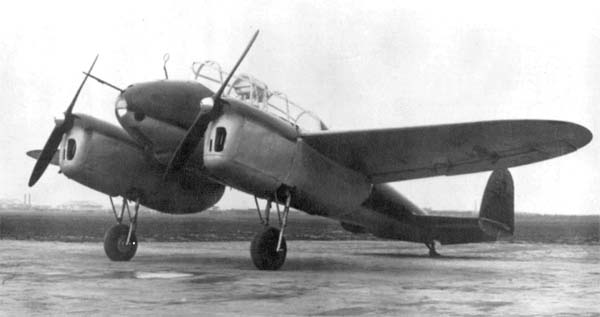
PWS-33 Wyżeł
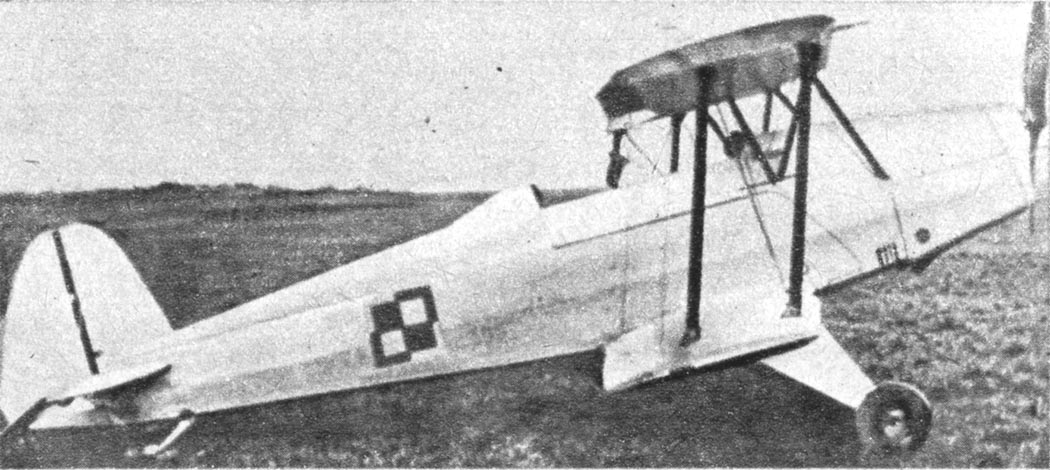
PWS-35 Ogar
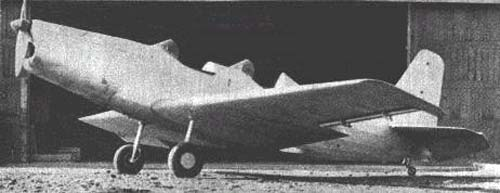
PWS-40 Junak